# 2011
Portal Geschichte | Portal Biografien | Aktuelle Ereignisse | Jahreskalender | Tagesartikel

◄ |
20. Jahrhundert |
21. Jahrhundert

◄ |
1980er |
1990er |
2000er |
2010er
| 2020er | 2030er | 2040er

◄◄ |
◄ |
2007 |
2008 |
2009 |
2010 |
2011
| 2012 | 2013 | 2014 | 2015 | ► | ►►
 Jan.
| Feb.
| Mär.
| Apr.
| Mai
| Jun.
| Jul.
| Aug.
| Sep.
| Okt.
| Nov.
| Dez.
Staatsoberhäupter · Wahlen · Nekrolog  · Literaturjahr · Musikjahr · Filmjahr · Rundfunkjahr · Sportjahr
| Januar | Januar | Januar | Januar | Januar | Januar | Januar | Januar |
| Kw     | Mo     | Di     | Mi     | Do     | Fr     | Sa     | So     |
| ------ | ------ | ------ | ------ | ------ | ------ | ------ | ------ |
| 52     |        |        |        |        |        | 1      | 2      |
| 1      | 3      | 4      | 5      | 6      | 7      | 8      | 9      |
| 2      | 10     | 11     | 12     | 13     | 14     | 15     | 16     |
| 3      | 17     | 18     | 19     | 20     | 21     | 22     | 23     |
| 4      | 24     | 25     | 26     | 27     | 28     | 29     | 30     |
| 5      | 31     |        |        |        |        |        |        |

| Februar | Februar | Februar | Februar | Februar | Februar | Februar | Februar |
| Kw      | Mo      | Di      | Mi      | Do      | Fr      | Sa      | So      |
| ------- | ------- | ------- | ------- | ------- | ------- | ------- | ------- |
| 5       |         | 1       | 2       | 3       | 4       | 5       | 6       |
| 6       | 7       | 8       | 9       | 10      | 11      | 12      | 13      |
| 7       | 14      | 15      | 16      | 17      | 18      | 19      | 20      |
| 8       | 21      | 22      | 23      | 24      | 25      | 26      | 27      |
| 9       | 28      |         |         |         |         |         |         |

| März | März | März | März | März | März | März | März |
| Kw   | Mo   | Di   | Mi   | Do   | Fr   | Sa   | So   |
| ---- | ---- | ---- | ---- | ---- | ---- | ---- | ---- |
| 9    |      | 1    | 2    | 3    | 4    | 5    | 6    |
| 10   | 7    | 8    | 9    | 10   | 11   | 12   | 13   |
| 11   | 14   | 15   | 16   | 17   | 18   | 19   | 20   |
| 12   | 21   | 22   | 23   | 24   | 25   | 26   | 27   |
| 13   | 28   | 29   | 30   | 31   |      |      |      |

| April | April | April | April | April | April | April | April |
| Kw    | Mo    | Di    | Mi    | Do    | Fr    | Sa    | So    |
| ----- | ----- | ----- | ----- | ----- | ----- | ----- | ----- |
| 13    |       |       |       |       | 1     | 2     | 3     |
| 14    | 4     | 5     | 6     | 7     | 8     | 9     | 10    |
| 15    | 11    | 12    | 13    | 14    | 15    | 16    | 17    |
| 16    | 18    | 19    | 20    | 21    | 22    | 23    | 24    |
| 17    | 25    | 26    | 27    | 28    | 29    | 30    |       |

| Mai | Mai | Mai | Mai | Mai | Mai | Mai | Mai |
| Kw  | Mo  | Di  | Mi  | Do  | Fr  | Sa  | So  |
| --- | --- | --- | --- | --- | --- | --- | --- |
| 17  |     |     |     |     |     |     | 1   |
| 18  | 2   | 3   | 4   | 5   | 6   | 7   | 8   |
| 19  | 9   | 10  | 11  | 12  | 13  | 14  | 15  |
| 20  | 16  | 17  | 18  | 19  | 20  | 21  | 22  |
| 21  | 23  | 24  | 25  | 26  | 27  | 28  | 29  |
| 22  | 30  | 31  |     |     |     |     |     |

| Juni | Juni | Juni | Juni | Juni | Juni | Juni | Juni |
| Kw   | Mo   | Di   | Mi   | Do   | Fr   | Sa   | So   |
| ---- | ---- | ---- | ---- | ---- | ---- | ---- | ---- |
| 22   |      |      | 1    | 2    | 3    | 4    | 5    |
| 23   | 6    | 7    | 8    | 9    | 10   | 11   | 12   |
| 24   | 13   | 14   | 15   | 16   | 17   | 18   | 19   |
| 25   | 20   | 21   | 22   | 23   | 24   | 25   | 26   |
| 26   | 27   | 28   | 29   | 30   |      |      |      |

| Juli | Juli | Juli | Juli | Juli | Juli | Juli | Juli |
| Kw   | Mo   | Di   | Mi   | Do   | Fr   | Sa   | So   |
| ---- | ---- | ---- | ---- | ---- | ---- | ---- | ---- |
| 26   |      |      |      |      | 1    | 2    | 3    |
| 27   | 4    | 5    | 6    | 7    | 8    | 9    | 10   |
| 28   | 11   | 12   | 13   | 14   | 15   | 16   | 17   |
| 29   | 18   | 19   | 20   | 21   | 22   | 23   | 24   |
| 30   | 25   | 26   | 27   | 28   | 29   | 30   | 31   |

| August | August | August | August | August | August | August | August |
| Kw     | Mo     | Di     | Mi     | Do     | Fr     | Sa     | So     |
| ------ | ------ | ------ | ------ | ------ | ------ | ------ | ------ |
| 31     | 1      | 2      | 3      | 4      | 5      | 6      | 7      |
| 32     | 8      | 9      | 10     | 11     | 12     | 13     | 14     |
| 33     | 15     | 16     | 17     | 18     | 19     | 20     | 21     |
| 34     | 22     | 23     | 24     | 25     | 26     | 27     | 28     |
| 35     | 29     | 30     | 31     |        |        |        |        |

| September | September | September | September | September | September | September | September |
| Kw        | Mo        | Di        | Mi        | Do        | Fr        | Sa        | So        |
| --------- | --------- | --------- | --------- | --------- | --------- | --------- | --------- |
| 35        |           |           |           | 1         | 2         | 3         | 4         |
| 36        | 5         | 6         | 7         | 8         | 9         | 10        | 11        |
| 37        | 12        | 13        | 14        | 15        | 16        | 17        | 18        |
| 38        | 19        | 20        | 21        | 22        | 23        | 24        | 25        |
| 39        | 26        | 27        | 28        | 29        | 30        |           |           |

| Oktober | Oktober | Oktober | Oktober | Oktober | Oktober | Oktober | Oktober |
| Kw      | Mo      | Di      | Mi      | Do      | Fr      | Sa      | So      |
| ------- | ------- | ------- | ------- | ------- | ------- | ------- | ------- |
| 39      |         |         |         |         |         | 1       | 2       |
| 40      | 3       | 4       | 5       | 6       | 7       | 8       | 9       |
| 41      | 10      | 11      | 12      | 13      | 14      | 15      | 16      |
| 42      | 17      | 18      | 19      | 20      | 21      | 22      | 23      |
| 43      | 24      | 25      | 26      | 27      | 28      | 29      | 30      |
| 44      | 31      |         |         |         |         |         |         |

| November | November | November | November | November | November | November | November |
| Kw       | Mo       | Di       | Mi       | Do       | Fr       | Sa       | So       |
| -------- | -------- | -------- | -------- | -------- | -------- | -------- | -------- |
| 44       |          | 1        | 2        | 3        | 4        | 5        | 6        |
| 45       | 7        | 8        | 9        | 10       | 11       | 12       | 13       |
| 46       | 14       | 15       | 16       | 17       | 18       | 19       | 20       |
| 47       | 21       | 22       | 23       | 24       | 25       | 26       | 27       |
| 48       | 28       | 29       | 30       |          |          |          |          |

| Dezember | Dezember | Dezember | Dezember | Dezember | Dezember | Dezember | Dezember |
| Kw       | Mo       | Di       | Mi       | Do       | Fr       | Sa       | So       |
| -------- | -------- | -------- | -------- | -------- | -------- | -------- | -------- |
| 48       |          |          |          | 1        | 2        | 3        | 4        |
| 49       | 5        | 6        | 7        | 8        | 9        | 10       | 11       |
| 50       | 12       | 13       | 14       | 15       | 16       | 17       | 18       |
| 51       | 19       | 20       | 21       | 22       | 23       | 24       | 25       |
| 52       | 26       | 27       | 28       | 29       | 30       | 31       |          |

| Januar | Januar | Januar | Januar | Januar | Januar | Januar | Januar |
| Kw     | Mo     | Di     | Mi     | Do     | Fr     | Sa     | So     |
| ------ | ------ | ------ | ------ | ------ | ------ | ------ | ------ |
| 52     |        |        |        |        |        | 1      | 2      |
| 1      | 3      | 4      | 5      | 6      | 7      | 8      | 9      |
| 2      | 10     | 11     | 12     | 13     | 14     | 15     | 16     |
| 3      | 17     | 18     | 19     | 20     | 21     | 22     | 23     |
| 4      | 24     | 25     | 26     | 27     | 28     | 29     | 30     |
| 5      | 31     |        |        |        |        |        |        |

| Februar | Februar | Februar | Februar | Februar | Februar | Februar | Februar |
| Kw      | Mo      | Di      | Mi      | Do      | Fr      | Sa      | So      |
| ------- | ------- | ------- | ------- | ------- | ------- | ------- | ------- |
| 5       |         | 1       | 2       | 3       | 4       | 5       | 6       |
| 6       | 7       | 8       | 9       | 10      | 11      | 12      | 13      |
| 7       | 14      | 15      | 16      | 17      | 18      | 19      | 20      |
| 8       | 21      | 22      | 23      | 24      | 25      | 26      | 27      |
| 9       | 28      |         |         |         |         |         |         |

| März | März | März | März | März | März | März | März |
| Kw   | Mo   | Di   | Mi   | Do   | Fr   | Sa   | So   |
| ---- | ---- | ---- | ---- | ---- | ---- | ---- | ---- |
| 9    |      | 1    | 2    | 3    | 4    | 5    | 6    |
| 10   | 7    | 8    | 9    | 10   | 11   | 12   | 13   |
| 11   | 14   | 15   | 16   | 17   | 18   | 19   | 20   |
| 12   | 21   | 22   | 23   | 24   | 25   | 26   | 27   |
| 13   | 28   | 29   | 30   | 31   |      |      |      |

| April | April | April | April | April | April | April | April |
| Kw    | Mo    | Di    | Mi    | Do    | Fr    | Sa    | So    |
| ----- | ----- | ----- | ----- | ----- | ----- | ----- | ----- |
| 13    |       |       |       |       | 1     | 2     | 3     |
| 14    | 4     | 5     | 6     | 7     | 8     | 9     | 10    |
| 15    | 11    | 12    | 13    | 14    | 15    | 16    | 17    |
| 16    | 18    | 19    | 20    | 21    | 22    | 23    | 24    |
| 17    | 25    | 26    | 27    | 28    | 29    | 30    |       |

| Mai | Mai | Mai | Mai | Mai | Mai | Mai | Mai |
| Kw  | Mo  | Di  | Mi  | Do  | Fr  | Sa  | So  |
| --- | --- | --- | --- | --- | --- | --- | --- |
| 17  |     |     |     |     |     |     | 1   |
| 18  | 2   | 3   | 4   | 5   | 6   | 7   | 8   |
| 19  | 9   | 10  | 11  | 12  | 13  | 14  | 15  |
| 20  | 16  | 17  | 18  | 19  | 20  | 21  | 22  |
| 21  | 23  | 24  | 25  | 26  | 27  | 28  | 29  |
| 22  | 30  | 31  |     |     |     |     |     |

| Juni | Juni | Juni | Juni | Juni | Juni | Juni | Juni |
| Kw   | Mo   | Di   | Mi   | Do   | Fr   | Sa   | So   |
| ---- | ---- | ---- | ---- | ---- | ---- | ---- | ---- |
| 22   |      |      | 1    | 2    | 3    | 4    | 5    |
| 23   | 6    | 7    | 8    | 9    | 10   | 11   | 12   |
| 24   | 13   | 14   | 15   | 16   | 17   | 18   | 19   |
| 25   | 20   | 21   | 22   | 23   | 24   | 25   | 26   |
| 26   | 27   | 28   | 29   | 30   |      |      |      |

| Juli | Juli | Juli | Juli | Juli | Juli | Juli | Juli |
| Kw   | Mo   | Di   | Mi   | Do   | Fr   | Sa   | So   |
| ---- | ---- | ---- | ---- | ---- | ---- | ---- | ---- |
| 26   |      |      |      |      | 1    | 2    | 3    |
| 27   | 4    | 5    | 6    | 7    | 8    | 9    | 10   |
| 28   | 11   | 12   | 13   | 14   | 15   | 16   | 17   |
| 29   | 18   | 19   | 20   | 21   | 22   | 23   | 24   |
| 30   | 25   | 26   | 27   | 28   | 29   | 30   | 31   |

| August | August | August | August | August | August | August | August |
| Kw     | Mo     | Di     | Mi     | Do     | Fr     | Sa     | So     |
| ------ | ------ | ------ | ------ | ------ | ------ | ------ | ------ |
| 31     | 1      | 2      | 3      | 4      | 5      | 6      | 7      |
| 32     | 8      | 9      | 10     | 11     | 12     | 13     | 14     |
| 33     | 15     | 16     | 17     | 18     | 19     | 20     | 21     |
| 34     | 22     | 23     | 24     | 25     | 26     | 27     | 28     |
| 35     | 29     | 30     | 31     |        |        |        |        |

| September | September | September | September | September | September | September | September |
| Kw        | Mo        | Di        | Mi        | Do        | Fr        | Sa        | So        |
| --------- | --------- | --------- | --------- | --------- | --------- | --------- | --------- |
| 35        |           |           |           | 1         | 2         | 3         | 4         |
| 36        | 5         | 6         | 7         | 8         | 9         | 10        | 11        |
| 37        | 12        | 13        | 14        | 15        | 16        | 17        | 18        |
| 38        | 19        | 20        | 21        | 22        | 23        | 24        | 25        |
| 39        | 26        | 27        | 28        | 29        | 30        |           |           |

| Oktober | Oktober | Oktober | Oktober | Oktober | Oktober | Oktober | Oktober |
| Kw      | Mo      | Di      | Mi      | Do      | Fr      | Sa      | So      |
| ------- | ------- | ------- | ------- | ------- | ------- | ------- | ------- |
| 39      |         |         |         |         |         | 1       | 2       |
| 40      | 3       | 4       | 5       | 6       | 7       | 8       | 9       |
| 41      | 10      | 11      | 12      | 13      | 14      | 15      | 16      |
| 42      | 17      | 18      | 19      | 20      | 21      | 22      | 23      |
| 43      | 24      | 25      | 26      | 27      | 28      | 29      | 30      |
| 44      | 31      |         |         |         |         |         |         |

| November | November | November | November | November | November | November | November |
| Kw       | Mo       | Di       | Mi       | Do       | Fr       | Sa       | So       |
| -------- | -------- | -------- | -------- | -------- | -------- | -------- | -------- |
| 44       |          | 1        | 2        | 3        | 4        | 5        | 6        |
| 45       | 7        | 8        | 9        | 10       | 11       | 12       | 13       |
| 46       | 14       | 15       | 16       | 17       | 18       | 19       | 20       |
| 47       | 21       | 22       | 23       | 24       | 25       | 26       | 27       |
| 48       | 28       | 29       | 30       |          |          |          |          |

| Dezember | Dezember | Dezember | Dezember | Dezember | Dezember | Dezember | Dezember |
| Kw       | Mo       | Di       | Mi       | Do       | Fr       | Sa       | So       |
| -------- | -------- | -------- | -------- | -------- | -------- | -------- | -------- |
| 48       |          |          |          | 1        | 2        | 3        | 4        |
| 49       | 5        | 6        | 7        | 8        | 9        | 10       | 11       |
| 50       | 12       | 13       | 14       | 15       | 16       | 17       | 18       |
| 51       | 19       | 20       | 21       | 22       | 23       | 24       | 25       |
| 52       | 26       | 27       | 28       | 29       | 30       | 31       |          |

Das Jahr 2011 war besonders geprägt vom sogenannten Arabischen Frühling. Ausgehend von der Revolution in Tunesien richteten sich Proteste, Aufstände und Revolutionen in der arabischen Welt in mehreren Staaten im Nahen Osten (Maschrek / Arabische Halbinsel) und in Nordafrika (Maghreb) gegen die dort autoritär herrschenden Regime und die politischen und sozialen Strukturen dieser Länder.
Mit einem erfolgreichen Unabhängigkeitsreferendum entstand in Afrika der neue und von dem muslimisch geprägten Norden fortan unabhängige Staat Südsudan, mit mehrheitlich christlich orientierter Bevölkerung.
Geprägt wurde das Jahr auch von dem Tōhoku-Erdbeben und -Tsunami vom 11. März. Infolge der Naturkatastrophe kam es im japanischen Kernkraftwerk Fukushima I zu einer folgenschweren Unfallserie in mehreren Reaktorblöcken.

## Politik und Weltgeschehen
| Übersicht Politik und Weltgeschehen                                     | Übersicht Politik und Weltgeschehen |
| Januar 2011                                                             | Januar 2011 |
| ----------------------------------------------------------------------- | --- |
| 01. Januar                                                              | - Die EU-Ratspräsidentschaft geht an Ungarn. - Der Euro wird in Estland eingeführt. - Der US-Dollar wird auf Bonaire, Saba und Sint Eustatius eingeführt. - Durch die Glarner Gemeindereform wird der Kanton Glarus in der Schweiz von 25 auf 3 Gemeinden reduziert. |
| 08. Januar                                                              | - Beim Attentat von Tucson auf die Kongressabgeordnete Gabrielle Giffords wird die Mandatsträgerin aus Arizona am Kopf schwer verletzt. Der Täter erschießt anschließend sechs Personen und verletzt weitere 13 teils schwer, ehe er überwältigt werden kann. |
| 09. Januar                                                              | - Referendum über die Unabhängigkeit des Südsudan. |
| 13. Januar                                                              | - Havarie des Tankmotorschiffs Waldhof auf dem Rhein nahe der Loreley, in der Folge kommt der Schiffsverkehr auf der wichtigsten Wasserstraße Europas für Wochen zum Erliegen. |
| 14. Januar                                                              | - Rücktritt des tunesischen Präsidenten Ben Ali (vgl. Revolution in Tunesien 2010/2011). |
| 23. Januar                                                              | - Parlaments- und Präsidentschaftswahl in der Zentralafrikanischen Republik - Präsidentschaftswahl in Portugal |
| 24. Januar                                                              | - Bei einem tschetschenischen Terroranschlag am Flughafen Moskau-Domodedowo sterben durch einen Selbstmordattentäter 36 Menschen, 152 werden von der Explosion verletzt. |
| 29. Januar                                                              | - Bei dem Eisenbahnunfall von Hordorf kommen zehn Menschen ums Leben |
| 31. Januar                                                              | - Parlaments- und Präsidentschaftswahl in Niger |
| Februar 2011                                                            | |
| 06. Februar                                                             | - Parlamentswahl in Kap Verde |
| 11. Februar                                                             | - Muhammad Husni Mubarak tritt als Staatspräsident von Ägypten zurück. (vgl. Revolution in Ägypten 2011). |
| 13. Februar                                                             | - Parlamentswahl im Tschad - Volksentscheid in Berlin über die Veröffentlichung der Verträge zur Privatisierung der Berliner Wasserbetriebe |
| 18. Februar                                                             | - Präsidentschafts- und Parlamentswahl in Uganda |
| 20. Februar                                                             | - Bürgerschaftswahl in Hamburg. |
| 25. Februar                                                             | - Wahlen zum Dáil Éireann |
| März 2011                                                               | |
| 02. März                                                                | - Wahlen zu den Provinzparlamenten |
| 03. März                                                                | - Dezentralisierungsreferendum in Wales |
| 04. März                                                                | - Parlamentswahl in Samoa |
| 06. März                                                                | - Stichwahl für den Ständerat des Kantons Bern - Parlamentswahl in Estland 2011 |
| 12. – 14. März                                                          | - Nach dem Tōhoku-Erdbeben kommt es im japanischen Kernkraftwerk Fukushima I zu einer folgenschweren Unfallserie. Weitere Stör- oder Unfälle ereignen sich in den Kernkraftwerken Onagawa, Tōkai und Fukushima II. - Stichwahl zu der Präsidentschaftswahl in Niger |
| 13. März                                                                | - Präsidentschaftswahl in Benin - Kommunalwahlen in den Kantonen Genf und Waadt; Wahl der Gemeinderäte |
| 16. März                                                                | - Parlamentswahl in Madagaskar |
| 19. März                                                                | - Verfassungsreferendum in Ägypten - Beginn des Internationalen Militäreinsatzes in Libyen |
| 20. März                                                                | - Landtagswahl in Sachsen-Anhalt - Stichwahl zum Präsidenten von Haiti |
| 27. März                                                                | - Landtagswahlen in Baden-Württemberg und Rheinland-Pfalz. - Kommunalwahl in Hessen. - Volksabstimmung zur Änderung der Verfassung in Hessen. - Wahlen zum Landrat und Regierungsrat des Kantons Basel-Landschaft |
| April 2011                                                              | |
| 03. April                                                               | - Bei mehreren Anschlägen der Taliban in Dera Ghazi Khan/Pakistan kommen mindestens 42 Menschen ums Leben und mehr als 100 weitere werden verletzt. - Bei der Präsidentschaftswahl in Kasachstan gewinnt Amtsinhaber Nursultan Nasarbajew mit 95 % der Wählerstimmen. - Bei der Parlamentswahl in Andorra gewinnen die oppositionellen Demokraten 22 der 28 Sitze im Parlament, während die Regierungspartei der Sozialdemokraten 6 Sitze erlangt. Zum Regierungschef wird Antoni Martí Petit gewählt. - Bei den Kantonsratswahlen bleibt die SVP mit 29,6 % der Stimmen stärkste Kraft vor der SP mit 19,3 %. Gewinner des Wahltages sind die Grünliberalen, die ihren Stimmenanteil auf 10,3 % fast verdoppeln konnten und die BDP, die mit 3,5 % erstmals im Kantonsrat vertreten ist. - Mit Cissé Mariam Kaïdama Sidibé übernimmt in Mali erstmals eine Frau das Amt des Premierministers. |
| 04. April                                                               | - Parlamentswahlen in Nigeria |
| 08. April                                                               | - Präsidentschaftswahl in Dschibuti |
| 09. April                                                               | - Parlamentswahlen in Nigeria |
| 10. April                                                               | - Wahlen in Peru - Beginn der einheitlichen Regionalwahlen in Japan - Wahlen zum Kantonsrat und Regierungsrat des Kantons Luzern - Wahlen zum Großen Rat und Staatsrat des Kantons Tessin |
| 11. April                                                               | - Der ehemalige ivorische Präsident Laurent Gbagbo wird in seinem Bunker festgenommen. |
| 16. April                                                               | - Präsidentschaftswahlen in Nigeria 2011 |
| 17. April                                                               | - Parlamentswahl in Finnland - Kommunalwahlen im Kanton Genf; Wahl der Exekutivorgane |
| 25. April                                                               | - Präsidentschaftswahl im Tschad |
| 30. April                                                               | - Parlamentswahl in Benin |
| Mai 2011                                                                | |
| Ab Mai                                                                  | - In Norddeutschland beginnt eine Häufung und Ausbreitung von Fällen einer schweren Verlaufsform des hämolytisch-urämischen Syndroms (HUS), verursacht durch Escherichia-coli-Bakterien. (Siehe: HUS-Epidemie 2011) |
| 02. Mai                                                                 | - Kanadische Unterhauswahl - Der Terrorist Osama bin Laden wird durch US-Spezialtruppen im Rahmen der Operation Neptune’s Spear in Abbottabad getötet. |
| 04. Mai                                                                 | - Präsidentschaftswahl in Madagaskar - Vor dem Oberlandesgericht Stuttgart beginnt der Prozess gegen ignace Murwanashyaka. Es handelt sich um den ersten Prozess in Deutschland auf Grundlage des Völkerstrafgesetzbuches, nach dem ausländische Kriegsverbrecher vor deutschen Gerichten zur Verantwortung gezogen werden können. |
| 05. Mai                                                                 | - Wahl zum Schottischen Parlament, zur Walisischen Nationalversammlung + zum Regionalparlament in Nordirland, in Teilen Englands finden Gemeinderatswahlen statt und es gibt im ganzen Königreich ein Referendum über Änderung des Wahlrechts |
| 07. Mai                                                                 | - Parlamentswahlen in Singapur |
| 08. Mai                                                                 | - Kommunalwahlen in Albanien |
| 11. Mai                                                                 | - Bei einem Erdbeben der Stärke 5,1 sterben in Lorca (Südostspanien) mindestens 9 Menschen, etwa 300 werden verletzt. |
| 15. Mai                                                                 | - Kommunalwahlen im Kanton Waadt; Wahl der Exekutivorgane |
| 19. Mai                                                                 | - Beginn der Präsidentschaftswahl auf den Seychellen |
| 22. Mai                                                                 | - Regional- und Kommunalwahlen in Spanien - Bürgerschaftswahl in Bremen |
| 26. Mai                                                                 | - Der mutmaßliche Kriegsverbrecher Ratko Mladić – er wird insbesondere für das Massaker von Srebrenica verantwortlich gemacht – wird in Serbien festgenommen. - Beginn des G8-Gipfels in Deauville/Frankreich - Ikililou Dhoinine wird Präsident der Komoren |
| 28. Mai                                                                 | - Pascal Koupaki wird Premierminister von Benin |
| Juni 2011                                                               | |
| 05. Juni                                                                | - Parlamentswahl in Mazedonien - Parlamentswahl in Portugal |
| 12. Juni                                                                | - Parlamentswahl in der Türkei |
| Juli 2011                                                               | |
| 01. Juli                                                                | - Verfassungsreferendum in Marokko - Polen übernimmt Präsidentschaft der EU. - Aussetzung der Wehrpflicht in Deutschland |
| 03. Juli                                                                | - Parlamentswahl in Thailand |
| 09. Juli                                                                | - Der Südsudan erklärt seine Unabhängigkeit vom Sudan. |
| 10. Juli                                                                | - Nach dem News-International-Skandal wird die News International mit der Sonntagsausgabe eingestellt. |
| 17. Juli                                                                | - Präsidentschaftswahl in São Tomé und Príncipe |
| 22. Juli                                                                | - Anschläge in Norwegen |
| August 2011                                                             | |
| 07. August                                                              | - Präsidentschaftswahl in Kap Verde - Stichwahl zu der Präsidentschaftswahl in São Tomé und Príncipe |
| 14. August                                                              | - Der seit Februar 2011 amtierende nepalesische Premierminister Jhala Nath Khanal tritt wegen gescheiterten Verhandlungen über eine neue Verfassung von seinem Amt zurück. |
| 21. August                                                              | - Stichwahl zu den Präsidentschaftswahlen in Kap Verde |
| 23. August                                                              | - Verfassungsreferendum in Liberia |
| 25. August                                                              | - Brandanschlag in Monterrey |
| 26. August                                                              | - Präsidentschaftswahl in Abchasien |
| 27. August                                                              | - Präsidentschaftswahl in Singapur |
| September 2011                                                          | |
| 04. September                                                           | - Landtagswahl in Mecklenburg-Vorpommern |
| 10. September                                                           | - Beim Untergang der RoRo-Fähre Spice Islander I kommen 203 Menschen ums Leben. |
| 11. September                                                           | - Präsidentschaftswahl in Guatemala - Kommunalwahl in Niedersachsen |
| 12. September                                                           | - Kommunalwahlen in Norwegen - Bei der Explosion einer Pipeline in Nairobi kommen 120 Menschen ums Leben. |
| 15. September                                                           | - Folketingswahl 2011 |
| 17. September                                                           | - Parlamentswahl in Lettland - Beginn des Bundeskongresses der Vereinten Dienstleistungsgewerkschaft ver.di in Leipzig |
| 18. September                                                           | - Wahl zum Berliner Abgeordnetenhaus |
| 20. September                                                           | - Parlaments- und Präsidentschaftswahl in Sambia |
| Oktober 2011                                                            | |
| 03. Oktober                                                             | - Parlamentswahl in der Provinz Prince Edward Island in Kanada |
| 06. Oktober                                                             | - Parlamentswahl in der Provinz Ontario in Kanada |
| 09. Oktober                                                             | - Präsidentschaftswahl in Kamerun - Parlamentswahl in Polen - Regionalwahlen in Madeira - Kommunalwahlen in Luxemburg |
| 10. Oktober                                                             | - Brandanschläge auf Bahnanlagen in Berlin |
| 11. Oktober                                                             | - Präsidentschafts- und Parlamentswahl in Liberia |
| 18. Oktober                                                             | - Der israelische Soldat Gilad Schalit wird nach fünf Jahren und vier Monaten Geiselhaft im Gazastreifen frei gelassen. |
| 20. Oktober                                                             | - Der frühere libysche Machthaber Muammar al-Gaddafi wird unter bisher ungeklärten Umständen in Sirte getötet. |
| 23. Oktober                                                             | - Präsidentschafts- und Parlamentswahlen in Argentinien - Präsidentschaftswahl in Bulgarien 2011 - Schweizer Parlamentswahlen 2011 - Wahl zur Verfassunggebenden Versammlung Tunesiens |
| 27. Oktober                                                             | - Irische Präsidentschaftswahl 2011 |
| 30. Oktober                                                             | - Präsidentschaftswahl in Kirgisistan - Kommunalwahlen in Kolumbien |
| 31. Oktober                                                             | - Die Vereinten Nationen proklamieren sieben Milliarden Menschen auf der Erde |
| November 2011                                                           | |
| 06. November                                                            | - Präsidentschaftswahl in Nicaragua 2011 - Stichwahl der Präsidentschaftswahl in Guatemala |
| 08. November                                                            | - Stichwahl der Präsidentschaftswahl in Liberia |
| 09. November                                                            | - Stichwahl zu der Präsidentschaftswahl in Liberia |
| 13. November                                                            | - Präsidentschaftswahl in Südossetien 2011 - Wahlen zum Großen Rat und Staatsrat des Kantons Freiburg |
| 20. November                                                            | - Parlamentswahl in Spanien 2011 |
| 24. November                                                            | - Präsidentschaftswahl in Gambia |
| 25. November                                                            | - Parlamentswahl in Marokko |
| 26. November                                                            | - Unterhauswahl in Neuseeland |
| 27. November                                                            | - Volksabstimmung zu Stuttgart 21 - Stichwahl zur Präsidentschaftswahl in Südossetien |
| 28. November                                                            | - Wahl in der Demokratischen Republik Kongo - Beginn der Parlamentswahl in Ägypten |
| Dezember 2011                                                           | |
| 04. Dezember                                                            | - Evakuierung in Koblenz, bei der etwa 45.000 Bewohner wegen der Entschärfung bzw. Sprengung von Kampfmitteln aus dem Zweiten Weltkrieg in Sicherheit gebracht werden mussten. - Parlamentswahl in Russland - Parlamentswahl in Slowenien - Parlamentswahl in Kroatien |
| 11. Dezember                                                            | - Parlamentswahl in der Elfenbeinküste |
| 13. Dezember                                                            | - Amoklauf von Lüttich |
| 14. Dezember                                                            | - Bundesratswahlen 2011 |
| 17. Dezember                                                            | - Parlamentswahl in Gabun |
| 25. Dezember                                                            | - Anschlagsserie in Nigeria am 25. Dezember 2011 |
| 29. Dezember                                                            | - Parlamentswahl in Jamaika |
| Andauernde Ereignisse                                                   | |
| - Arabischer Frühling - Regierungskrise in der Elfenbeinküste 2010/2011 | |

Die Gruppe der Acht traf sich vom 26. bis 27. Mai zum 37. G8-Gipfel in Deauville. Wichtige Themen des Treffens waren die Unterstützung des Arabischen Frühlings sowie – angesichts der Nuklearkatastrophe von Fukushima – der zukünftige Umgang mit der Atomkraft.

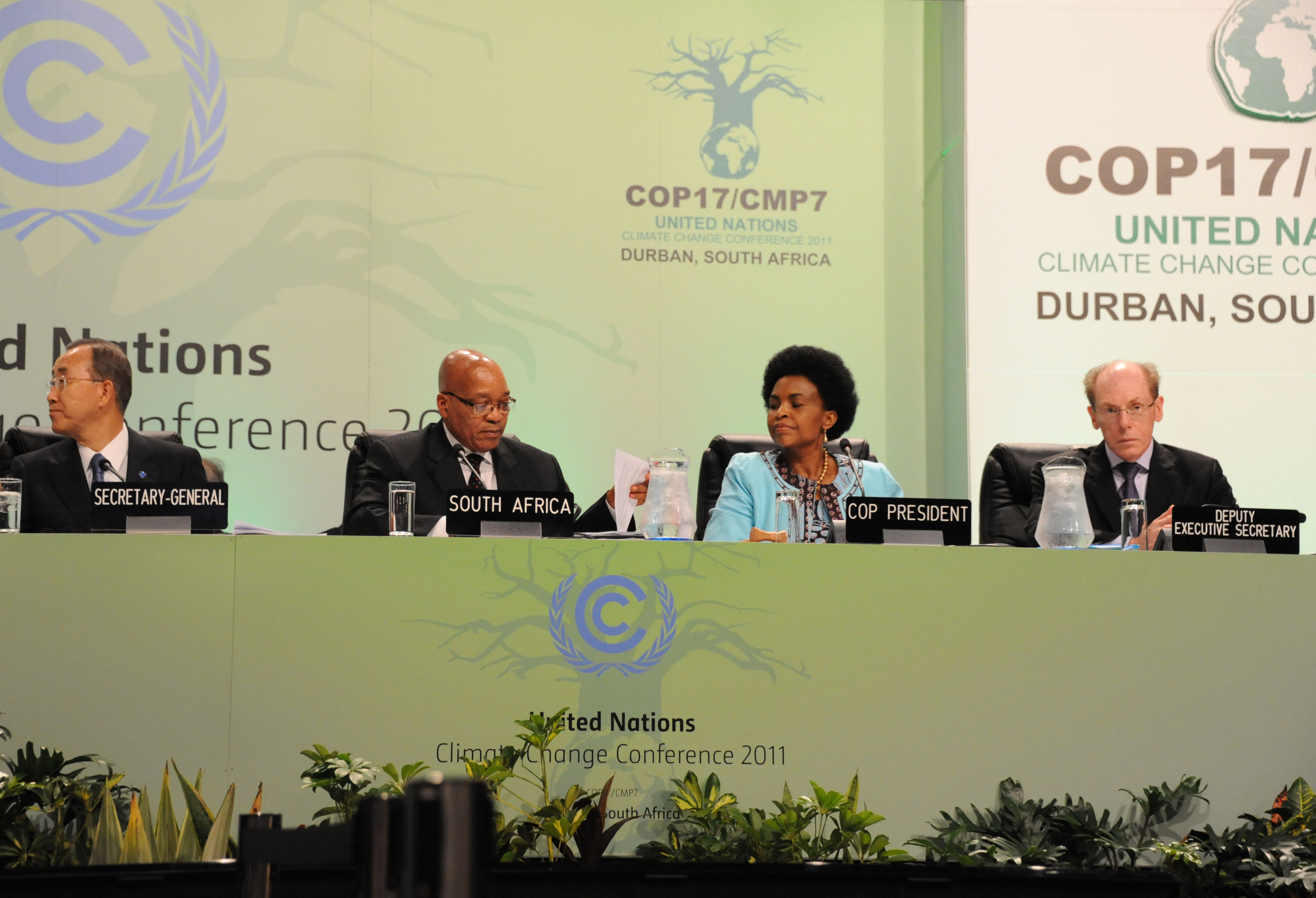
UN-Klimakonferenz in Durban

Mit der UN-Klimakonferenz in Durban fand vom 28. November bis zum 11. Dezember in Südafrika die 17. Konferenz der Vertragsstaaten der Klimarahmenkonvention der Vereinten Nationen (COP 17) und gleichzeitig das siebente Treffen im Rahmen des Kyoto-Protokolls (CMP 7) statt.

### Afrika
Neben der als Arabischer Frühling bezeichneten Serie von Protesten, Aufständen und Revolutionen im Norden Afrikas, sorgten vor allem auch die Regierungskrise in der Elfenbeinküste und die Unabhängigkeit des Südsudan für weltweite Aufmerksamkeit.
Am Horn von Afrika entstand auf Grund zwei saisonal aufeinander folgender besonders niederschlagarmer Regenzeiten eine Hungerkrise, die laut internationalen Organisationen derzeit 11,5 Millionen Menschen (darunter 760.000 Flüchtlinge) in Somalia, Äthiopien, Kenia und Dschibuti bedroht. Außerdem betroffen sind Eritrea und weitere ostafrikanische Staaten.

#### Benin
Bei der Präsidentschaftswahl, die nach zweimaliger Verschiebung am 13. März in Benin stattfanden, wurde der bisherige Amtsinhaber Boni Yayi mit über 50 Prozent bestätigt. Die Parlamentswahl wurde ebenfalls von ihrem ursprünglichen Termin auf den 30. April verschoben. Dabei ging die Partei Forces Cauris pour un Bénin émergent mit 41 von 83 Sitzen als Sieger hervor. Premierminister wurde Pascal Koupaki.

#### Demokratische Republik Kongo
Im Index der menschlichen Entwicklung der Vereinten Nationen nahm die Demokratische Republik Kongo im Jahr 2011 den letzten (187.) Platz ein.
Die Wahl über den Präsidenten und das Parlament sorgte bereits im Vorfeld für kontroverse Auseinandersetzungen. Die Wiederwahl des Amtsinhabers Joseph Kabila sei laut Opposition durch eine zuvor verabschiedete Änderung der Wahlmodalitäten begünstigt worden. Wegen tausendfacher Doppelregistrierungen kam es zu zahlreichen Demonstrationen und mehreren gewalttätigen Auseinandersetzungen, die auch nach der Wahl fortgeführt wurden. Laut Human Rights Watch töteten Sicherheitskräfte vom Wahltermin bis zum 22. Dezember 24 Personen. Zwischen 9. und 14. Dezember seien alleine in Kinshasa 20 Menschen gestorben.

#### Dschibuti
Dschibuti litt 2011 an der Hungerkrise, die die Menschen am Horn von Afrika bedrohte. Im Juni waren etwa 117.000 Menschen von humanitären Maßnahmen und Nahrungsmittelhilfe abhängig.
Beeinflusst durch den Arabischen Frühling und eine Verfassungsänderung, die dem Präsidenten Ismail Omar Guelleh seine dritte Amtszeit bei den bevorstehenden Wahlen ermöglichte, fanden zwischen Januar und März zahlreiche Proteste statt, die jedoch vor allem durch massenhafte Inhaftierungen beendet wurden. Bei der Präsidentschaftswahl am 8. April wurde Guelleh mit 80 % der abgegebenen Stimmen wiedergewählt und am 3. Mai vereidigt.

#### Elfenbeinküste
Das politische Geschehen in der Elfenbeinküste war vor allem von der Regierungskrise 2010/2011 bestimmt. Nach der Präsidentschaftswahl 2010 beanspruchten sowohl der vorherige Amtsinhaber Laurent Gbagbo als auch sein Herausforderer Alassane Ouattara jeweils den Sieg für sich. Zwischen Anhängern beider Lager kam es darauf zu einer Regierungskrise mit gewaltsamen Auseinandersetzungen und Todesopfern, bei denen auch ein Blauhelm-Konvoi angegriffen wurde. Dabei wurden auch schwere Waffen gegen Zivilisten eingesetzt. Bis Ende März 2011 waren eine Million Menschen auf der Flucht vor dem Bürgerkrieg. Am 11. April 2011 wurde der abgewählte Präsident Laurent Gbagbo von den Truppen des international anerkannten Wahlsiegers Ouattara nach langwierigen Kämpfen mit Unterstützung von militärischen Kräften der UNO und Frankreichs festgenommen. Damit haben sich Ouattara als rechtmäßiger Präsident und sein Premierminister Guillaume Soro weitgehend durchgesetzt.
Gbagbo wurde am 11. April festgenommen und im November dem Internationalen Gerichtshof in Den Haag überstellt.

#### Gabun
Bei der Parlamentswahl in Gabun am 17. Dezember bekam die Regierungspartei unter Präsident Ali-Ben Bongo Ondimba über 70 Prozent der Parlamentssitze. Das Ergebnis war jedoch beeinflusst von dem Boykottaufruf eines breiten Oppositionsbündnisses, das keine fälschungssicheren Wahlen gewährleistet sah, da Bongo Ondimba sich weigerte die Wahl erst nach der Einrichtung eines Systems zur biometrischen Wählererfassung durchführen zu lassen.

#### Liberia
In Liberia fanden im Jahr 2011 Präsidentschafts- und Parlamentswahl sowie ein Verfassungsreferendum statt.

#### Niger
Niger bekam nach den Parlaments- und Präsidentschaftswahl am 31. Januar wieder eine zivile Regierung, nachdem das Militär den zunehmend autokratisch regierenden Präsidenten Mamadou Tandja 2010 aus dem Amt geputscht hatte. Aus der Präsidentschaftswahl ging Mahamadou Issoufou als Sieger hervor.

#### Nigeria
Im April gewann Goodluck Jonathan in Nigeria die Präsidentschaftswahl. Trotz Unruhen mit hunderten Toten, bewerteten Beobachter die Wahl als die fairste seit mehr als zehn Jahren. Am 29. Mai wurde er zum zweiten Mal innerhalb eines Jahres als nigerianischer Präsident vereidigt.
Die islamistische Gruppe Boko Haram verübte am 25. Dezember eine Anschlagserie in mehreren Orten im nördlichen Nigeria, wobei mindestens 39 Menschen getötet und Dutzende weitere verletzt wurden. Die Anschläge wurden weltweit verurteilt und führten zu einer Reihe von Racheakten.

#### Sudan
Der überwiegend christlich geprägte Süden des Sudan war von 1972 bis 1983 und erneut von 2005 bis 2011 eine autonome Region innerhalb des Sudans. Nach einem Unabhängigkeitsreferendum vom 9. bis zum 15. Januar wurde der Südsudan am 9. Juli 2011 unabhängig vom islamisch geprägten Norden. Der einstige Rebellenführer Salva Kiir Mayardit wurde erster gewählter Staatspräsident des Landes. Am 14. Juli wurde er als 193. Mitgliedstaat in die Vereinten Nationen aufgenommen. Am 27. Juli nahm die Afrikanische Union den Südsudan als 54. Mitglied auf.

### Amerika

#### Brasilien
Am 1. Januar übernahm Dilma Rousseff das Amt der Präsidentin und wurde das erste weibliche Staatsoberhaupt Brasiliens. Innerhalb ihres Kabinetts hatte sie mehrfach mit Korruptions-Vorfällen zu kämpfen. So mussten bis Anfang Dezember insgesamt sechs Kabinettsmitglieder nach Korruptionsvorwürfen zurücktreten, darunter der Chef des Abgeordnetenhauses Antonio Palocci im Juni, Transportminister Alfredo Nascimento am 6. Juli, Tourismusminister Pedro Novais am 15. September, Sportminister Orlando Silva de Jesus Júnior am 26. Oktober und Arbeitsminister Carlos Lupi am 4. Dezember.
Am 19. März reiste Barack Obama zu einem zweitägigen Staatsbesuch nach Brasilien und lobte bei einem Treffen mit Rousseff die Stabilität und Vertrauenswürdigkeit der brasilianischen Politik. Der Besuch fiel jedoch auf Grund der Situation in Libyen deutlich kürzer aus als ursprünglich geplant.
Der Amoklauf von Realengo erschütterte am 7. April die Öffentlichkeit. Dabei kamen an einer Schule in Realengo, einer Vorstadt von Rio de Janeiro zwölf Schüler und der Attentäter ums Leben, 15 weitere Personen wurden zum Teil schwer verletzt.
Bei einer Volksabstimmung im Dezember im Bundesstaat Pará sprach sich eine deutliche Mehrheit von knapp 67 Prozent gegen dessen Teilung und die Gründung der zwei geplanten neuen Bundesstaaten Tapajós und Carajás aus.

#### Haiti
Haiti war auch im Jahr 2011 noch von der Choleraepidemie betroffen, die bereits nach dem Erdbeben im Vorjahr ausgebrochen war. Am 28. März 2011 meldete das nationale haitianische Gesundheitsministerium, dass bislang 4677 Menschen gestorben und mehr als 270.996 infiziert seien.
Am 21. April wurde das offizielle Ergebnis der Wahlen 2010/11 verkündet, bei denen Michel Martelly als Sieger hervorging. Er wurde am 14. Mai 2011 der 56. Präsident Haitis.

#### Mexiko

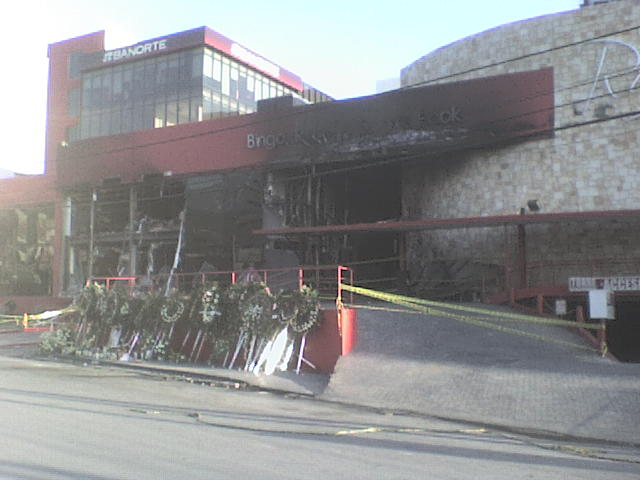
Das zerstörte Casino Royale fünf Tage nach dem Anschlag am 30. August 2011

Der Drogenkrieg in Mexiko führte am 25. August zu einem Brandanschlag auf das Casino Royale in Monterrey. Dabei kamen 52 Menschen ums Leben.

#### Vereinigte Staaten
Am 3. Januar begann die Legislaturperiode des 112. Kongresses der Vereinigten Staaten. Am 8. November fanden in den Bundesstaaten Louisiana, Kentucky und Mississippi Gouverneurswahlen statt. In Louisiana und Mississippi wurde am selben Tag auch das Repräsentantenhaus der beiden Staaten neu gewählt. Dabei blieben in allen vier Bundesstaaten die Gouverneursämter in den Händen der bisher regierenden Parteien.
Seit dem Attentat auf Ronald Reagan im Jahre 1981 wurde im Januar 2011 mit dem Attentat von Tucson erstmals wieder ein Attentat auf einen US-Bundespolitiker verübt. Er fand bei einer öffentlichen Bürgerfragestunde der demokratischen Kongressabgeordneten Gabrielle Giffords in einem Einkaufszentrum in Casas Adobes, etwa 17 Kilometer nördlich der Stadt Tucson, im Bundesstaat Arizona statt. Giffords wurde dabei durch einen Kopfschuss schwer verletzt und 13 Menschen getötet.
Im August wurde die Kreditwürdigkeit der Vereinigten Staaten von der Ratingagentur Standard & Poor’s auf AA+ herabgestuft. Das Land verlor damit erstmals seit 1941 die Bestnote AAA. Die Herabstufung wurde mit der hohen Schuldenquote begründet, die voraussichtlich nicht in absehbarer Zeit verringert werden könne und bewirkte Schwankungen auf den internationalen Finanzmärkten.
Anlässlich des zehnten Jahrestages der Terroranschläge am 11. September 2001 wurde im Rahmen der Gedenkveranstaltungen am 12. September der Pavillon des National September 11 Memorial and Museum eröffnet. Weiter eröffnete Präsident Barack Obama unter Teilnahme von zehntausenden Zuschauern am 16. Oktober das Martin Luther King, Jr. National Memorial. Die Eröffnung hätte bereits im August stattfinden sollen, wurde jedoch wegen des Hurrikans Irene verschoben.
Mit dem Slogan „Occupy Wall Street“ begannen im September in Manhattan Proteste gegen das Finanzsystem und damit die internationale Occupy-Bewegung. Die Demonstranten besetzten einen Platz mit einem Zeltlager, das im November geräumt wurde.

### Arabischer Frühling
In der arabischen Welt begann im Dezember 2010 eine Serie von Protesten, Aufständen und Revolutionen, welche sich, ausgehend von der Revolution in Tunesien, in etlichen Staaten im Nahen Osten (Maschrek/Arabische Halbinsel) und in Nordafrika (Maghreb) gegen die dort autoritär herrschenden Regime und die politischen und sozialen Strukturen dieser Länder richten.
Staatsoberhaupt gestürztRegierung infolge von Protesten umgebildetVolksaufstand/BürgerkriegMassenprotesteUnruhen/ProtesteKeine Vorfälle bekannt
Proteste in nicht-arabischen StaatenKeine Vorfälle bekannt
Am 5. Januar 2011 begannen Unruhen in Algerien. Am 25. Januar 2011 kam es in Ägypten zu Protesten, die schließlich zur Revolution in Ägypten 2011 und einer Machtübernahme des Militärs führten. Im Zuge dieser Ereignisse kam es auch in anderen arabischen Ländern zu Protesten, unter anderem protestierten Regierungsgegner im Jemen, in Jordanien, in Libyen, in Bahrain und in Syrien.
Die Massenproteste führten bisher zur Absetzung und Flucht des tunesischen Machthabers Zine el-Abidine Ben Ali und zum Rücktritt des ägyptischen Präsidenten Husni Mubarak. Der Präsident Jemens, Ali Abdullah Salih, kündigte nach über 30-jähriger Herrschaft an, für keine weitere Amtsperiode zu kandidieren. In Jordanien wurde Maruf al-Bachit, wie bereits 2005, von König Abdullah II. mit der Bildung einer neuen Regierung beauftragt. In Algerien wurde die Aufhebung des seit 19 Jahren bestehenden Ausnahmezustands durch den Präsidenten Abd al-Aziz Bouteflika angekündigt. Die Demonstrationen die Anfang Februar in Kuwait begannen und sich besonders gegen korrupte Minister und Parlamentarier richteten, spitzten sich am 11. November bei der Stürmung des Parlamentsgebäudes zu. Die Regierung um Nasir al-Muhammad al-Ahmad as-Sabah reichte im gleichen Monat beim Emir Sabah al-Ahmad al-Dschabir as-Sabah ihren Rücktritt ein.
In Bahrain wurden am 16./17. Februar Demonstrationen von der Polizei niedergeschlagen. Die Proteste waren unter anderem auch ausschlaggebend für Proteste im benachbarten Saudi-Arabien. In Libyen kam es zu einem Bürgerkrieg, bei dem Rebellen mit Unterstützung durch die NATO Staatschef Muammar al-Gaddafi stürzten. Über die Arabische Welt hinaus kam es zudem in einzelnen weiteren Ländern ebenfalls zu Protesten.
Um den 18. Februar setzten Proteste in Oman ein, die sich gegen die Regierungsform von Sultan Qabus ibn Said richteten.

#### Ägypten

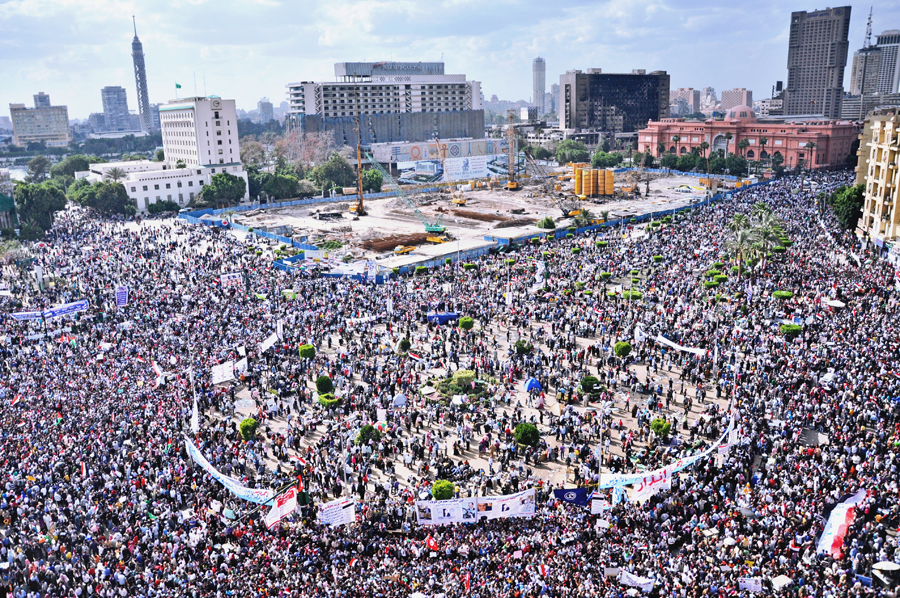
Großdemonstration auf dem Tahrir-Platz

Die Revolution in Ägypten entstand vor allem aus Vorwürfen der Korruption und des Amtsmissbrauchs, welche dem von Oktober 1981 bis Februar 2011 bestehenden Regime des damals noch amtierenden ägyptischen Präsidenten Muhammad Husni Mubarak vorgeworfen wurden, sowie aus Unmut über die Notstandsgesetzgebung in Ägypten. Am 29. Januar berief Mubarak nach anhaltenden Massenprotesten mit Omar Suleiman einen Vizepräsidenten, dem jener Teile seiner Macht übertrug. Mubarak wurde aber dennoch am 11. Februar zum Rücktritt gezwungen und am 8. April verhaftet und vor Gericht gestellt. In der Folge übernahm eine Militärregierung die Macht. Am 19. März wurde mit einer Mehrheit von etwa 77 Prozent ein Referendum über die von einer Kommission ausgearbeiteten Änderung der ägyptischen Verfassung von den Wählern angenommen. Die mehrere Monate andauernden Parlamentswahlen begannen am 28. November. Wahlsieger wurde die Freiheits- und Gerechtigkeitspartei der Muslimbruderschaft und ihre Bündnispartner in der Demokratischen Allianz, die 47,2 Prozent der Sitze erhielt. Nachfolgerparteien der einst regierenden Nationaldemokratischen Partei erhielten dagegen nur noch 6,4 Prozent der Mandate.

#### Libyen
Der Bürgerkrieg in Libyen 2011 entwickelte sich innerhalb weniger Tage zum Straßenkrieg und forderte insgesamt über 30.000 Menschenleben.
Die Aufständischen verfolgten das Ziel Muammar al-Gaddafi, den bisher am längsten regierenden und diktatorischen Herrscher in Libyen zu stürzen. Vermutlich hunderte von Demonstranten wurden dabei von der libyschen Polizei, den Sicherheits- und Streitkräften erschossen. Der politische Konflikt eskalierte zur militärischen Auseinandersetzung und spaltete die Führung des Landes. Teile des diplomatischen Korps und der Streitkräfte schlossen sich der Opposition an. Am 27. Februar wurde von Aufständischen ein Nationaler Übergangsrat gegründet, der im Osten des Landes die Kontrolle übernahm. Er ist seit dem 16. September 2011 die offizielle Vertretung Libyens. Im Rahmen der Operation Pegasus wurden Ende Februar/Anfang März eine größere Anzahl von Arbeitern und Ingenieuren aus über 30 Ländern evakuiert.
Gaddafi wurde am 9. September gemeinsam mit seinem Sohn Saif al-Islam al-Gaddafi und Geheimdienstchef Abdullah as-Sanusi von Interpol zur Fahndung ausgeschrieben. Gaddafi wurde am 20. Oktober von Rebellen gefangen genommen und misshandelt. Nach Darstellung des Übergangsrats starb Gaddafi in den Stunden danach an einem Kopfschuss, der ihn im Kreuzfeuer zwischen Anhängern und Gegnern auf dem Transport ins Krankenhaus traf.

#### Marokko
Im Rahmen des Arabischen Frühlings protestierten ab Februar tausende Menschen gegen Korruption und Folter und für eine Demokratisierung Marokkos. Muhammad VI. reagierte auf die Proteste mit einem Verfassungsreferendum, das unter anderem die Teilung von Judikative und Exekutive vorsah. Beim Referendum am 1. Juli stimmten 98 Prozent der Wähler dem zu. Zudem wurden die Parlamentswahl auf den 25. November vorgezogen. Dabei wurde der Generalsekretär der moderat islamistischen Partei für Gerechtigkeit und Entwicklung (PJD) Benkirane Ministerpräsident.
Am 28. April wurde Marrakesch von einem Terroranschlag auf ein Café erschüttert, bei dem 17 Menschen starben.

#### Syrien
Im Frühling begannen Demonstrationen in Syrien mit der Forderung nach politischer Freiheit und dem Sturz der Regierung von Präsident Baschar al-Assad, die von der Regierung mit Gewalt bekämpft wurden.
Nach Angaben von Menschenrechtsorganisationen sind dabei bis Ende März 2012 etwa 9100 Menschen getötet worden.
Nach Angaben der Syrischen Beobachtungsstelle für Menschenrechte wurden bis September 2011 mehr als 70.000 Menschen festgenommen.

#### Tunesien

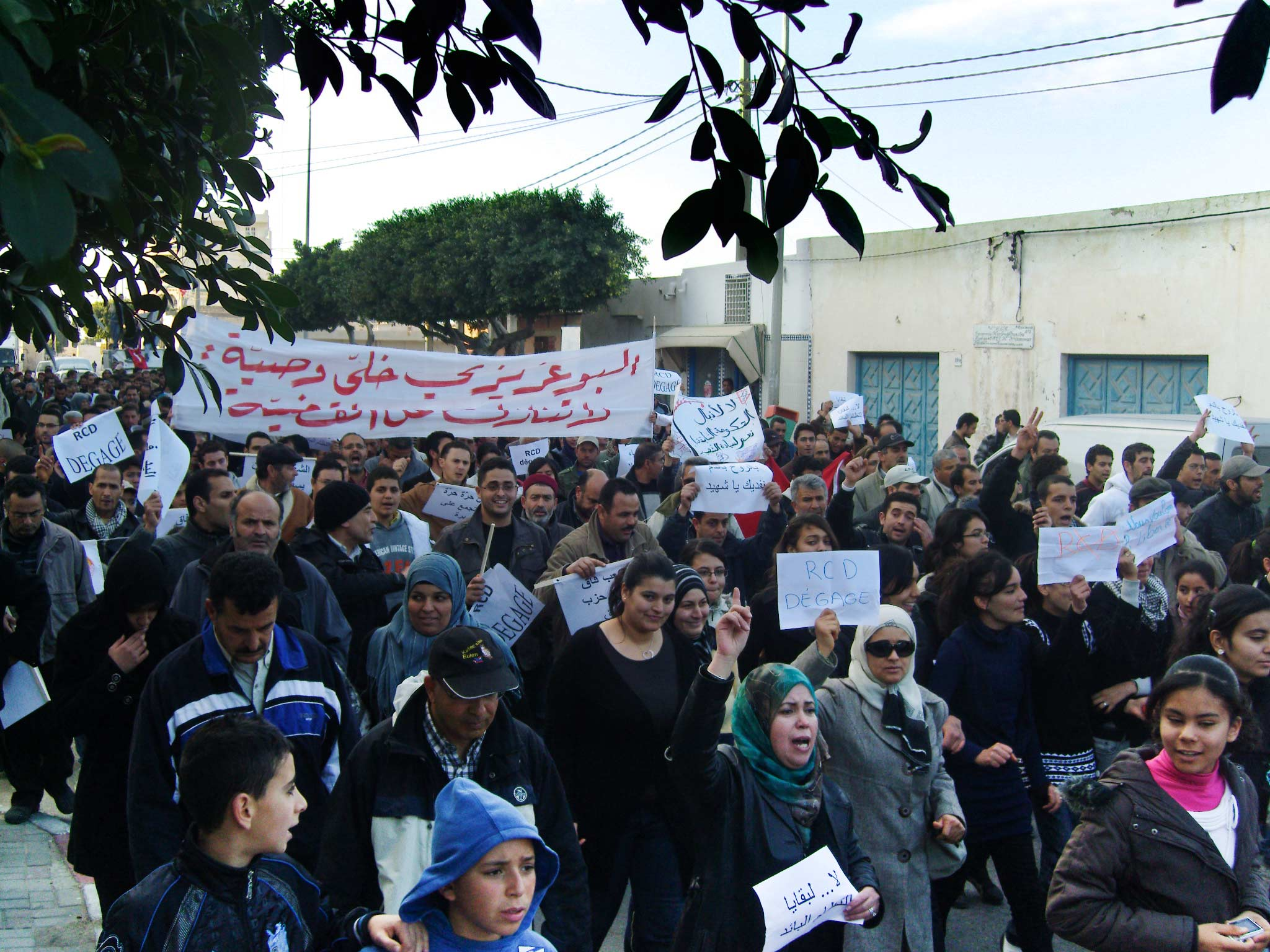
Durch die Gewerkschaft UGTT organisierte Demonstration

Die Revolution in Tunesien, auch Jasminrevolution genannt, begann bereits Ende 2010 und gilt als Auslöser des arabischen Frühlings. Die Unruhen begannen nach der Selbstverbrennung des Gemüsehändlers Mohamed Bouazizi in Sidi Bouzid. Am 14. Januar 2011 floh der langjährige tunesische Diktator Ben Ali aus Tunesien; drei Tage später bildete Ministerpräsident Ghannouchi eine Übergangsregierung. Am 27. Februar trat Ghannouchi nach anhaltenden Demonstrationen zurück; ihm folgte Beji Caid Essebsi. Fouad Mebazaa war vom 15. Januar bis zum 12. Dezember kommissarischer Staatspräsident. Ihm folgte Moncef Marzouki.
Am 23. Oktober fand die Wahl zur Verfassunggebenden Versammlung Tunesiens statt. Es war die erste freie Wahl in der Geschichte Tunesiens.

### Asien
Anfang Juni, vermutlich am 4. des Monats, kam es am Golf von Bohai aus ungeklärten Umständen zu zwei Lecks im Förderfeld Penglai 19-3, was zu der sogenannten Ölkatastrophe in der Bohaisee führte. Die dabei entstandene Verschmutzung umfasste laut chinesischer Behörden eine Fläche von insgesamt 4250 Quadratkilometern. Weitere 3400 Quadratkilometer seien in geringerem Maße verunreinigt worden.

#### Afghanistan
Im Juni 2011 waren in Afghanistan über 130.000 Soldaten, darunter fast 100.000 US-Soldaten, stationiert. Hinzu kamen noch tausende zivile Berater und Söldner.
Im Norden Afghanistans starben am 28. Mai sieben Menschen bei einem Anschlag von Taloqan, darunter der Polizeikommandeur für Nordafghanistan, Mohammed Daud Daud, sowie der Polizeichef der Provinz Tachar und zwei Bundeswehrsoldaten, ein Major und ein Hauptfeldwebel.
Im September wurden der ehemalige Staatspräsident Burhānuddin Rabbāni und weitere Personen durch einen Selbstmordattentäter getötet.
Wirtschaftlich sorgten Verluste der Kabul Bank für internationale Aufmerksamkeit. Durch Betrügereien und Misswirtschaft fuhr diese Verluste in Höhe von etwa 900 Millionen US-Dollar ein. Der damalige Chef der Zentralbank Abdel Kadir Fitrat flüchtete in der Folge in die Vereinigten Staaten.

#### Irak
Im Irak endete im Dezember die seit Ende des Irakkriegs im Jahr 2003 bestehende Besetzung mit dem Abzug der letzten verbliebenen US-Kampftruppen.
Zuvor waren am 15. August insgesamt 18 Städte von einer Anschlagserie betroffen, bei der 74 Menschen getötet und mehr als 300 verletzt wurden. Unter den Opfern der Anschläge waren Schiiten, Sunniten und Kurden. Die Behörden machen Al-Qaida für die Taten verantwortlich, die Motive der Angreifer sind jedoch nicht bekannt. Am 22. Dezember kam es erneut zu einer Anschlagsserie in Bagdad am 22. Dezember 2011, bei der offiziell 69 Menschen ums Leben kamen und mehr als 169 verletzt wurden. Die Anschläge wurden von der Organisation Islamischer Staat Irak, dem irakischen Zweig der al-Qaida, verübt.
Nachdem Kurdistan den Export von Öl in die Türkei im September 2009 eingestellt hatte, da keine Einigung über die Bezahlung der Exporte erzielt worden war, wurden nach der Regierungsbildung Ende 2010 diesbezüglich neue Verhandlungen aufgenommen. Der Import von Öl aus Kurdistan wurde in der Folge am 3. Februar 2011 wieder aufgenommen.

#### Iran
Mit einer Demonstration am 14. Februar begann im Iran eine Reihe von Protesten die mit dem arabischen Frühling in Verbindung gebracht werden können.
Im März wurde Mohammed Reza Mahdavi-Kani Nachfolger des ehemaligen iranischen Ministerpräsidenten Akbar Hāschemi Rafsandschāni als Vorsitzender des Expertenrats. Im April 2011 griff Ali Chamene’i direkt in die Regierungsgeschäfte ein und machte erstmals in der Geschichte der Islamischen Republik Iran eine Entscheidung bezüglich eines Ministerpostens rückgängig. Mahmud Ahmadinedschad hatte den Rücktrittsgesuch des Geheimdienstministers Heydar Moslehi akzeptiert, Chamenei berief ihn jedoch ins Amt zurück.
Am 22. November verhängten Vereinigten Staaten, Kanada und des Vereinigten Königreiche Sanktionen gegen den Iran als Reaktion auf das Iranische Atomprogramm. Daraufhin beschloss das iranische Parlament am 27. November neben der Reduzierung der diplomatischen Beziehungen zum Vereinigten Königreich auf ein Minimum auch die Ausweisung des britischen Botschafters Dominick John Chilcott.
Am 29. November folgte dem eine Erstürmung der britischen Botschaft in Teheran. Dabei drang eine Gruppe iranischer Demonstranten in die Räumlichkeiten ein, verwüstete die Büros und legte Feuer.
Anfang September wurde das Kernkraftwerk Buschehr an das nationale Stromnetz angeschlossen, was im Rahmen des iranischen Atomprogramms international zu Auseinandersetzungen führte.

#### Israel
Laut Amnesty International hatte Israel im Jahr 2011 mit der Verstärkung des israelischen Siedlungsbaus und der Zunahme gewalttätiger Angriffe von Siedlern auf Palästinenser im Westjordanland einschließlich Ostjerusalem zudem mehr als 1000 Palästinenser vertrieben und mehr als 500 Häuser, Wohnungen und Installationen zur Wasserversorgung zerstört.
Mit dem Iron Dome wurde am 26. März nördlich von Beʾer Scheva erstmals ein neues mobiles Raketenabwehrsystem zur Abwehr von Kurzstreckenraketen in Betrieb genommen. Mit diesem gelang es am 7. April zum ersten Mal erfolgreich eine vom Gazastreifen abgefeuerte Grad-Rakete abzuschießen.

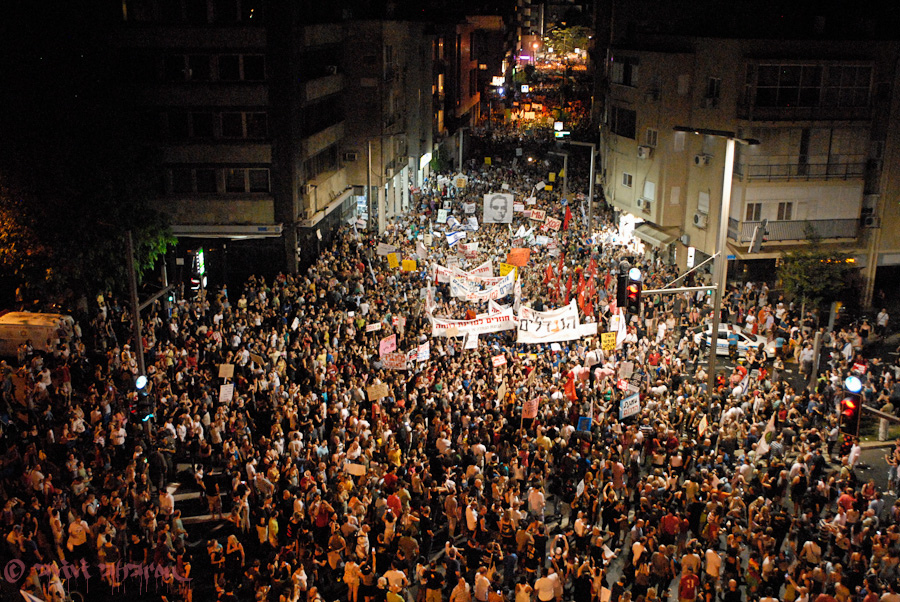
Demonstration in Tel Aviv am 6. August 2011

Im Schatten des arabischen Frühlings kam es ab Juli auch in Israel zu Protesten, die sich jedoch von der Demokratiebewegung in den umliegenden Staaten unterschied. Die israelischen Demonstranten beklagten in erster Linie einen Mangel an sozialer Gerechtigkeit und forderten insbesondere eine Entspannung des Wohnungsmarktes.
Während bisher Hebräisch und Arabisch Amtssprache sind, brachten im August 40 Abgeordnete der Regierungs- und der Oppositionsparteien eine Gesetzesvorlage vor die Knesset, nach der Hebräisch alleinige Amtssprache Israels sein soll.

#### Japan
In der Folge des Tōhoku-Erdbebens mit der Momenten-Magnitude 9,0 im Pazifischen Ozean 130 Kilometer östlich von der Stadt Sendai kam es am 11. März zu einem bis zu 20 Meter hohen Tsunami, der zahlreiche Küstenstädte, vor allem in der Präfektur Miyagi zerstörte und teilweise bis zu drei Kilometer in das Landesinnere lief. Bei den Naturkatastrophen kamen mindestens 15.858 Menschen ums Leben. Weiter kam es als Folge des Tsunamis zu Stromausfällen und der Beschädigung des sich an der Küste befindenden Atomkraftwerks Fukushima I. Die Beschädigung und der Ausfall des Kühlkreislaufs der Reaktoren führten zu der Nuklearkatastrophe von Fukushima.
Am 12. März starteten die Streitkräfte der Vereinigten Staaten die Operation Tomodachi, die der Unterstützung bei der Versorgung von dem Erdbeben- und Tsunamibetroffenen mit Hilfsgütern diente.
Am 10. und 24. April fanden die einheitlichen Regionalwahlen statt, allerdings wurden die Termine für die Präfekturparlamentswahl in Fukushima, in Iwate und in Miyagi auf Grund der Erdbebenkatastrophe auf November verschoben. Außerdem fanden in diesem Jahr die Gouverneurswahlen statt.

#### Pakistan

Das Anwesen Bin Ladens in Abbottabad – schematische Grafik

Besonderer internationaler Aufmerksamkeit in Pakistan wurde der Tötung des al-Qaida-Anführers Osama bin Laden zuteil, die am 2. Mai durch eine US-amerikanische Sondereinheit im Rahmen der Operation Neptune’s Spear auf dessen Anwesen in Abbottabad vollzogen wurde. Das Parlament von Pakistan verurteilte den Vorgang und forderte eine Überprüfung der Beziehungen zwischen Pakistan und den USA.
Am 26. November unternahm die NATO einen Luftangriff auf den pakistanischen Stützpunkt Salala im Stammesgebiet unter Bundesverwaltung Mohamad nahe der afghanischen Grenze. Zwischen 24 und 26 pakistanische Soldaten wurden getötet, mehrere verwundet. Die diplomatischen Beziehungen zwischen Pakistan und der USA spannten sich daraufhin weiter an. Zudem positionierte sich die Volksrepublik China gegen den Angriff.

#### Singapur
Bei der 16. Parlamentswahl in Singapur am 7. Mai war es zum ersten Mal in der Geschichte des Staates seit der Unabhängigkeit möglich, in allen Wahlkreisen bis auf einen eine Oppositionspartei zu wählen. Die People’s Action Party erreichte dabei 81 Sitze.

#### Türkei
Bei der Wahl zur 24. Großen Nationalversammlung der Türkei am 12. Juni gewann die regierende islamisch-konservative Adalet ve Kalkınma Partisi (AKP) unter Ministerpräsident Recep Tayyip Erdoğan zum dritten Mal in Folge mit absoluter Mehrheit und stellte damit das Kabinett Erdoğan III.
Politische Kontroversen wurden 2011 durch Zensurmaßnahmen der Regierung ausgelöst. So ließ sich der Ministerpräsident in einem vom Parlament verabschiedeten Mediengesetz die persönliche Befugnis geben, Fernsehkanäle vorübergehend schließen zu lassen oder Programme zu verbieten, wenn die Inhalte die nationale Sicherheit bedrohen oder die öffentliche Ordnung stören würden.
Im Juni führten von der Regierung angekündigte Einschränkungen des Internetzuganges für die türkische Bevölkerung (themen- und stichwortbezogene Ausfilterung von Internetseiten) zu heftigen Protesten inner- und außerhalb der Türkei. Im Index für Pressefreiheit der Organisation Reporter ohne Grenzen sank das Land auf Platz 138.

### Europa
Zentrales Thema in der Eurozone war auch im Jahr 2011 die Eurokrise. Um die Wettbewerbsfähigkeit zu erhöhen, wurde am 11. März 2011 auf einem Sondertreffen in Brüssel der Euro-Plus-Pakt vereinbart und auf dem Europäischen Rat am 24. und 25. März 2011 abschließend beraten. Griechenland, Irland und Portugal nahmen den Euro-Rettungsschirm in Anspruch.
Der Ratsvorsitz im Ministerrat der Europäischen Union wurde im ersten Halbjahr von Ungarn und im zweiten Halbjahr von Polen übernommen.
Mit der Volkszählung 2011 wurde in den Mitgliedsstaaten erstmals eine gemeinsame Erhebung von Bürgerdaten im Rahmen einer Volkszählung durchgeführt.
Am 8. Dezember verhinderte der britische Premier David Cameron mit seinem Veto die Änderung der EU-Verträge, wonach Verstöße gegen den Stabilitäts- und Wachstumspakt automatisch zur Einleitung eines Defizitverfahrens führen sollten. Im Anschluss entstehen Diskussionen um die Frage, ob das Vereinigte Königreich Mitglied der EU bleiben will und sollte.

#### Belgien
Elio Di Rupo von der Parti Socialiste wurde am 6. Dezember 2011 belgischer Premierminister.
Am 13. Dezember wurde das Land von einem Amoklauf in Lüttich erschüttert. Dabei wurden mindestens sechs Menschen getötet und 124 verletzt.

#### Deutschland
Nachdem der Bundestag das Wehrpflichtgesetz abgeändert hatte, wurde die Wehrpflicht in Deutschland im März ausgesetzt. Ab November sorgte die Selbstenttarnung der rechtsextremen Terrororganisation Nationalsozialistischer Untergrund für Aufsehen, der unter anderem eine Mordserie an Migranten, der Polizistenmord von Heilbronn und mehrere Sprengstoffanschläge sowie Raubüberfälle zugerechnet werden; Ermittlungen auch wegen der Rolle einiger Sicherheitsbehörden wurden aufgenommen.
Im Februar beschäftigte die Plagiatsaffäre Guttenberg das öffentliche Interesse in Deutschland. In der Dissertation des damaligen Bundesverteidigungsministers Karl-Theodor zu Guttenberg wurden mehrere Plagiate entdeckt, die dazu führten, dass ihm der Doktorgrad von der Universität Bayreuth aberkannt wurde. Am 1. März 2011 erklärte Guttenberg seinen Rücktritt von sämtlichen bundespolitischen Ämtern. Mit Hilfe des GuttenPlag Wikis und VroniPlag Wiki wurden daraufhin weitere Plagiatsaffären aufgedeckt.
Als Reaktion auf die Nuklearkatastrophe von Fukushima veranlasste die Bundesregierung im Rahmen des sogenannten Atom-Moratoriums eine Sicherheitsüberprüfung aller 17 deutschen Atomkraftwerke und die dreimonatige Stilllegung der sieben ältesten Kernkraftwerke. Am 6. Juni beschloss das Kabinett Merkel II den stufenweisen Ausstieg aus der Kernenergie bis 2022 und nahm damit die im Herbst 2010 beschlossenen Laufzeitverlängerungen wieder zurück.

Verlauf der HUS-Infektionen

Von Mai bis Ende Juli war besonders Deutschland von einer HUS-Epidemie betroffen. Die bis dahin nicht bekannte, schwere Verlaufsform eines hämolytisch-urämischen Syndroms (HUS) mit Durchfall tauchte zunächst vor allem in Norddeutschland auf und war mit großer Wahrscheinlichkeit auf ägyptische Bockshornkleesamen zurückzuführen.
Innerhalb des Jahres fanden folgende sieben Wahlen zu Landesparlamenten statt:
- Landtagswahl in Baden-Württemberg 2011
- Wahl zum Abgeordnetenhaus von Berlin 2011
- Bürgerschaftswahl in Bremen 2011
- Bürgerschaftswahl in Hamburg 2011
- Landtagswahl in Mecklenburg-Vorpommern 2011
- Landtagswahl in Rheinland-Pfalz 2011
- Landtagswahl in Sachsen-Anhalt 2011

#### Estland
Am 1. Januar führte Estland als erster der baltischen Staaten den Euro ein.
Bei der Parlamentswahl im März ging die Estnische Reformpartei unter dem bisherigen Ministerpräsidenten Andrus Ansip erneut als Gewinner hervor.

#### Griechenland

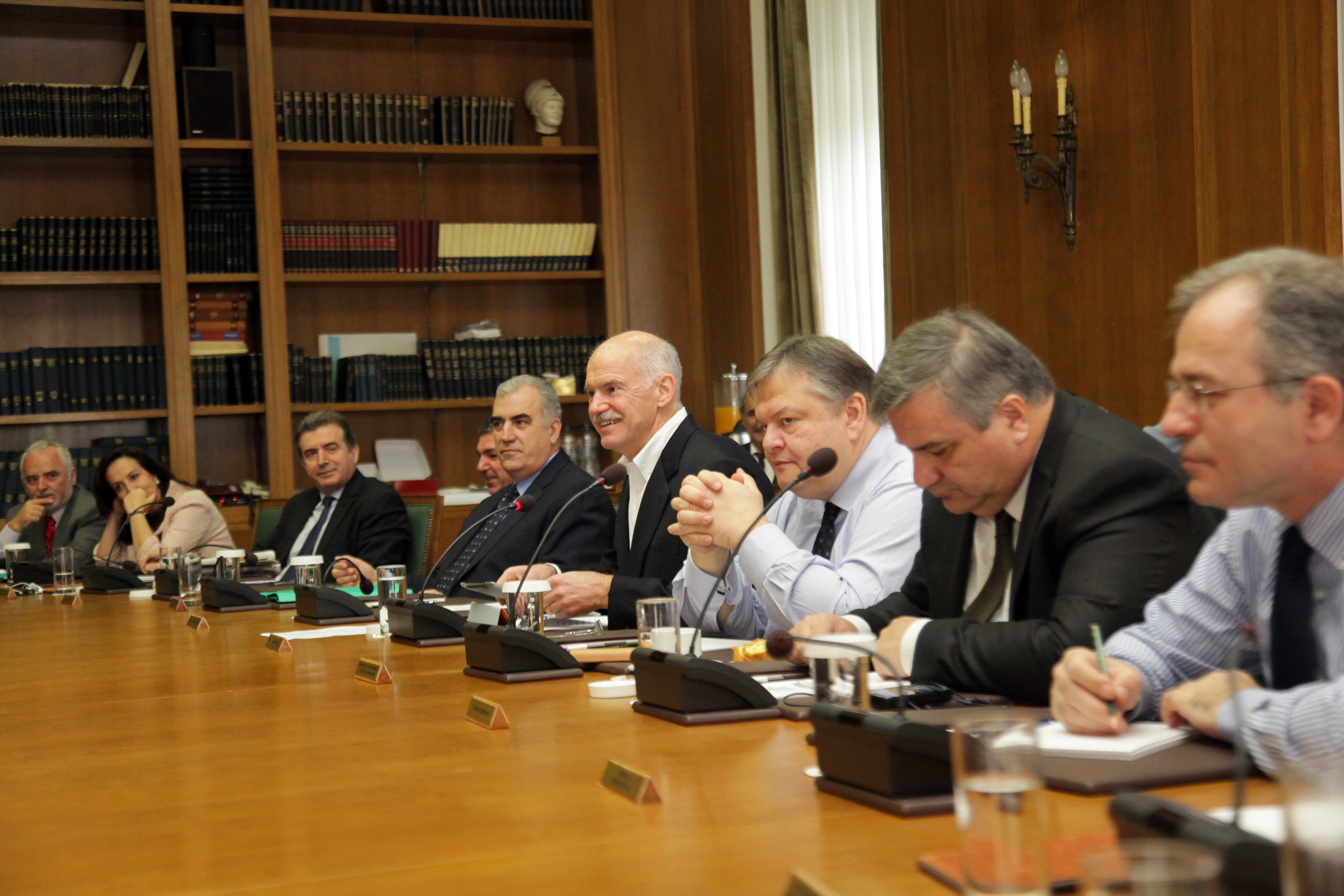
Kabinett Papandreou einen Tag vor dem Rücktritt des Ministerpräsidenten

Griechenland beschäftigte weiterhin primär die Finanzkrise. Am 29. Juni wurde das dritte Sparpaket beschlossen. Die Kürzungspläne der öffentlichen Ausgaben waren von massiven Protesten begleitet.
Der damalige Ministerpräsident Giorgos A. Papandreou überstand zunächst im Juni eine Vertrauensfrage. Nach einem angekündigten Referendum über die Sparauflagen, die auf die Beschlüsse des zurückliegenden EU-Gipfels in Brüssel zur Griechenlandhilfe zurückgingen, stellte er jedoch erneut die Vertrauensfrage und erhielt nach der Ankündigung, eine Übergangsregierung unter Einbindung der oppositionellen Nea Dimokratia bilden zu wollen, auch hier wieder die Mehrheit.
Am 9. November erklärte Papandreou seinen Rücktritt. Neuer Ministerpräsident wurde Loukas Papadimos.

#### Italien
Am 12. und 13. Juni wurde in Italien ein abrogatives Referendum mit vier Fragen abgehalten.
Mitte November erklärte der damalige Ministerpräsident Silvio Berlusconi seinen Rücktritt, da er im Parlament keine Mehrheit mehr hatte. Vier Tage später wurde eine neue Regierung unter dem Vorsitz des früheren EU-Kommissars Mario Monti vereidigt.

#### Lettland
In Lettland kam es erstmals in der Geschichte des Landes zu vorgezogenen Wahlen, nachdem der damalige Staatspräsident Valdis Zatlers am 28. Mai beim Verfassungsgericht ein Referendum über die Auflösung der Saeima beantragt hatte. Das Referendum wurde am 23. Juli von rund 95 Prozent der Wähler, bei einer Wahlbeteiligung von 44,73 Prozent, befürwortet. Bei der Parlamentswahl am 17. September wurde erstmals das Bündnis Saskaņas Centrs stärkste Partei.
Im Dezember sorgte ein Run auf die Swedbank für internationale Aufmerksamkeit. Etwa 10.000 Letten hoben am 11. Dezember insgesamt mehr als zehn Millionen Lats von ihren Konten ab, nachdem auf Twitter Gerüchte über eine Pleite der Bank verbreitet wurden.

#### Mazedonien
Am 28. Januar begannen in Mazedonien die Sozialdemokraten zusammen mit der albanischen Partei Neue Demokratie und drei weiteren kleineren Parteien mit einem Boykott gegen das mazedonische Parlament. Sie warfen Ministerpräsident Nikola Gruevski vor die Pressefreiheit im Land stark einzuschränken und zusammen mit seiner Familie in Korruption vertieft zu seien. Seit zwei Jahren boykottierte zudem auch die Albanische Demokratische Partei das Parlament. Mit der Nicht-Teilnahme dieser Parteien an zukünftigen Parlamentssitzungen sank die Anzahl der Abgeordneten der oppositionellen Parteien auf nur zwei, welche Unabhängige waren. Am 16. März boykottierte zudem die Demokratische Union für Integration die Parlamentssitzung, wodurch sich der Boykott auch auf die Regierungsparteien ausweitete.
Am 16. April wurde das Parlament aufgelöst, und bis zu diesem Zeitpunkt sämtliche Wahlgesetzreformen durchgeführt, die von der Opposition seit langem gefordert wurden. Die Sozialdemokraten setzten ihren Boykott jedoch weiter fort. Am 5. Juni fanden daraufhin vorgezogene Parlamentswahlen statt, bei denen Nikola Gruevski wiedergewählt wurde.

#### Niederlande
Die Öffentlichkeit in den Niederlanden beschäftigte im Frühjahr der Amoklauf von Alphen, der sich am 9. April in Alphen aan den Rijn ereignete. Dabei tötete ein Mann in einem Einkaufszentrum sechs Menschen, indem er mit einem halbautomatisches Kleinkaliber-Gewehr in die Menge feuerte. Weitere 17 Menschen wurden verletzt. Der Täter begann im Anschluss Suizid.

#### Norwegen

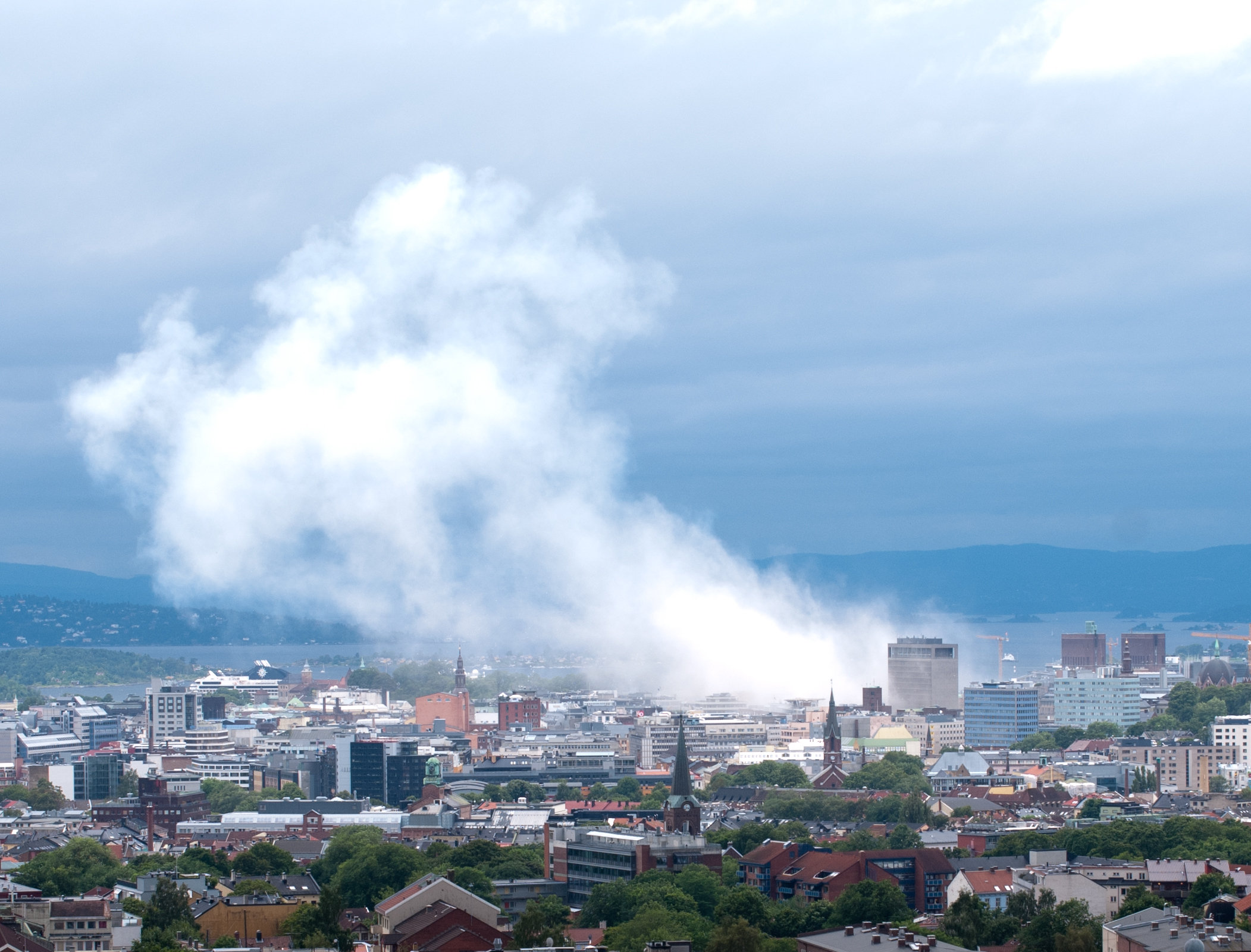
Bei Anschlägen in Norwegen wurden 77 Menschen getötet.

Von dem Norweger Anders Behring Breivik wurden am 22. Juli Anschläge verübt, die weltweit für Betroffenheit sorgten und insgesamt 77 Menschenleben forderten. Bei der Tat mit rechtsextremistischem Hintergrund brachte Breivik zunächst im Regierungsviertel von Oslo eine Autobombe zur Explosion. Später fuhr er zu einem Zeltlager der sozialdemokratischen Jugendorganisation Arbeidernes Ungdomsfylking (AUF) und schoss etwa 90 Minuten mit einer halbautomatischen Waffe auf die Opfer.
Gegen Jahresende beschäftigte eine Butterkrise das Land. Die Märkte waren von einer akuten Verknappung an Butter und einer Inflation der Butterpreise betroffen. Wegen des akuten Mangels stiegen die Preise und Buttervorräte in Supermärkten waren schon kurz nach neuen Lieferungen ausverkauft.

#### Österreich
Otto von Habsburg verstarb am 4. Juli in seinem Haus in Pöcking im Alter von 98 Jahren. Er war der letzte Kronprinz von Österreich-Ungarn und bis zu seinem Tod Präsident der Paneuropa-Union. Am 16. Juli wurde sein Sarg in den Stephansdom gebracht wo von Erzbischof Christoph Schönborn eine Totenmesse zu seinen Ehren abgehalten wurde. Diese wurde von den Angehörigen der Familie Habsburg sowie zahlreichen ausländischen Staatsoberhäuptern und dem damaligen österreichischen Bundespräsidenten Heinz Fischer besucht. Anschließend gab es einen Trauerzug der von 3500 Teilnehmern begleitet wurde. Otto von Habsburgs Leichnam wurde abschließend in der Kapuzinergruft beigesetzt.

#### Portugal

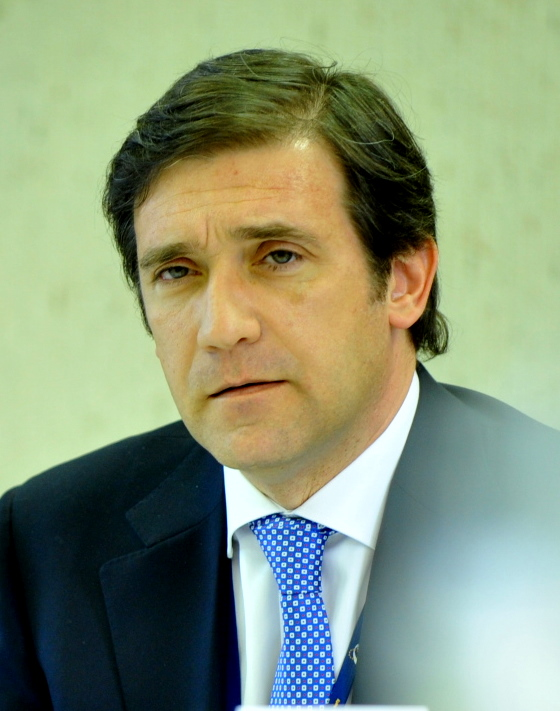
Pedro Passos Coelho im Juni 2011 beim EPP Kongress

Initiiert von der Bewegung Geração à rasca fanden in Portugal zahlreiche Massen-Demonstrationen statt, die sich sowohl gegen steigende Arbeitslosigkeit und schlechte Arbeitsbedingungen als auch einen sinkenden Lebensstandard und drastische Sparmaßnahmen der Regierung wandten. Gewerkschaftsverbände schlossen sich den Protesten an. Im März zog die konservative Partido Social Democrata ihre Unterstützung für die Spar- und Kürzungsprogramme der portugiesischen Minderheitsregierung zurück. Die Regierungskrise führte zu Neuwahlen des Parlaments am 5. Juni, aus denen die liberal-konservative PSD als Siegerin hervorging und die regierenden Sozialisten ablöste. Neuer Premierminister wurde Pedro Passos Coelho und bildete das Kabinett Passos Coelho.
Zuvor wurde bereits am 23. Januar der amtierende Präsident Aníbal Cavaco Silva bei der Präsidentschaftswahl 2011 wiedergewählt.
Am 9. Oktober fand die Regionalwahl in Madeira statt, bei der die regierende Sozialdemokratische Partei von Präsident Alberto João Jardim erstmals in ihrer Geschichte die absolute Mehrheit an Stimmen verlor.

#### Russland
Aus der Parlamentswahl am 4. Dezember ging die Partei Einiges Russland mit 49,3 Prozent als eindeutiger Sieger hervor. Jedoch kam es in der Folge wegen mutmaßlicher Wahlfälschungen zu den größten Protestkundgebungen in der jüngeren Geschichte des Landes. Die Polizei reagierte auf allen Kundgebungen mit Großaufgeboten. Wegen restriktiver Parteigesetze waren auch zahlreiche Parteien nicht zur Wahl zugelassen worden. Internationale Wahlbeobachter kamen zu dem Schluss, dass bei der Wahl demokratische Grundregeln erheblich verletzt wurden.
Terroranschlag am Flughafen Moskau-Domodedowo

#### Slowenien
Die slowenische Regierung unter Borut Pahor hatte mehrere Rücktritte von Kabinettsmitgliedern zu verzeichnen, darunter auch der Rücktritt der damaligen Innenministerin Katarina Kresal, dem eine Korruptionsaffäre voraus ging. Laut einer Umfrage der Tageszeitung Dnevnik waren zuletzt 84 Prozent der Bevölkerung mit der Arbeit der Regierung unzufrieden. Am 20. September sprach die Staatsversammlung der Regierung und dem Ministerpräsidenten Pahor das Misstrauen aus.
Nach den vorgezogenen Parlamentswahlen am 4. Dezember wurde Janez Janša neuer Ministerpräsident Sloweniens.

#### Spanien
Im Jahr der Spanischen Parlamentswahlen und der Regional- und Kommunalwahlen gab es erste Proteste im Volk, bei denen soziale, wirtschaftliche und politische Missstände kritisiert wurden. Zu größeren Debatten führte auch das Verbot von Stierkämpfen in Katalonien. Des Weiteren gab die baskisch-nationalistische Untergrundorganisation Euskadi Ta Askatasuna (kurz: ETA) das „endgültige Ende der bewaffneten Aktivitäten“ bekannt.

#### Transnistrien
Im international nicht anerkannten, osteuropäischen Staat Transnistrien fand im Dezember die transnistrische Präsidentschaftswahl 2011 statt. In deren Folge wurde der langjährige Machthaber Igor Smirnow nach fast 20 Jahren abgewählt. Es kam zur Stichwahl zwischen Anatoli Kaminski und Jewgeni Schewtschuk, die letzterer klar für sich entschied.

#### Ungarn
Auf Anlass der nationalkonservativen Fidesz-Partei, die bei der Parlamentswahl im April 2010 eine Zweidrittelmehrheit im ungarischen Parlament erhielt, ist in Ungarn seit dem 1. Januar 2012 ein neues Grundgesetz in Kraft. Der Entwurf der Regierungspartei wurde am 15. März dem Parlament vorgelegt, am 18. April verabschiedet und am 25. April unterzeichnet.
Am 1. Januar 2011 trat zudem ein neues restriktives Mediengesetz in Kraft das europaweit in die Kritik geriet. Durch das Gesetz wurde die im Jahr zuvor eingerichtete Behörde Nemzeti Média- és Hírközlési Hatóság zur zentralen Kontrollbehörde sämtlicher in Ungarn verfügbarer Medien.
Im ersten Halbjahr 2011 übernahm Ungarn erstmals den Vorsitz im Rat der Europäischen Union. Dabei kam es, vor allem aufgrund des umstrittenen ungarischen Mediengesetzes, zu Beginn der Ratspräsidentschaft zu Kontroversen mit anderen EU-Partnern.

#### Vereinigtes Königreich
Das politische Jahr 2011 im Vereinigten Königreich war durch ein Wahlreferendum, in dem die Änderung des Wahlrechts zu einem Instant-Runoff-Voting (alternative vote „AV“) abgelehnt wurde, und die Schottischen Parlamentswahlen geprägt, in der zum ersten Mal eine Partei, die Scottish National Party, die absolute Mehrheit der Parlamentsmandate erreichen. In den Medien wurden aber vor allem die Unruhen in London und anderen englischen Städten, die nach der Erschießung des 29-jährigen Mark Duggan in der Bevölkerung entbrannten, sowie der News-International-Skandal um den US-amerikanischen Medienunternehmer Rupert Murdoch diskutiert. Der Medienkonzern hatte sich illegal Zugang zu Mobilfunk-Mailboxen verschafft und stand im Verdacht, Polizeibeamte bestochen zu haben.

## Naturereignisse

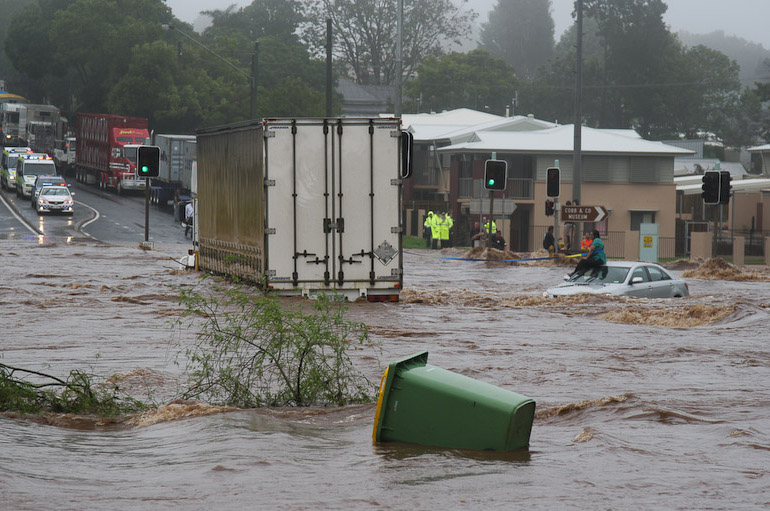
Überschwemmungen von Queensland

- Januar: Überschwemmungen in Queensland 2010/2011
- 02. Januar: Ein Erdbeben der Stärke 7,1 erschüttert Chile.
- 05. Januar: Ein Erdbeben der Stärke 5,4 verursacht im Iran einige Schäden. Es gab 16 Verletzte.
- Januar: Unwetter in Brasilien 2011
- 18. Januar: Ein Erdbeben der Stärke 7,2 erschüttert Pakistan.
- 02. Februar: Zyklon Yasi trifft auf Australien.
- 14. Februar: Ein Erdbeben der Stärke 4,0 erschüttert die Stadt Nassau östlich von Koblenz. Es gab einige leichte Schäden wie Mauerrisse oder herabgefallene Gegenstände.[96]
- 22. Februar: Das Christchurch-Erdbeben nahe der neuseeländischen Stadt Christchurch erreicht eine Magnitude von 6,3 und fordert zahlreiche Todesopfer.
- 10. März: Ein Erdbeben im Südwesten Chinas fordert 25 Tote und etwa 250 Verletzte. Es verursachte erhebliche Schäden. Das Beben hatte eine Stärke von 5,8 auf der Richterskala.
- 11. März: Das Tōhoku-Erdbeben nahe der Ostküste von Honshū (Japan) erreicht eine Magnitude von 9,0. Es löst einen schweren Tsunami aus, der über die Nordostküste Japans hinwegfegt. Insgesamt gibt es über 15.000 Tote, über 8.000 werden noch vermisst.
- 24. März: Ein Erdbeben der Stärke 6,8 fordert in Myanmar mindestens 150 Menschenleben. Mehr als 200 Menschen wurden verletzt und 30 vermisst.
- 07. April: Ein Nachbeben der Stärke 7,1 kostet an der Ostküste von Honshū 4 Personen das Leben.
- 28. April: Eine Serie von 150 Tornados verwüstet den Süden der USA und kostete 340 Menschen das Leben
- 11. Mai: Ein Erdbeben in Südspanien fordert 9 Tote. Es hatte eine Stärke von 5,1 auf der Richterskala.
- 19. Mai: Ein Erdbeben der Stärke 5,8 erschüttert die Türkei und kostet 3 Menschen das Leben; zahlreiche werden verletzt.
- 04. Juni: Ausbruch des Vulkans Puyehue im Bereich des Cordón Caulle
- 15. Juli: Der Vulkan Lokon auf der Indonesischen Insel Sulawesi bricht aus.
- 27. Juli: Der Schwere Tropische Sturm Nock-ten fordert auf Luzon, Philippinen mindestens 130 Todesopfer und verursacht einen Schaden von 125 Millionen US-Dollar.
- 09. August: Der Taifun Muifa macht Landfall über Yalu River, Nordkorea und tötet mindestens 25 Menschen.
- 23. August: Ein Erdbeben der Stärke 5,8 erschüttert den Osten der Vereinigten Staaten. Tote oder Verletzte gab es aber keine.
- 26. August: Der Taifun Nanmadol fegt über die Philippinen hinweg und fordert mindestens 40 Tote. Nanmadol verursacht einen Schaden von 600 Millionen US-Dollar.
- 28. August: Der folgenschwere Hurrikan Irene trifft auf New York und verursacht einen Gesamtschaden von 10,1 Milliarden US-Dollar. Irene tötet 56 Menschen.

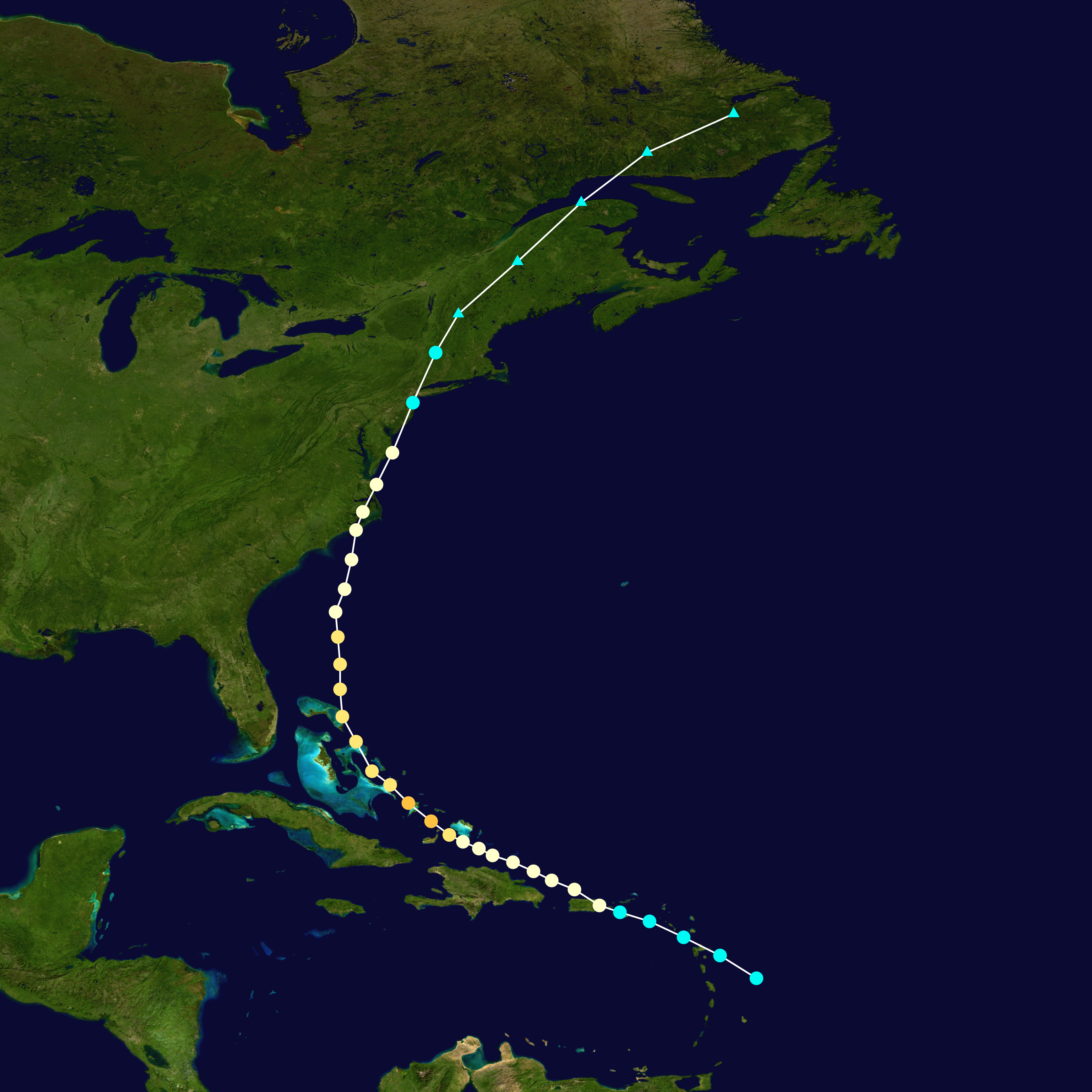
Zugbahnkarte von Irene

- 03. September: Der Schwere Tropische Sturm Talas fordert in Japan mindestens 75 Todesopfer.
- 07. September: Ein Erdbeben der Stärke 6,6 tötet auf der Indonesischen Insel Sumatra mindestens 3 Menschen.
- 08. September: An der deutsch-niederländischen Grenze erschüttert ein Erdbeben die Stadt Goch am Niederrhein. Es hatte eine Stärke von 4,6.[97]
- 09. September: Ein Erdbeben der Stärke 6,4 erschüttert Vancouver Island, Kanada.
- 18. September: Ein Erdbeben der Stärke 6,9 fordert 110 Tote in Indien und zahlreiche Verletzte.
- 19. September: Ein Erdbeben der Stärke 5,8 erschüttert Guatemala. Es wurden 3 Tote und mehrere Verletzte gemeldet.
- 21. September: Taifun Roke macht Landfall über Hamamatsu, Japan und fordert 13 Menschenleben.
- September: Hurrikan Hilary löst in weiten Teilen Mexikos heftigen Regen aus.
- 27. September: Der Taifun Nesat zieht über Luzon hinweg und tötet 95 Menschen. Nesat verursacht einen Schaden von umgerechnet 1,2 Milliarden US-Dollar.
- 01. Oktober: Taifun Nalgae zieht über Luzon hinweg.
- 12. Oktober: Der Hurrikan Jova macht Landfall über Jalisco, Mexiko und tötet 8 Personen.
- 13. Oktober: Ein Erdbeben der Stärke 6,1 erschüttert sie Indonesische Insel Bali. Es gab 63 Verletzte aber keine Toten.
- 13. Oktober: Das Tropische Tiefdruckgebiet Zwölf-E macht Landfall über dem Südwesten Mexikos und Guatemala und löst heftige Überschwemmungen dort und auch in El Salvador und Nicaragua aus. Mindestens 30 Todesfälle wurden bestätigt.
- 20. Oktober: Ein Erdbeben der Stärke 4,8 erschüttert den Süden von Texas. Es ist das stärkste Erdbeben seit 80 Jahren in der Region.[98]
- 21. Oktober: Ein Seebeben der Stärke 7,4 erschüttert die Kermadecinseln nordöstlich von Auckland, Neuseeland. Für die Kermadec Islands, Tonga und Teile Neuseelands wurde eine Tsunamiwarnung herausgegeben. Auf Raoul Island wurde ein sehr kleiner Tsunami gemeldet.[99]
- 23. Oktober: Ein schweres Erdbeben mit einer Stärke von 7,2 auf der Richterskala erschüttert den Osten der Türkei. Das Epizentrum liegt 15 Kilometer von Van entfernt.[100] Bisher sind mehr als 600 Tote geborgen.
- 25. Oktober: Der Hurrikan Rina bringt heftigen Regen nach Mittelamerika. Mindestens 100 Menschen werden getötet, 27 Menschen werden vermisst, da sie sich auf einem Schiff befanden.[101] auf welt.de
- 26. Oktober: Auf Grund von Hochwasser im Fluss Densu in Ghana wurden Teile der Hauptstadt Accra überschwemmte. Dabei wurden 17.000 Menschen obdachlos und 17 Menschen kamen ums Leben.
- November 2011: Seit Beginn der Wetteraufzeichnungen im Jahre 1881 war es in einem November in Deutschland noch nie so trocken.
- 16./17. Dezember: Der Schwere Tropische Sturm Washi fordert im Süden der Philippinen mehr als 1000 Menschenleben.

## Sport
| Übersicht Sport                      | Übersicht Sport |
| ------------------------------------ | --- |

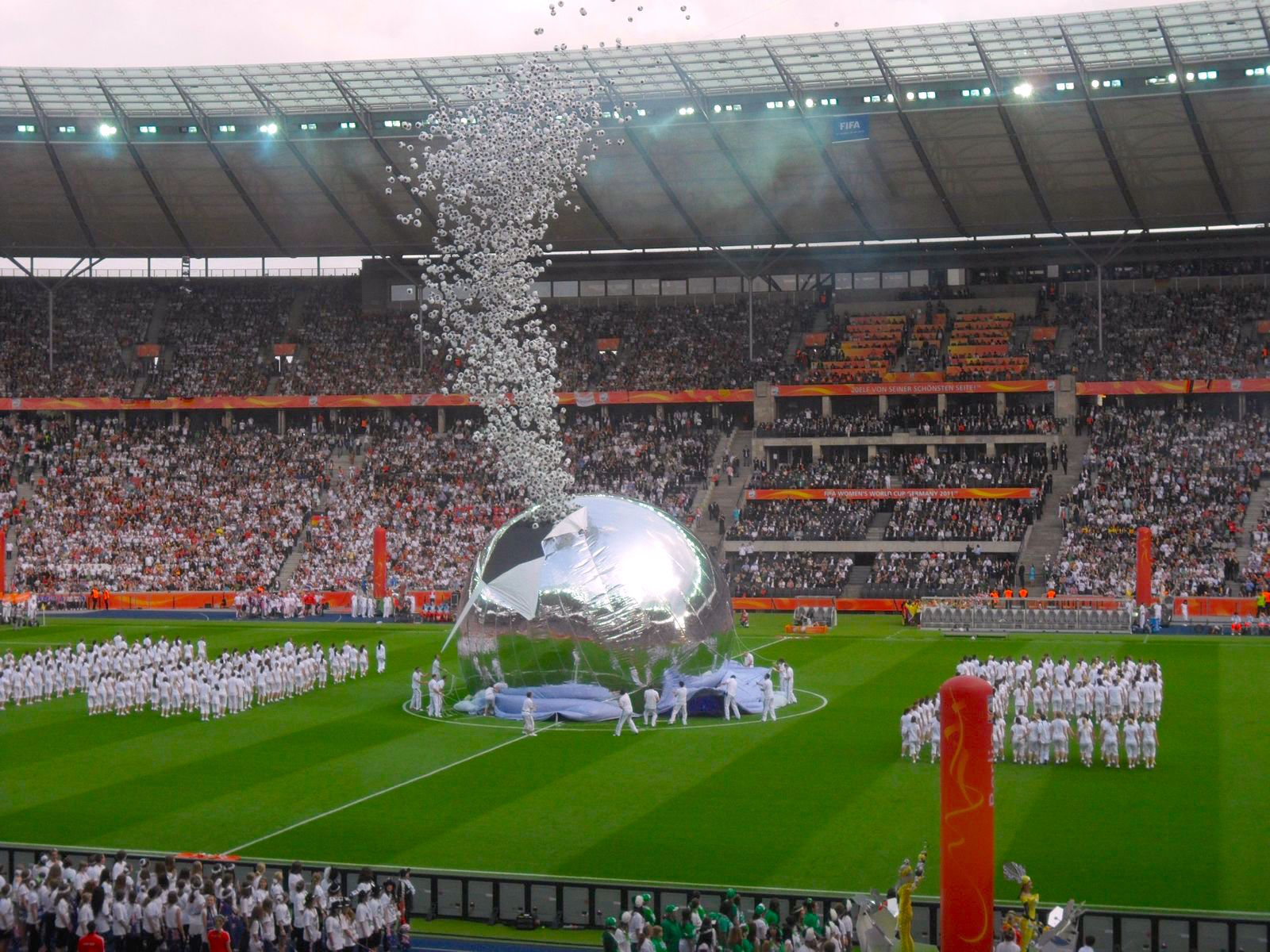
Eröffnungsfeier der Fußball-WM der Frauen im Olympiastadion Berlin am 26. Juni 2011

| 28. Dezember 2010 bis 6. Januar 2011 | - 59. Vierschanzentournee. Sieger: Thomas Morgenstern (Österreich) |
| 01. – 8. Januar                      | - 23. Hopman Cup im australischen Perth. Sieger: USA |
| 01. – 16. Januar: 33.                | - Rallye Dakar in Argentinien und Chile |
| 07. –29. Januar                      | - 15. Fußball-Asienmeisterschaft in Katar. Finale Australien – Japan 0:1 n. V. |
| 13. – 30. Januar                     | - 22. Handball-Weltmeisterschaft der Herren in Schweden. Finale: Frankreich – Dänemark 37:35 n. V. |
| 14. – 23. Januar                     | - 11. Central American Cup in Panama. Finale: Honduras – Costa Rica 2:1 |
| 17. – 30. Januar                     | - 99. Australian Open-Tennisturnier in Melbourne. Einzelsieger: Novak Đoković (Herren) und Kim Clijsters (Damen) |
| 24. – 30. Januar                     | - Eiskunstlauf-Europameisterschaft in Bern in der Schweiz |
| 06. Februar                          | - Super Bowl XLV im Cowboys Stadium in Arlington, Texas. Green Bay Packers – Pittsburgh Steelers 31:25 |
| 07. – 20. Februar                    | - 41. Alpine Skiweltmeisterschaften in Garmisch-Partenkirchen |
| 19. Februar – 2. April               | - Cricket World Cup in Bangladesch, Indien und Sri Lanka |
| 20. Februar                          | - NBA All-Star Game 2011 in Los Angeles, Kalifornien. West – East 148:143 |
| 23. Februar – 6. März                | - 48. Nordische Skiweltmeisterschaften in Oslo |
| 03. – 13. März                       | - 44. Biathlon-Weltmeisterschaften in der sibirischen Stadt Chanty-Mansijsk, Russland |
| 04. März – 4. Dezember               | - 100. Tennis-Davis Cup |
| 20. März – 6. November               | Austragung der 63. FIM-Motorrad-Straßenweltmeisterschaft |
| 21. – 27. März                       | - Eiskunstlauf-Weltmeisterschaft in Tokio, Japan wurde wegen des Tōhoku-Erdbebens abgesagt und später in die russische Hauptstadt Moskau (24. April – 1. Mai) verlegt |
| 27. März – 27. November              | - Austragung der 62. Formel 1 Weltmeisterschaft |
| 03. April                            | - WrestleMania 27 im Georgia Dome in Atlanta, Georgia |
| 16. April – 2. Mai                   | - Snookerweltmeisterschaft in Sheffield, England |
| 30. April – 15. Mai                  | - 75. Eishockey-Weltmeisterschaft der Herren in der Slowakei. Finnland besiegte Schweden mit 6:1. |
| 18. Mai                              | - UEFA-Europa-League-Finale wird in der Fußball-Arena Dublin in Dublin ausgespielt. Im rein portugiesischen Finale siegte der FC Porto mit 1:0 gegen Sporting Braga. |
| 21. Mai                              | - Weltweit enden mehrere Sportsaisonen: Das DFB-Pokal-Finale wird in Berlin ausgespielt, ebenso wie jenes des DFB-Junioren-Vereinspokal. Der Heineken Cup 2010/11 endet in Cardiff, in Spanien die Liga Asobal 2010/11 und weiters die Namibia Premier League 2010/11 und die Premjer-Liha 2010/11. |
| 22. Mai – 5. Juni                    | - 111. French Open-Tennisturnier in Paris. Einzelsieger: Rafael Nadal (Herren) und Li Na (Damen) |
| 28. Mai                              | - UEFA-Champions-League-Finale wird im Londoner Wembley-Stadion ausgetragen. Der FC Barcelona errang durch einen 3:1-Sieg gegen Manchester United seinen vierten Champions League bzw. Europapokal der Landesmeister-Titel.                                                                         |
| 05. – 25. Juni                       | - 11. CONCACAF Gold Cup in den Vereinigten Staaten. Finale: USA – Mexiko 2:4 |
| 18. – 26. Juni                       | - 130. Kieler Woche |
| 20. Juni – 3. Juli                   | - 135. Wimbledon Championships-Tennisturnier in Wimbledon, London. Einzelsieger: Novak Đoković (Herren) und Petra Kvitová (Damen) |
| 26. Juni – 17. Juli                  | - 6. Fußball-Weltmeisterschaft der Frauen in Deutschland. Die Japanerinnen bezwangen die USA mit 5:3 n. E. (2:2 n. V., 1:1, 0:0) und errangen ihren ersten WM-Titel. |
| 03. – 24. Juli                       | - Copa América in Argentinien. Uruguay besiegte Paraguay mit 3:0 und holte seinen 15. Copa-Titel. Damit ist Uruguay alleiniger Rekordgewinner der Copa América. |
| 06. Juli                             | - Das IOC entscheidet über den Austragungsort der XXIII. Olympischen Winterspiele. Das südkoreanische Pyeongchang erhielt, gegenüber München und Annecy, den Zuschlag für die Winterspiele 2018. |
| 10. Juli                             | - Triathlon – Challenge Roth. Sieger: Andreas Raelert (Deutschland) und Chrissie Wellington (Großbritannien) |
| 10. – 16. Juli                       | - World Gymnaestrada in Lausanne |
| 16. – 31. Juli                       | - 14. Schwimmweltmeisterschaften im chinesischen Shanghai |
| 23. Juli                             | - DFL-Supercup 2011 in Gelsenkirchen. Der FC Schalke 04 besiegte Borussia Dortmund mit 4:3 i. E. |
| 29. Juli – 20. August                | - 18. FIFA U-20-Fußball-Weltmeisterschaft in Kolumbien |
| 07. – 14. August                     | - 13. Faustball-Weltmeisterschaft der Männer in Österreich |
| 12. – 23. August                     | - XXVI. Sommer-Universiade, Shenzhen, Volksrepublik China |
| 23. August                           | - Gerlinde Kaltenbrunner besteigt als erste Frau alle Achttausender ohne zusätzlich mitgeführten Sauerstoff. |
| 26. August – 5. September            | - 14. World Police and Fire Games in New York City, New York, USA |
| 27. August – 4. September            | - 13. Leichtathletik-Weltmeisterschaften in Daegu, Südkorea |
| 29. August – 11. September           | - 130. US Open-Tennisturnier in Flushing Meadows, New York |
| 31. August – 18. September           | - 37. Basketball-Europameisterschaft der Herren in Litauen |
| 07. September                        | - 37 Mitglieder des Eishockeyklubs Lokomotive Jaroslawl sterben infolge des Flugzeugabsturzes bei Jaroslawl. |
| 09. September – 23. Oktober          | - 7. Rugby-Union-Weltmeisterschaft in Neuseeland |
| 19. – 26. September                  | - 30. Weltmeisterschaften der Rhythmischen Sportgymnastik in Lille, Frankreich |
| 09. Oktober                          | Sebastian Vettel wird zum zweiten Mal Formel-1-Weltmeister |
| 13. – 30. Oktober                    | - 16. Panamerikanische Spiele in Guadalajara, Mexiko |
| 16. Oktober                          | Casey Stoner gewinnt zum zweiten Mal die MotoGP-Weltmeisterschaft |
| 13. – 25. November                   | - Schachweltmeisterin Hou Yifan verteidigt in Tirana ihren Titel gegen K. Humpy mit 5,5 zu 2,5 Punkten. |
| 03. – 18. Dezember                   | - 20. Handball-Weltmeisterschaft der Frauen in Brasilien |

## Kultur und Gesellschaft
- News-International-Skandal

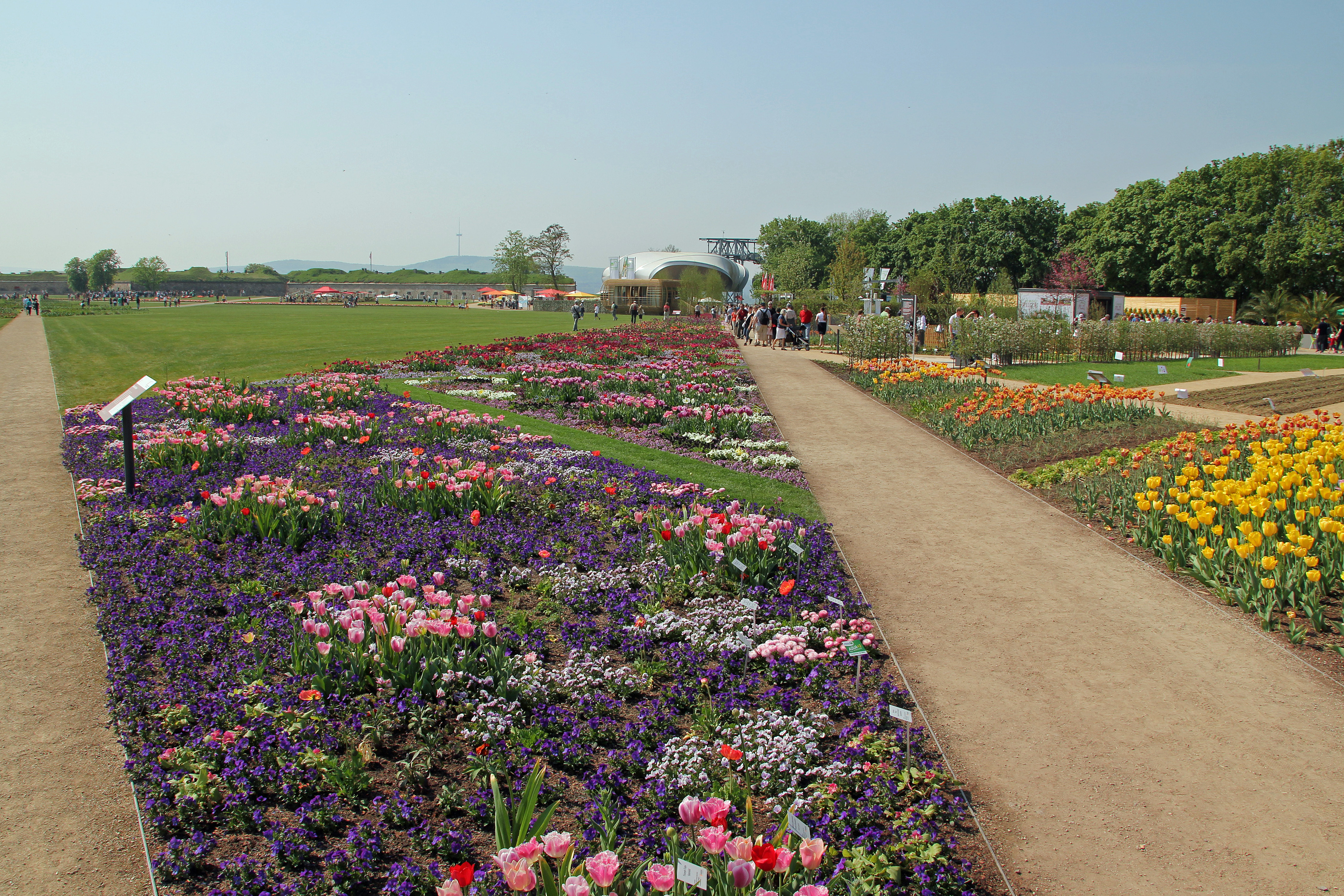
BUGA 2011: Landschaftspark vor der Festung Ehrenbreitstein in Koblenz mit Blick auf die Bergstation der Rheinseilbahn

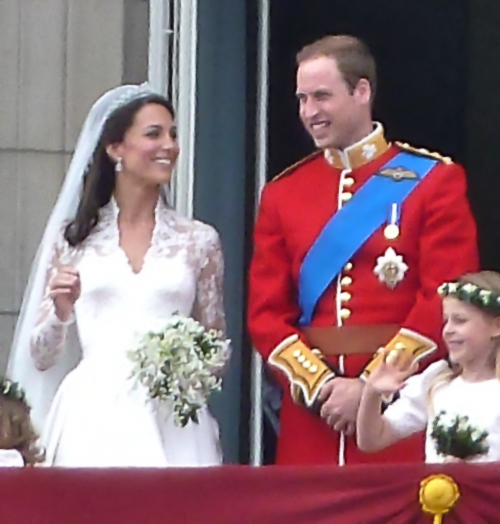
Prinz William und Catherine Middleton auf dem Balkon des Buckingham Palace

- EU-weite Volkszählung (Europazensus 2011), auch in Deutschland
- 10. – 20. Februar: 61. Berlinale
- 27. Februar: 83. Oscarverleihung[102]
- 17. – 20. März: Leipziger Buchmesse, Schwerpunktland ist Serbien[103]
- 15. April bis 16. Oktober: Bundesgartenschau in Koblenz[104]
- 29. April: Hochzeit von Prinz William und Catherine Middleton in der Westminster Abbey[105]
- 17. – 29. Mai: Internationales Mahler-Festival in Leipzig[106]
- 18. Mai – 5. Juni: Dresdner Musikfestspiele[107]
- 27. – 29. Mai: Rheinland-Pfalz-Tag in Prüm[108]
- 02. – 12. Juni: Händel-Festspiele in Halle (Saale)[109]
- 10. – 19. Juni: Hessentag in Oberursel (Taunus)[110]
- 11. – 21. Juni: Bachfest in Leipzig[111]
- 02. Juli: Hochzeit von Fürst Albert II. von Monaco mit Charlene Lynette Wittstock
- 02. Juli: Tag der Franken in Bad Kissingen
- 21. – 24. Juli: Das 26. Bochum Total findet in Bochum statt.
- 27. Juli – 7. August: 22. World Scout Jamboree in Rinkaby – (Kristianstad), Schweden[112]
- 02. – 4. September: Mendelssohn-Festtage Leipzig[113]
- 09. September – 9. Oktober: Beethovenfest Bonn[114]
- 01. – 3. Oktober: Nordrhein-Westfalen-Tag in Bonn[115]

### Musik
- 10.–14. Mai: 56. Eurovision Song Contest in Düsseldorf

### Film
- Im Juli fand die Premiere von Harry Potter und die Heiligtümer des Todes, dem zweiten Teil der letzten Harry-Potter-Verfilmung statt.
- Internationale Filmfestspiele von Cannes 2011#Eklat um Lars von Trier
- Deutscher Filmpreis 2011
- Golden Globe Awards 2011
- Goldene Himbeere 2011
- Internationale Filmfestspiele von Cannes 2011
- Internationale Filmfestspiele von Venedig 2011
- Oscarverleihung 2011

### Fernsehen
- Ab 1. Januar: MTV Germany verlagert sich ins Pay-TV.
- 3. Dezember: Thomas Gottschalk moderiert seine letzte Wetten, dass..?-Sendung.

### Theater
- Tony Awards 2011
- The Book of Mormon (Musical)
- Spider-Man: Turn Off the Dark

### Bildende Kunst
- Eröffnung des Crystal Bridges Museum of American Art
- Das Foto Rhein II von Andreas Gursky erzielte bei einer Auktion von Christie’s am 8. November in New York einen Preis von 3,1 Millionen Euro und wurde damit zur teuersten Fotografie der Welt.[116][117]

### Mode
- Andreja Pejić
- Julia Starp

### Religion
| Übersicht Religion         | Übersicht Religion                                      |
| -------------------------- | ------------------------------------------------------- |
| 01. Januar                 | - Terroranschlag am 1. Januar 2011 in Alexandria        |
| 24. April                  | - Ostern                                                |
| 01. Mai                    | - Papst Johannes Paul II. wird in Rom seliggesprochen   |
| 17. Mai                    | - Vesakh                                                |
| 01. – 5. Juni              | - 33. Deutscher Evangelischer Kirchentag in Dresden     |
| 15. Juni                   | - Seligsprechung der Lübecker Märtyrer in Lübeck        |
| 01. – 29. August           | - Ramadan                                               |
| 05. – 7. August            | - Russischer Jugendtag 2011                             |
| 15. – 21. August           | - XXVI. katholischer Weltjugendtag in Madrid (Spanien). |
| 22. – 25. September        | - Papst Benedikt XVI. besucht Deutschland               |
| 08. Oktober                | - Jom Kippur                                            |
| 26. Oktober                | - Diwali                                                |
| 06. November               | - Islamisches Opferfest                                 |
| November/Dezember          | - 50 Jahre Bischöfliche Aktion Adveniat                 |
| 21. Oktober – 29. Dezember | - Chanukka                                              |

Am 1. Januar wurde in der ägyptischen Stadt Alexandria ein Anschlag auf koptische Christen verübt, bei dem mindestens 23 Personen starben und weitere 97 verletzt wurden. Dabei wurde eine Autobombe vor der Al-Qiddissine-Kirche gezündet, als etwa 1000 Anhänger der christlichen Minderheit der Kopten den Neujahrsgottesdienst verließen.
Bezugnehmend auf die Missbrauchskrise in der römisch-katholischen Kirche in Deutschland riefen Theologen von Hochschulen, insbesondere des deutschsprachigen Raums, im Februar unter dem Titel Kirche 2011: Ein notwendiger Aufbruch zu einer Reform der römisch-katholischen Kirche auf.

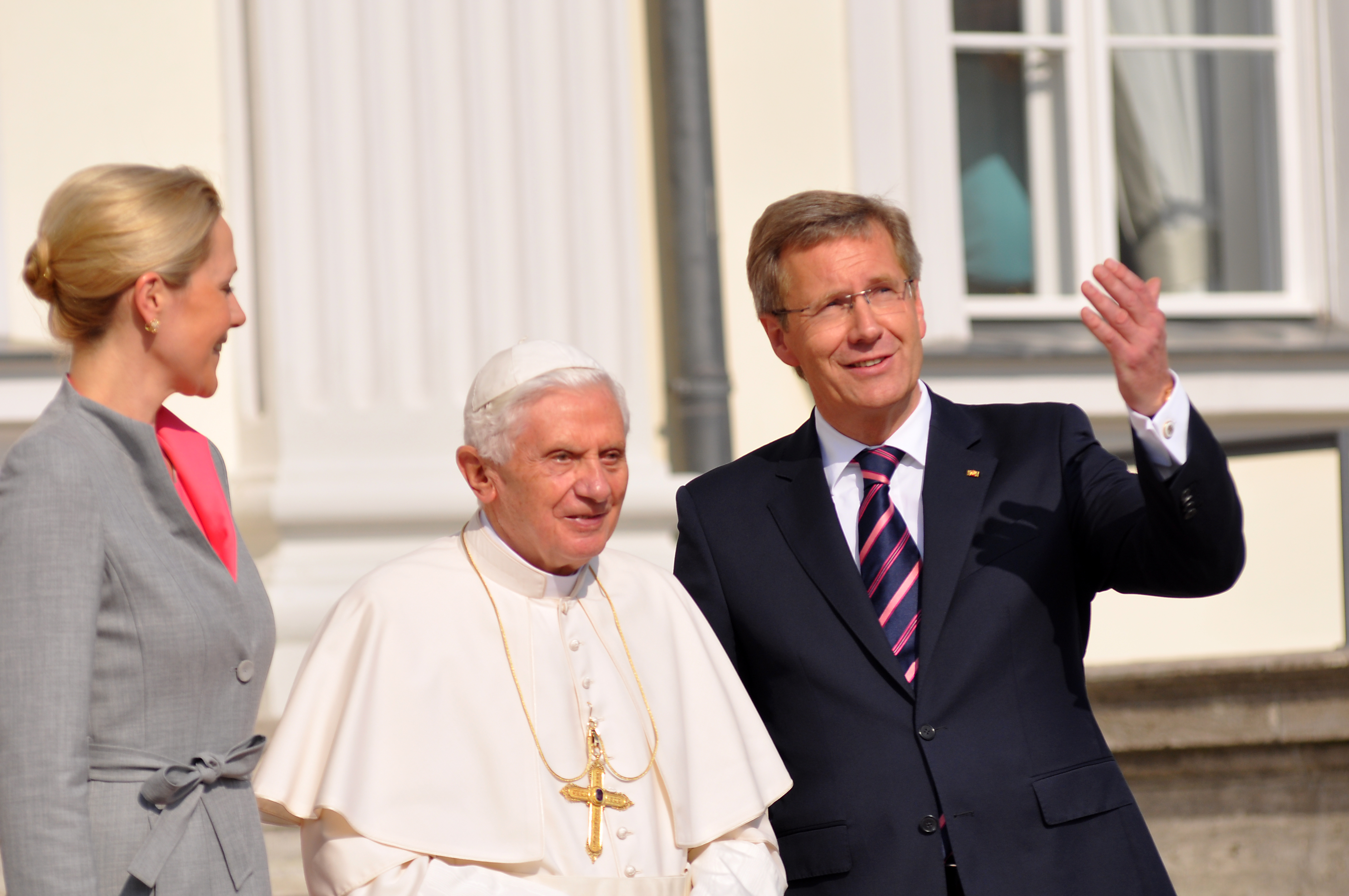
Bundespräsident Christian Wulff empfängt den Papst

Beim 33. Deutschen Evangelischen Kirchentag kamen in der Zeit vom 1. bis zum 5. Juni insgesamt 117.957 Dauerteilnehmer sowie 26.919 Tagesteilnehmer in Dresden zusammen, um an den 2.350 Einzelveranstaltungen teilzunehmen.
Vom 22. bis 25. September fand mit dem Papstbesuch in Deutschland die 21. apostolische Reise Benedikts XVI. statt. Besonders die Rede des Papstes im Bundestag sorgte für politische Kontroversen. 55 Organisationen hatten zudem zu Protesten aufgerufen, die sich vor allem gegen die Sexualmoral der Kirche richteten.
Mit dem Russischen Jugendtag fand vom 5. bis 7. August in Pokrowskoje bei Moskau der erste große Jugendtag in der Geschichte der Neuapostolischen Kirche für die russischsprachigen Länder statt.

## Astronomie
| Übersicht Astronomie | Übersicht Astronomie                                                            |
| -------------------- | ------------------------------------------------------------------------------- |
| 04. Januar           | - Sonnenfinsternis vom 4. Januar 2011                                           |
| 01. Juni             | - Sonnenfinsternis vom 1. Juni 2011                                             |
| 01. Juli             | - Sonnenfinsternis vom 1. Juli 2011                                             |
| 15. Juni             | - Totale Mondfinsternis, sichtbar in Ostafrika, Indien und dem Mittleren Osten. |
| 24. August           | - Entdeckung der Supernova SN 2011fe                                            |
| 25. November         | - Sonnenfinsternis vom 25. November 2011                                        |
| 05. Dezember         | - Entdeckung des Kepler-22b wird veröffentlicht.                                |
| 10. Dezember         | - Totale Mondfinsternis, sichtbar in Asien und Australien.                      |

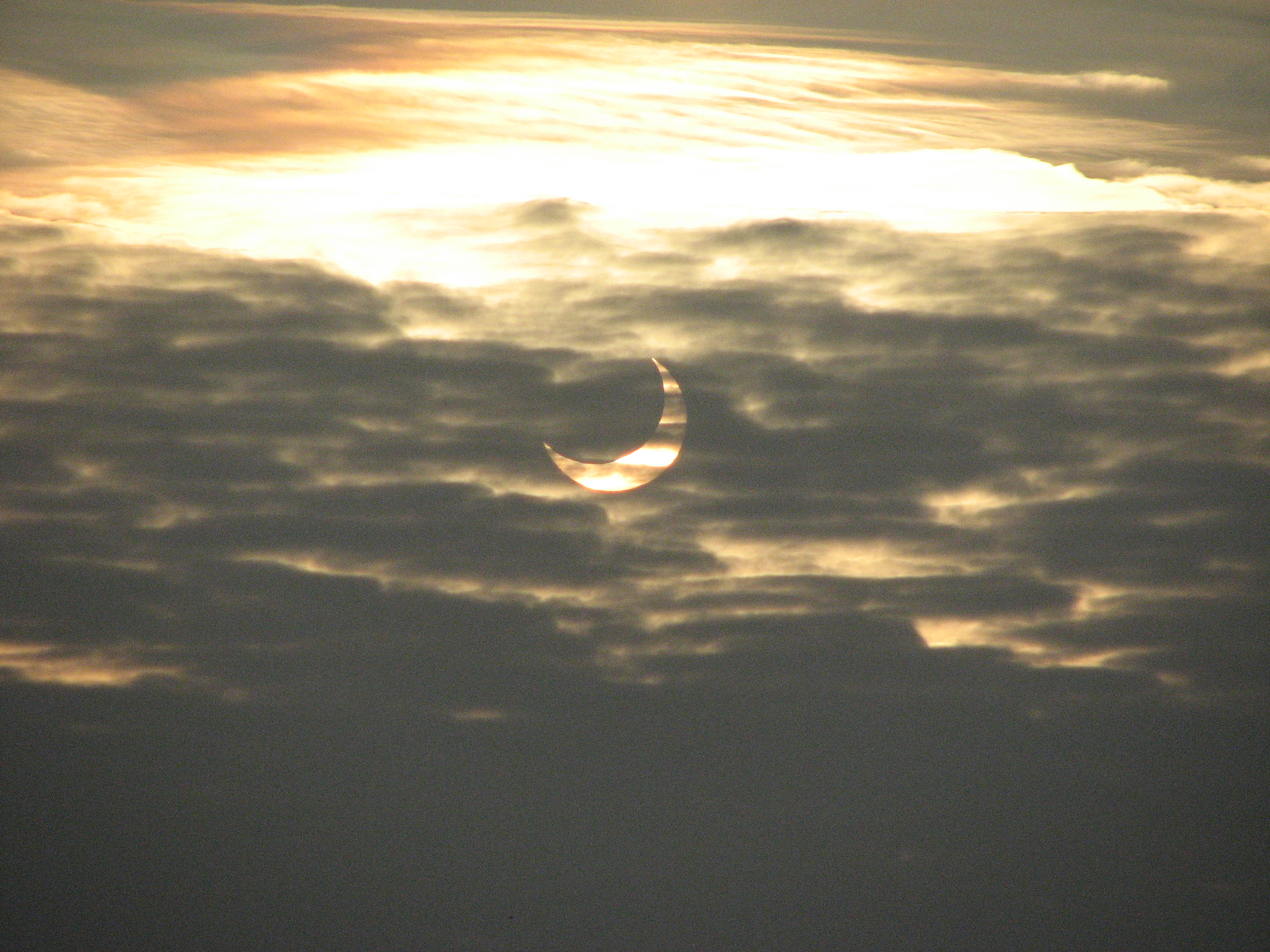
Partielle Sonnenfinsternis vom 4. Januar 2011 von Norddeutschland aus gesehen.

Im Jahr 2011 ereigneten sich vier partielle Sonnenfinsternisse, erstmals am 4. Januar über Europa, Nordafrika und Westasien.
Die Sonnenfinsternis am 1. Juni war von Ostsibirien, Nordalaska, Nordkanada und Grönland aus sichtbar. Bei der Sonnenfinsternis vom 1. Juli wurde die Erde über dem Meer zwischen dem antarktischen Kontinent und Afrika vom Halbschatten des Mondes nur gestreift. Sichtbar war sie daher nur im Südpolarmeer zwischen Südafrika und der Antarktis. Eine weitere partielle Sonnenfinsternis konnte am 25. November von der Antarktis, Südafrika, Tasmanien und Neuseeland aus beobachtet werden.
Zwei Mal ereignete sich eine totale Mondfinsternis. Am 15. Juni, sichtbar in Ostafrika, Indien und dem Mittleren Osten, sowie am 10. Dezember in Asien und Australien.
Im Rahmen der großräumigen, vollautomatisierten Durchmusterung Palomar Transient Factory (PTF) am 24. August, wurde auf Aufnahmen aus den Nächten vom 22. und 23. August die Supernova SN 2011fe vom Typ Ia entdeckt.
Am 5. Dezember wurde die Entdeckung des erdähnlichen Exoplaneten Kepler-22b veröffentlicht, der den rund 600 Lichtjahre von der Erde entfernten, sonnenähnlichen Stern Kepler-22 umrundet.

## Wirtschaft
- 10. Februar: Offenlegung des Feuerwehrfahrzeuge-Kartells auf dem deutschen Markt durch das Bundeskartellamt
- 19. April: Der im Aufwind befindliche Goldpreis überschreitet im Handel an der New York Mercantile Exchange erstmals die Marke von 1.500 US-Dollar pro Unze Feingold.
- 10. Mai: Microsoft kauft den Telefondienstleister Skype.
- 17. Juni: Das spanische Bauunternehmen Grupo ACS übernimmt das deutsche Bauunternehmen Hochtief.
- Juni: Der italienische Lebensmittelhersteller Parmalat wird vom französischen Unternehmen Lactalis übernommen.
- 15. August: Google gibt die Übernahme des amerikanischen Handyherstellers Motorola Mobility für 12,5 Milliarden Dollar bekannt.
- Das deutsche Unternehmen Stollwerck wird an das belgische Unternehmen Baronie veräußert.
- Das US-amerikanische Unternehmen Genzyme wird vom französischen Pharmazieunternehmen Sanofi übernommen.
- Das US-amerikanische Unternehmen Goodrich Corporation wird vom US-amerikanischen Konzern United Technologies Corporation übernommen.

## Wissenschaft und Technik
| Übersicht Wissenschaft und Technik | Übersicht Wissenschaft und Technik |
| ---------------------------------- | --- |
| 03. Februar                        | - Die letzten IPv4-Adressen sind symbolisch an Vertreter der Vergabestellen auf den Kontinenten vergeben worden. |
| 24. Februar                        | - Die Raumfähre „Discovery“ ist zum letzten Mal auf dem Weg ins All. Das Space Shuttle hob am Donnerstag um 22.53 Uhr MEZ und damit einige Minuten später als geplant vom Weltraumbahnhof Cape Canaveral in Florida ab.                      |
| 18. März                           | - Die NASA-Raumsonde MESSENGER erreicht nach siebenjähriger Reise den Merkur. |
| 08. Juli                           | - Außerdienststellung der Space Shuttles: Die letzte Shuttle-Mission STS-135 startet mit der Raumfähre „Atlantis“ zur ISS und bringt letzte Versorgungsgüter und Ersatzteile mit.                                                            |
| 31. Oktober                        | - Start der Shenzhou-8-Rakete der chinesischen Raumfahrtagentur CNSA, die auch zum ersten Mal mehrere Experimente aus Deutschland mitnimmt. - November: Start des ESA-Satelliten ADM-Aeolus zur Erfassung der Erd-Dynamik der Erdatmosphäre. |
| 25. November                       | - Der bisher größte Mars-Rover „Curiosity“ startet zum Mars, wo er ca. ein Jahr später landen wird. |

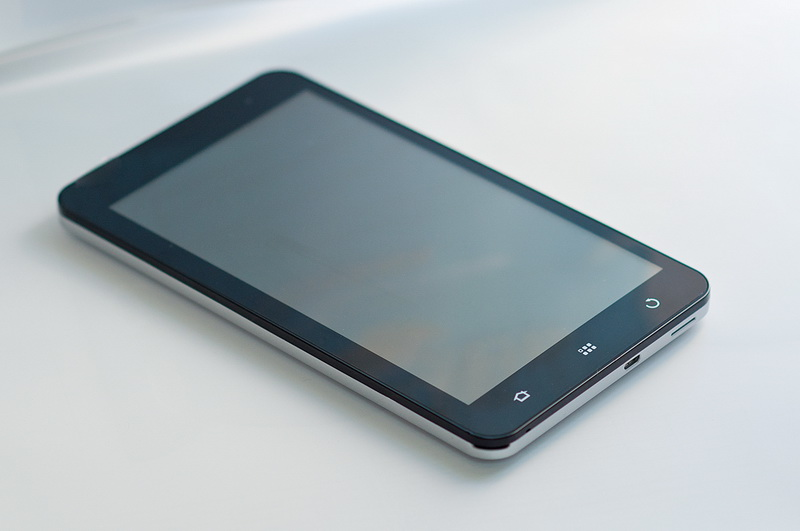
Tablet-PCs und Smartphones u. a. mit dem Betriebssystem Android werden zum Verkaufsschlager

Im Jahr 2011 stieg der Markt für Tabletcomputer und Smartphones deutlich an. Der neue Web-Standard HTML5 begann langsam damit den Flash Player als Standard abzulösen. Das von Google entwickelte Smartphone-Betriebssystem Android brachte seinen weltweiten Marktanteil nach Angaben des Marktforschungsunternehmens Gartner im dritten Quartal 2011 auf 52,5 Prozent und konnte ihn damit im Vergleich zum dritten Quartal 2010 mehr als verdoppeln. Außerdem präsentierte Google Ende Juni das soziale Netzwerk Google+ als Konkurrenz zu Facebook.
Der Deutsche Zukunftspreis wurde im Jahr 2011 an den Dresdner Fraunhofer-Forscher Karl Leo für die Entwicklung Organischer Leuchtdioden vergeben.

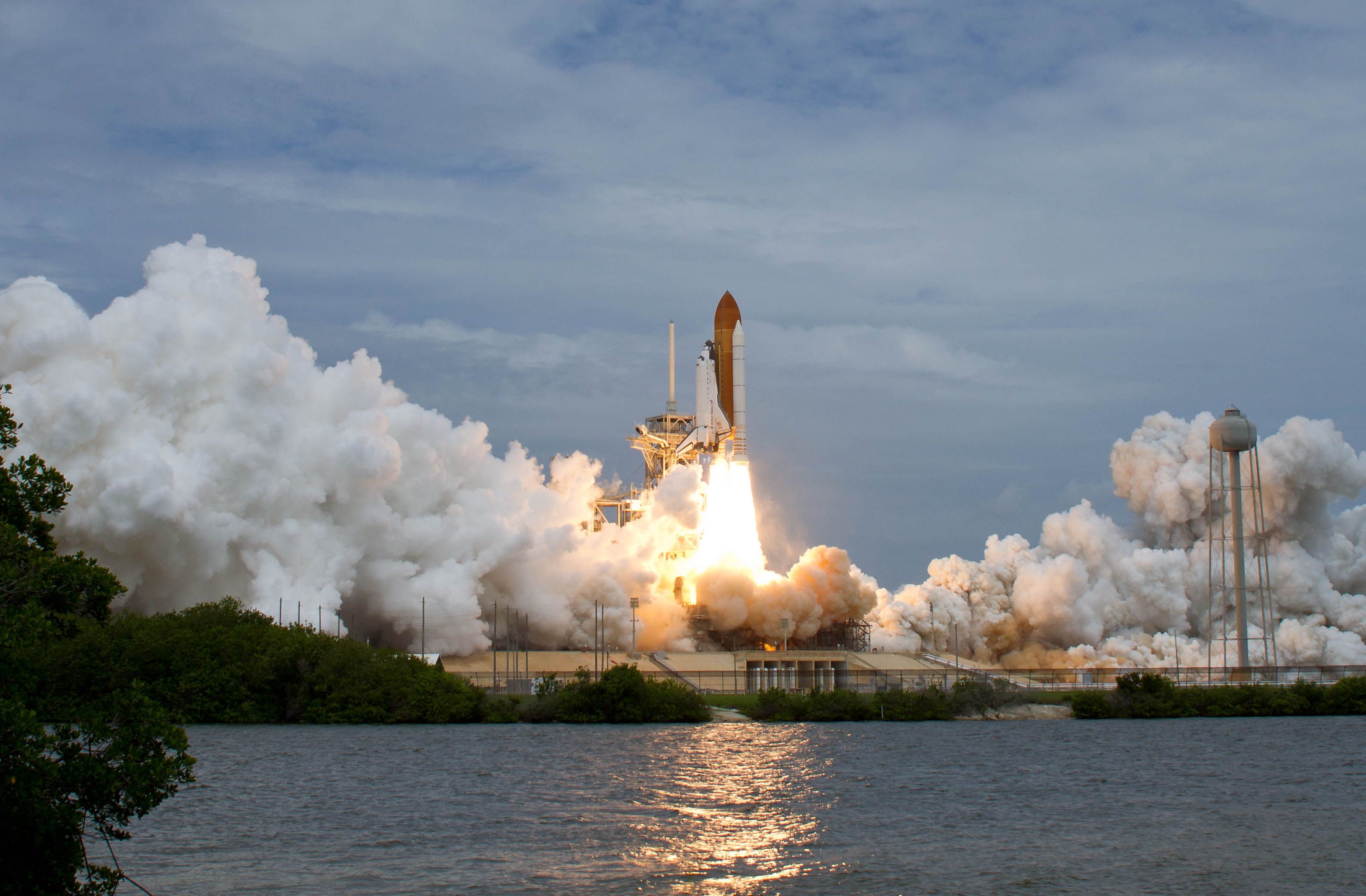
Die Atlantis beim Start am 8. Juli 2011

Mit der letzten Mission der im April 1984 fertiggestellten Raumfähre Atlantis, wurde im Juli zugleich die letzte geplante bemannte Raumfahrtmission mit einem Space Shuttle durchgeführt.

## Wissenschaftspreise

### Nobelpreise
Die Bekanntgabe der Nobelpreisträger des Jahres 2011 erfolgte vom 3. bis zum 10. Oktober 2011. Die Verleihungen fanden am 10. Dezember 2011 in Oslo (Friedensnobelpreis) und Stockholm statt.
- Medizin oder Physiologie: Bruce Beutler und Jules Hoffmann „für ihre Entdeckungen über die Aktivierung der angeborenen Immunität“ und Ralph M. Steinman „für seine Entdeckung der dendritischen Zelle und ihrer Rolle in der adaptiven Immunität“
- Physik: Saul Perlmutter, Brian P. Schmidt und Adam Riess „für die Entdeckung der beschleunigten Expansion des Universums durch Beobachtungen weit entfernter Supernovae“
- Chemie: Dan Shechtman für die Entdeckung quasiperiodischer Kristalle
- Literatur: Tomas Tranströmer, „weil er uns in komprimierten, erhellenden Bildern neue Wege zum Wirklichen weist“[126]
- Frieden: Ellen Johnson Sirleaf, Leymah Gbowee und Tawakkol Karman „für ihren gewaltfreien Kampf für die Sicherheit von Frauen und für die Frauenrechte, damit diese vollständig teilhaben können an der Friedensbewegung“[127]
- Alfred-Nobel-Gedächtnispreis für Wirtschaftswissenschaften: Thomas Sargent und Christopher Sims „für ihre empirische Untersuchung von Ursache und Wirkung in der Makroökonomie“[128]

### Turing Award
- Judea Pearl für grundlegende Beiträge zur künstlichen Intelligenz durch die Entwicklung eines Kalküls für probabilistisches und kausalistisches Schließen.

## Jahreswidmungen

### Gedenktage
- 6. Februar: 100. Geburtstag des Schauspielers und Politikers Ronald Reagan, 40. Präsident der USA
- 26. März: 100. Geburtstag des Schriftstellers Tennessee Williams
- 30. März: 200. Geburtstag des Chemikers Robert Wilhelm Bunsen
- 17. April: 300. Todestag des römisch-deutschen Kaisers Joseph I.
- 7. Mai: 300. Geburtstag des Philosophen David Hume
- 15. Mai: 100. Geburtstag des Schriftstellers Max Frisch
- 5. Juli: 100. Geburtstag des Politikers Georges Pompidou
- 31. August: 200. Todestag des Seefahrers Louis Antoine de Bougainville
- 22. Oktober: 200. Geburtstag des Pianisten und Komponisten Franz Liszt
- 21. November: 200. Todestag des Dramatikers, Erzählers und Lyrikers Heinrich von Kleist
- 14. Dezember: 100. Geburtstag des Physikers Hans Joachim Pabst von Ohain, einer der Väter des Strahltriebwerks

### Initiativen
- Internationales Jahr der Wälder (UNO)[129]
- Internationales Jahr der Chemie (UNESCO)[130]
- Europäisches Jahr der Freiwilligentätigkeit[131]
- Kulturhauptstädte Europas sind Tallinn (Estland)[132] und Turku (Finnland)[133]

### Wissenschaft
- Die fossile Hai-Platte „Drei Haiskelette vereint – Orthacanthus (Lebachacanthus) senckenbergianus aus dem saarpfälzischen Rotliegend“ ist Fossil des Jahres der Paläontologischen Gesellschaft
- Tuff ist das Gestein des Jahres des Berufsverband Deutscher Geowissenschaftler und der Deutschen Gesellschaft für Geowissenschaften
- Vega (spanisch: fruchtbare Ebene) ist Boden des Jahres der Deutschen Bodenkundlichen Gesellschaft und vom Bundesverband Boden

## Geboren
- 28. März: Maya Le Clark, US-amerikanische Schauspielerin
- 22. April: Violet McGraw, US-amerikanische Schauspielerin
- 20. Juni: Julian Hilliard, US-amerikanischer Schauspieler

## Datum Unbekannt
- Cecilio Andresen, deutscher Schauspieler

## Gestorben

### Januar
- 02. Januar: Ernst Bruun Olsen, dänischer Schauspieler, Dramatiker, Hörspielautor und Regisseur (* 1923)
- 02. Januar: Anne Francis, US-amerikanische Schauspielerin (* 1930)
- 02. Januar: Pete Postlethwaite, britischer Schauspieler (* 1946)
- 03. Januar: Eva Strittmatter, deutsche Dichterin und Schriftstellerin (* 1930)
- 04. Januar: Hadayatullah Hübsch, deutscher Schriftsteller und Imam (* 1946)
- 04. Januar: Gerry Rafferty, britischer Singer-Songwriter (* 1947)
- 05. Januar: Wilhelm Friedrich Arens, deutscher Politiker (* 1937)
- 07. Januar: Derek Gardner, britischer Automobildesigner (* 1931)
- 07. Januar: Mick Werup, deutscher Schauspieler (* 1958)
- 08. Januar: Jiří Dienstbier tschechischer Politiker (* 1937)
- 09. Januar: Peter Yates, britischer Filmregisseur (* 1929)
- 11. Januar: Imo Moszkowicz, deutscher Regisseur (* 1925)
- 12. Januar: Didier Bonnet, französischer Rennfahrer und Rennwagenkonstrukteur (* 1949)
- 13. Januar: Hellmut Lange, deutscher Schauspieler und Synchronsprecher (* 1923)
- 14. Januar: Stephanie Glaser, Schweizer Schauspielerin (* 1920)
- 14. Januar: Siegfried Maruhn, deutscher Journalist (* 1923)
- 15. Januar: Pierre Louis-Dreyfus, französischer Bankier, Widerstandskämpfer und Automobilrennfahrer (* 1908)
- 16. Januar: Miguel Ángel Álvarez, puerto-ricanischer Schauspieler und Regisseur (* 1928)
- 17. Januar: Marie-Thérèse Ibos, französische Geigerin (* 1922)
- 18. Januar: Sargent Shriver, US-amerikanischer Politiker (* 1915)
- 21. Januar: Charles Zwolsman senior, niederländischer Drogenhändler und Automobilrennfahrer (* 1955)
- 22. Januar: Pak Wanso, koreanische Autorin (* 1931)
- 24. Januar: Mechthild Bach, deutsche Internistin (* 1949)
- 24. Januar: Bernd Eichinger, deutscher Filmproduzent (* 1949)
- 24. Januar: Bhimsen Joshi, indischer Sänger (* 1922)
- 24. Januar: Peter-Paul Zahl, deutsch-jamaikanischer Schriftsteller (* 1944)
- 26. Januar: Günter Tembrock, deutscher Verhaltensforscher und Zoologe (* 1918)
- 27. Januar: Alexander Stephan, deutscher Schauspieler (* 1945)
- 27. Januar: Fritz Raff, deutscher Journalist und Rundfunkintendant (* 1948)
- 28. Januar: Inge Pohl, deutsche Politikerin (* 1940)
- 30. Januar: Ajahn Maha Bua Nanasampanno, thailändischer Mönch und Abt des Klosters Wat Pa Ban Tat (* 1913)
- 30. Januar: John Barry, britischer Filmkomponist (* 1933)

### Februar
- 03. Februar: Herbert Gadsch, deutscher Kirchenmusiker und Komponist (* 1913)
- 03. Februar: Édouard Glissant, französischer Schriftsteller, Dichter und Philosoph (* 1928)
- 03. Februar: Maria Schneider, französische Schauspielerin (* 1952)
- 06. Februar: Gary Moore, britischer Rock-Gitarrist, Komponist und Sänger (* 1952)
- 07. Februar: Maria Altmann, US-amerikanische Unternehmerin und Kunstsammlerin (* 1916)
- 12. Februar: Peter Alexander, österreichischer Sänger, Schauspieler, Entertainer und Showmaster (* 1926)
- 13. Februar: Manuel Esperón, mexikanischer Filmkomponist (* 1911)
- 15. Februar: Herbert Ammer, deutscher Fußballspieler (* 1938)
- 16. Februar: Matti Ilmari Aura, finnischer Politiker (* 1943)
- 18. Februar: Cayle Chernin, kanadische Schauspielerin und Filmproduzentin (* 1947)
- 19. Februar: Dietrich Stobbe, deutscher Politiker (* 1938)
- 20. Februar: Helmut Ringelmann, deutscher Filmproduzent (* 1926)
- 25. Februar: Oswald Rathfelder, deutscher Naturwissenschaftler, Botaniker und Naturschützer (* 1922)
- 25. Februar: Suze Rotolo, US-amerikanische Künstlerin (* 1943)
- 27. Februar: Amparo Muñoz, spanische Schauspielerin (* 1954)
- 27. Februar: Necmettin Erbakan, türkischer Politiker (* 1926)
- 28. Februar: Annie Girardot, französische Schauspielerin (* 1931)
- 28. Februar: Jane Russell, US-amerikanische Schauspielerin (* 1921)

### März
- 04. März: Simon van der Meer, niederländischer Physiker und Nobelpreisträger (* 1925)
- 04. März: Alenoush Terian, iranische Physikerin und Astronomin (* 1920)
- 05. März: Wolfgang Amberger, deutscher Schauspieler, Regisseur, Oberspielleiter und Autor (* 1939)
- 06. März: Agnes-Marie Grisebach, deutsche Schriftstellerin (* 1913)
- 09. März: Adulf Peter Goop, Liechtensteiner Rechtsberater, Heimatkundler und Mäzen (* 1921)
- 10. März: Günter Gollasch, deutscher Klarinettist und Bandleader (* 1923)
- 10. März: Ralf Schüler, deutscher Architekt (* 1930)
- 12. März: Günter Amendt, deutscher Sozialwissenschaftler und Autor (* 1939)
- 12. März: Dietmar Mues, deutscher Schauspieler, Sprecher und Autor (* 1945)
- 13. März: Andreas Franz, deutscher Schriftsteller (* 1954)
- 14. März: Joachim Auth, deutscher Physiker (* 1930)
- 15. März: Nate Dogg, US-amerikanischer Sänger und Musiker (* 1969)
- 18. März: Warren Christopher, US-amerikanischer Diplomat, Politiker und Jurist (* 1925)
- 18. März: Wolfgang Spier, deutscher Regisseur, Schauspieler, Synchronsprecher und Moderator (* 1920)
- 19. März: Patrick Vincent Ahern, US-amerikanischer Geistlicher und Weihbischof (* 1919)
- 19. März: Knut, deutscher Eisbär (* 2006)
- 19. März: Gustav Lantschner, österreichisch-deutscher Skirennläufer und Kameramann (* 1910)
- 20. März: Kurt Hauenstein, österreichischer Musiker (* 1949)
- 21. März: Nikolai Jefimowitsch Andrianow, sowjetischer Kunstturner (* 1952)
- 23. März: José Argüelles, mexikanisch-US-amerikanischer Maler und Schriftsteller (* 1939)
- 23. März: Elizabeth Taylor, US-amerikanisch-britische Filmschauspielerin (* 1932)
- 29. März: Hans-Jürgen Ambrosius, deutscher Gewerkschaftsfunktionär (* 1940)
- 30. März: Kurt Weidemann, deutscher Grafikdesigner und Typograf (* 1922)

### April
- 01. April: Gerhard Gebken, deutscher Jurist und Bundeswehrdisziplinaranwalt (* 1949)
- 04. April: John H. Adler, US-amerikanischer Politiker (* 1959)
- 04. April: Witta Pohl, deutsche Schauspielerin (* 1937)
- 04. April: Bronisław Kazimierz Przybylski, polnischer Komponist und Musikpädagoge (* 1941)
- 05. April: Baruch Samuel Blumberg, US-amerikanischer Mediziner und Nobelpreisträger (* 1925)
- 05. April: Ange-Félix Patassé, Präsident der Zentralafrikanischen Republik (* 1937)
- 08. April: Eva Afuhs, österreichische Künstlerin (* 1954)
- 09. April: Sidney Lumet, US-amerikanischer Filmregisseur (* 1924)
- 11. April: La Esterella, flämische Sängerin (* 1919)
- 11. April: Graciela Naranjo, venezolanische Sängerin und Schauspielerin (* 1916)
- 14. April: William Lipscomb, US-amerikanischer Chemiker und Nobelpreisträger (* 1919)
- 19. April: Elisabeth Sladen, britische Schauspielerin (* 1946)
- 19. April: Grete Waitz, norwegische Leichtathletin (* 1953)
- 20. April: Antonio Tauriello, argentinischer Komponist, Dirigent und Pianist (* 1931)
- 21. April: Harold Garfinkel, US-amerikanischer Soziologe (* 1917)
- 22. April: Siegfried Voß, deutscher Schauspieler (* 1940)
- 24. April: Marie-France Pisier, französische Schauspielerin (* 1944)
- 27. April: Willem Albert Wagenaar, niederländischer Rechtspsychologe (* 1941)
- 28. April: Erhard Loretan, Schweizer Bergsteiger (* 1959)
- 30. April: Ernesto Sabato, argentinischer Schriftsteller (* 1911)

### Mai
- 01. Mai: Claude Bobrowski, französischer Automobilrennfahrer (* 1931)
- 01. Mai: Gene Gossage, US-amerikanischer American-Football-Spieler (* 1935)
- 02. Mai: Osama bin Laden, Terrorist (* 1957 oder 1958)
- 05. Mai: Arthur Laurents, US-amerikanischer Autor (* 1917)
- 06. Mai: Gunter Sachs, deutsch-schweizerischer Fotograf, Kunstsammler und Playboy (* 1932)
- 06. Mai: Willy Schäfer, deutscher Schauspieler (* 1933)
- 07. Mai: Johnny Albino, puerto-ricanischer Bolerosänger (* 1919)
- 07. Mai: Severiano Ballesteros, spanischer Profigolfer (* 1957)
- 07. Mai: Willard Boyle, kanadischer Physiker und Nobelpreisträger (* 1924)
- 12. Mai: Charles F. Haas, US-amerikanischer Film- und Fernsehregisseur (* 1913)
- 13. Mai: Bernard Greenhouse, US-amerikanischer Cellist und Musikpädagoge (* 1916)
- 18. Mai: Klaus Buciek, deutscher Jurist (* 1952)
- 19. Mai: Garret FitzGerald, irischer Politiker (* 1926)
- 20. Mai: Randall Mario Poffo, bekannt als „Macho Man“ Randy Savage, US-amerikanischer Wrestler (* 1952)
- 23. Mai: Fritz Schediwy, deutscher Schauspieler (* 1943)
- 25. Mai: Leonora Carrington, britisch-mexikanische Malerin und Schriftstellerin (* 1917)
- 27. Mai: Gil Scott-Heron, US-amerikanischer Musiker und Dichter (* 1949)
- 28. Mai: Alys Robi, kanadische Sängerin (* 1923)
- 28. Mai: Luigi Valenzano, italienischer Automobilrennfahrer (* 1920)
- 29. Mai: Sergei Bagapsch, abchasischer Politiker (* 1949)
- 30. Mai: Biagio Agnes, italienischer Journalist (* 1928)
- 30. Mai: Rosalyn Yalow, US-amerikanische Physikerin, Nuklearmedizinerin und Nobelpreisträgerin (* 1921)
- 31. Mai: Pauline Betz, US-amerikanische Tennisspielerin (* 1919)
- 31. Mai: Hans Keilson, deutsch-niederländischer Arzt, Psychoanalytiker und Schriftsteller (* 1909)
- 31. Mai: Andy Robustelli, US-amerikanischer American-Football-Spieler (* 1925)
- 31. Mai: Klaus Dieter Seybold, deutscher evangelischer Pfarrer und Alttestamentler (* 1936)

### Juni
- 02. Juni: Erika Streit, Schweizer Malerin, Grafikerin und Zeichnerin (* 1910)
- 03. Juni: James Arness, US-amerikanischer Schauspieler (* 1923)
- 03. Juni: John Henry Johnson, US-amerikanischer American-Football-Spieler (* 1929)
- 03. Juni: Jack Kevorkian, US-amerikanischer Mediziner (* 1928)
- 03. Juni: José Rosinski, französischer Automobilrennfahrer und Journalist (* 1936)
- 04. Juni: Dimi Mint Abba, mauretanische Musikerin (* 1958)
- 04. Juni: Curth Flatow, deutscher Bühnen- und Drehbuchautor (* 1920)
- 07. Juni: Jorge Semprún, spanischer Schriftsteller (* 1923)
- 10. Juni: Bernhard Heisig, deutscher Maler (* 1925)
- 10. Juni: Franz Reitz, deutscher Radrennfahrer (* 1929)
- 12. Juni: René Audet, kanadischer Bischof (* 1920)
- 12. Juni: John Hospers, US-amerikanischer Philosophieprofessor (* 1918)
- 14. Juni: Milivoj Ašner, kroatischer Polizeichef in Požega (* 1913)
- 14. Juni: Peter Schamoni, deutscher Filmregisseur und -produzent (* 1934)
- 18. Juni: Jelena Bonner, russische Politikerin und Dissidentin (* 1923)
- 18. Juni: Clarence Clemons, US-amerikanischer Musiker (* 1942)
- 23. Juni: Peter Falk, US-amerikanischer Schauspieler (* 1927)
- 23. Juni: Christiane Desroches-Noblecourt, französische Ägyptologin (* 1913)
- 25. Juni: Friedrich Adrario, österreichischer Offizier der Wehrmacht und des österreichischen Bundesheeres (* 1918)
- 30. Juni: Emil Petrovics, ungarischer Komponist (* 1930)
- 30. Juni: Georg Sterzinsky, deutscher Erzbischof und Kardinal (* 1936)
- 000Juni: Guy Amouretti, französischer Tischtennisspieler (* 1925)

### Juli
- 01. Juli: Jean-Louis Rosier, französischer Autorennfahrer (* 1925)
- 03. Juli: Anna Massey, britische Schauspielerin (* 1937)
- 04. Juli: Otto von Habsburg, deutsch-österreichischer Politiker (* 1912)
- 05. Juli: Mika Myllylä, finnischer Skilangläufer (* 1969)
- 05. Juli: Cy Twombly, US-amerikanischer Maler und Objektkünstler (* 1928)
- 07. Juli: Ekke Lindermann, deutscher Eishockeytorwart (* 1942)
- 08. Juli: Betty Ford, US-amerikanische Präsidentengattin (* 1918)
- 08. Juli: Gordon Krunnfusz, US-amerikanischer Komponist und Musikpädagoge (* 1931)
- 10. Juli: Pierrette Alarie, kanadische Sängerin und Gesangspädagogin (* 1921)
- 11. Juli: Hans-Georg Arlt, deutscher Violinist (* 1927)
- 13. Juli: Heinz Reincke, deutscher Schauspieler und Synchronsprecher (* 1925)
- 14. Juli: Leo Kirch, deutscher Medienunternehmer (* 1926)
- 15. Juli: Friedrich Wilhelm Schnitzler, deutscher Landwirt, Politiker, Manager und Unternehmer (* 1928)
- 16. Juli: Forrest Blue, US-amerikanischer American-Football-Spieler (* 1945)
- 17. Juli: Juan Arza Íñigo, spanischer Fußballspieler und -trainer (* 1923)
- 20. Juli: Lucian Freud, britischer Maler (* 1922)
- 22. Juli: Tore Eikeland, norwegischer Politiker (* 1990)
- 23. Juli: Amy Winehouse, britische Sängerin (* 1983)
- 25. Juli: Michael Cacoyannis, griechischer Filmregisseur (* 1922)
- 27. Juli: Ágota Kristóf, ungarisch-schweizerische Schriftstellerin (* 1935)
- 28. Juli: Bernd Clüver, deutscher Schlagersänger (* 1948)
- 28. Juli: Dieter Kern, deutscher Automobilrennfahrer (* 1938)
- 29. Juli: Nella Martinetti, schweizerische Sängerin (* 1946)
- 31. Juli: Richard Bond, britischer Autorennfahrer (* 1939)

### August
- 02. August: Baruj Benacerraf, US-amerikanischer Mediziner und Nobelpreisträger (* 1920)
- 02. August: Attilio Pavesi, italienischer Radrennfahrer (* 1910)
- 03. August: Louise Behrend, US-amerikanische Geigerin und Musikpädagogin (* 1916)
- 04. August: Hans Barth, deutscher Publizist und Wissenschaftsautor (* 1934)
- 06./7. August: Walter Dostal, österreichischer Ethnologe (* 1928)
- 08. August: Joaquín Jiménez Maxwell, dominikanischer Journalist, Rundfunksprecher und -Direktor (* 1935)
- 09. August: Dietmar Sauermann, deutscher Volkskundler (* 1937)
- 09. August: Werner W. Wallroth, deutscher Filmregisseur (* 1930)
- 11. August: Bob Zimny, US-amerikanischer American-Football-Spieler (* 1921)
- 14. August: Friedrich Schoenfelder, deutscher Schauspieler (* 1916)
- 15. August: Morgan Sterne, US-amerikanischer Schauspieler (* 1926)
- 16. August: Verena Wiet, deutsche Synchronsprecherin und Schauspielerin (* 1925)
- 18. August: Ronny, deutscher Schlagersänger, Komponist und Produzent (* 1930)
- 19. August: Raúl Ruiz, chilenisch-französischer Filmregisseur (* 1941)
- 22. August: Loriot (Vicco von Bülow), deutscher Humorist, Zeichner, Autor und Schauspieler (* 1923)
- 22. August: Nickolas Ashford, US-amerikanischer Songwriter und Produzent (* 1942)
- 24. August: Josy Doyon-Hofstetter, Schweizer Bäuerin und Schriftstellerin (* 1932)
- 25. August: Lazar Mojsov, jugoslawischer Journalist, Politiker und Diplomat (* 1920)
- 30. August: Winfried Baer, deutscher Kunsthistoriker (* 1933)
- 31. August: Rosel Zech, deutsche Schauspielerin (* 1940)
- 31. August: Wade Belak, kanadischer Eishockeyspieler (* 1976)

### September
- 02. September: Herbert Mataré, deutscher Physiker (* 1912)
- 03. September: Lara Petra Andriessen, deutsche Schriftstellerin (* 1956)
- 04. September: Lee Roy Selmon, US-amerikanischer American-Football-Spieler (* 1954)
- 05. September: Egon Lutz, Schriftsetzer, Redakteur und Politiker (* 1934)
- 06. September: Hans Apel, deutscher Politiker (* 1932)
- 07. September: Pavol Demitra, Ruslan Salej, Kārlis Skrastiņš, Robert Dietrich und 32 weitere Mitglieder der Eishockeymannschaft Lokomotive Jaroslawl (Flugzeugabsturz bei Jaroslawl)
- 09. September: Hassan Aref, ägyptisch-US-amerikanischer Ingenieur und Physiker (* 1950)
- 09. September: Valentin Braitenberg, italienischer Kybernetiker und Schriftsteller (* 1926)
- 09. September: Horst Fuhrmann, deutscher Historiker (* 1926)
- 10. September: Cliff Robertson, US-amerikanischer Schauspieler (* 1923)
- 11. September: Karl-Eddi Armgort, deutscher Politiker (* 1925)
- 12. September: Alexander Saidgerejewitsch Galimow, russischer Eishockeyspieler (* 1985)
- 13. September: Walter Bonatti, italienischer Alpinist, Bildreporter und Autor (* 1930)
- 13. September: Arno Fischer, deutscher Fotograf (* 1927)
- 13. September: Helmut Frenz, deutscher evangelischer Bischof und Menschenrechtsaktivist (* 1933)
- 13. September: Richard Hamilton, britischer Maler und Grafiker (* 1922)
- 14. September: Rudolf Mößbauer, deutscher Physiker und Nobelpreisträger (* 1929)
- 18. September: Kurt Sanderling, deutscher Dirigent (* 1912)
- 19. September: Ctirad Kohoutek, tschechischer Komponist, Musikpädagoge und -wissenschaftler (* 1929)
- 20. September: Burhānuddin Rabbāni, afghanischer Politiker (* 1940)
- 21. September: Paulette Dubost, französische Schauspielerin (* 1910)
- 22. September: Aristides Pereira, kap-verdischer Politiker (* 1923)
- 24. September: Paul Mikat, deutscher Rechtswissenschaftler und Politiker (* 1924)
- 25. September: Wangari Maathai, kenianische Wissenschaftlerin, Politikerin und Friedensnobelpreisträgerin (* 1940)
- 28. September: Maple Batalia, indisch-kanadische Schauspielerin (* 1992)
- 28. September: Fernando Bernabé Agüero Rocha, nicaraguanischer Politiker (* 1920)
- 29. September: Hella Haasse, niederländische Schriftstellerin (* 1918)
- 29. September: Philip Hannan, Erzbischof von New Orleans (* 1913)
- 30. September: Ralph M. Steinman, kanadischer Immunologe und Nobelpreisträger (* 1943)

### Oktober
- 02. Oktober: Peter Przygodda, deutscher Filmeditor und Filmregisseur (* 1941)
- 05. Oktober: Steve Jobs, US-amerikanischer IT-Unternehmer (* 1955)
- 07. Oktober: Ramiz Alia, albanischer Politiker (* 1925)
- 10. Oktober: Gorgen Ray Aghayan, persischer Kostümdesigner (* 1928)
- 11. Oktober: Jerachmi’el Assa, israelischer Politiker (* 1919)
- 12. Oktober: Heinz Bennent, deutscher Schauspieler (* 1921)
- 12. Oktober: Dennis Ritchie, US-amerikanischer Informatiker, Mitentwickler von C (* 1941)
- 15. Oktober: Ueli Prager, Schweizer Gastronomieunternehmer (* 1916)
- 16. Oktober: Dan Wheldon, britischer Automobilrennfahrer (* 1978)
- 17. Oktober: Manfred Gerlach, deutscher Politiker (DDR) (* 1928)
- 18. Oktober: Friedrich Kittler, deutscher Literaturwissenschaftler und Medientheoretiker (* 1943)
- 20. Oktober: Muammar al-Gaddafi, Staatschef von Libyen (1969–2011) (* 1942)
- 20. Oktober: Claude Delarue, Schweizer und französischer Schriftsteller, Literaturkritiker und Verlagsmitarbeiter (* 1944)
- 22. Oktober: Edmundo Ros, trinidadischer Orchesterleiter (* 1910)
- 23. Oktober: Herbert A. Hauptman, US-amerikanischer Mathematiker, Biophysiker und Nobelpreisträger (* 1917)
- 23. Oktober: John McCarthy, US-amerikanischer Logiker und Informatiker (* 1927)
- 23. Oktober: Marco Simoncelli, italienischer Motorradrennfahrer (* 1987)
- 28. Oktober: Jiří Gruša, tschechischer Schriftsteller und Diplomat (* 1938)
- 31. Oktober: Flórián Albert, ungarischer Fußballspieler (* 1941)
- 000Oktober: Marie-Paul Armand, französische Schriftstellerin (* 1946)

### November
- 01. November: Heinz Ludwig Arnold, deutscher Publizist (* 1940)
- 04. November: Rudolf Meimberg, deutscher Wirtschaftswissenschaftler und Hochschullehrer (* 1912)
- 04. November: Norman Ramsey, US-amerikanischer Physiker und Nobelpreisträger (* 1915)
- 06. November: Helmut Polensky, deutscher Automobilrennfahrer und Unternehmer (* 1915)
- 07. November: Lykke Aresin, deutsche Ärztin und Sexualwissenschaftlerin (* 1921)
- 07. November: Joe Frazier, US-amerikanischer Schwergewichtsboxer (* 1944)
- 07. November: Andrea True, US-amerikanische Pornodarstellerin und Sängerin (* 1943)
- 09. November: Har Gobind Khorana, indisch-US-amerikanischer Molekularbiologe und Nobelpreisträger (* 1922)
- 14. November: Franz Josef Degenhardt, deutscher Liedermacher und Schriftsteller (* 1931)
- 14. November: Jackie Leven, britischer Liederkomponist und Folk-Musiker (* 1950)
- 16. November: René Morel, französisch-amerikanischer Geigenbauer (* 1932)
- 19. November: Karl Aage Præst, dänischer Fußballspieler (* 1922)
- 20. November: Russell Garcia, US-amerikanischer Komponist und Arrangeur (* 1916)
- 20. November: Mario Martiradonna, italienischer Fußballspieler (* 1938)
- 22. November: Georg Kreisler, österreichisch-US-amerikanischer Musiker, Kabarettist, Komponist und Autor (* 1922)
- 22. November: Lynn Margulis, US-amerikanische Biologin (* 1938)
- 24. November: Ludwig Hirsch, österreichischer Liedermacher und Schauspieler (* 1946)
- 25. November: Wassili Alexejew, sowjetischer Gewichtheber (* 1942)
- 27. November: Ken Russell, britischer Filmregisseur (* 1927)
- 30. November: Zdeněk Miler, tschechischer Zeichentrickfilmer (* 1921)

### Dezember
- 01. Dezember: Christa Wolf, deutsche Schriftstellerin (* 1929)
- 03. Dezember: Vera F. Birkenbihl, deutsche Esoterikerin (* 1946)
- 04. Dezember: Sócrates, brasilianischer Fußballspieler (* 1954)
- 04. Dezember: Hubert Sumlin, US-amerikanischer Blues-Gitarrist (* 1931)
- 05. Dezember: Peter Gethin, britischer Automobilrennfahrer (* 1940)
- 07. Dezember: Josip Barković, kroatischer Schriftsteller, Drehbuchautor und Filmregisseur (* 1918)
- 07. Dezember: Harry Morgan, US-amerikanischer Schauspieler (* 1915)
- 08. Dezember: Gilbert Adair, britischer Schriftsteller (* 1944)
- 11. Dezember: Vasile Arvinte, rumänischer Romanist und Rumänist (* 1927)
- 11. Dezember: Hans Heinz Holz, deutscher Philosoph (* 1927)
- 13. Dezember: Anthony Amato, US-amerikanischer Operndirektor, Gründer und Leiter der Amato Opera (* 1920)
- 13. Dezember: Klaus-Dieter Sieloff, deutscher Fußballspieler (* 1942)
- 15. Dezember: Walter Giller, deutscher Schauspieler (* 1927)
- 15. Dezember: Christopher Hitchens, britisch-US-amerikanischer Autor und Kritiker (* 1949)
- 16. Dezember: Mark Kopytman, israelischer Komponist und Musikpädagoge (* 1929)
- 16. Dezember: Nicol Williamson, britischer Schauspieler (* 1936)
- 17. Dezember: Cesária Évora, kap-verdische Sängerin (* 1941)
- 17. Dezember: Kim Jong-il, nordkoreanischer Diktator (* 1941)
- 18. Dezember: Diego Febles, puerto-ricanischer Automobilrennfahrer (* 1929)
- 18. Dezember: Václav Havel, tschechischer Schriftsteller und Politiker (* 1936)
- 18. Dezember: Karl Hoffmann, deutscher Brigadegeneral (* 1938)
- 19. Dezember: George Athor Deng Dut, südsudanesischer Politiker (* 1962)
- 19. Dezember: Horst-Eberhard Richter, deutscher Psychoanalytiker, Sozialphilosoph und Autor (* 1923)
- 19. Dezember: Erwin Wirschaz, deutscher Schauspieler und Hörspielsprecher (* 1923)
- 21. Dezember: Jürgen Hentsch, deutscher Schauspieler (* 1936)
- 21. Dezember: Werner Otto, deutscher Unternehmer (* 1909)
- 24. Dezember: Johannes Heesters, niederländisch-österreichischer Schauspieler und Sänger (* 1903)
- 26. Dezember: Kennan Ranibok Adeang, nauruischer Politiker (* 1942)
- 26. Dezember: James Rizzi, US-amerikanischer Künstler (* 1950)
- 27. Dezember: Michael Dummett, britischer Philosoph und Logiker (* 1925)
- 29. Dezember: Leopold Hawelka, österreichischer Cafétier (* 1911)
- 30. Dezember: Ronald Searle, britischer Zeichner und Karikaturist (* 1920)

### Datum unbekannt
- Paul Berndt, deutscher Schauspieler (* 1932)
- Peter Böhmer, deutscher Tänzer und Schauspieler (* 1923)
- Mohammad Rahim Khushnawaz, afghanischer Rabābspieler (* 1943)
- Rudolf Moosbrugger-Leu (1923–2011), Schweizer Archäologe (* 1923)
- Hildi Schmidt Heins, deutsche Malerin, Bildhauerin und Fotografin (* 1915)
- Warren Lavorel, US-amerikanischer Diplomat (* 1935)

### Galerie der Verstorbenen

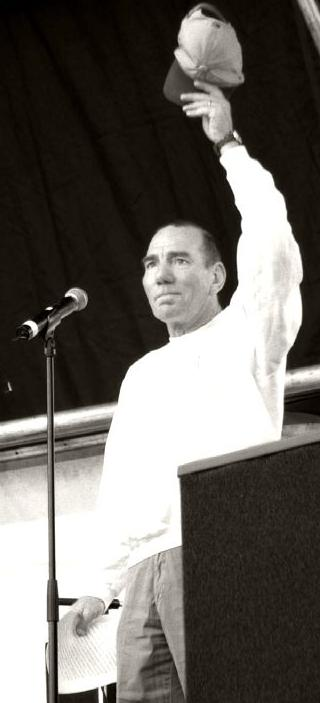
2. Januar: Pete Postlethwaite (2004)
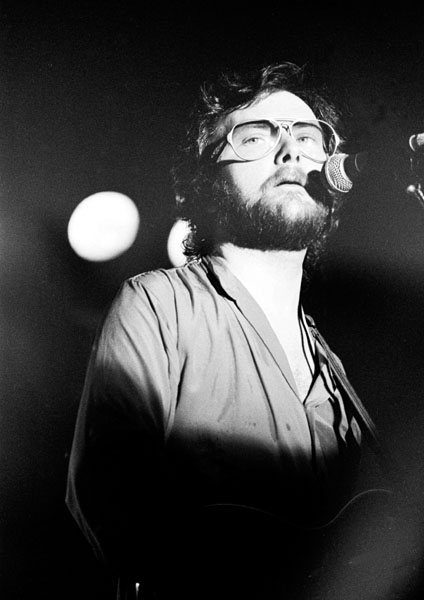
4. Januar: Gerry Rafferty (1980)
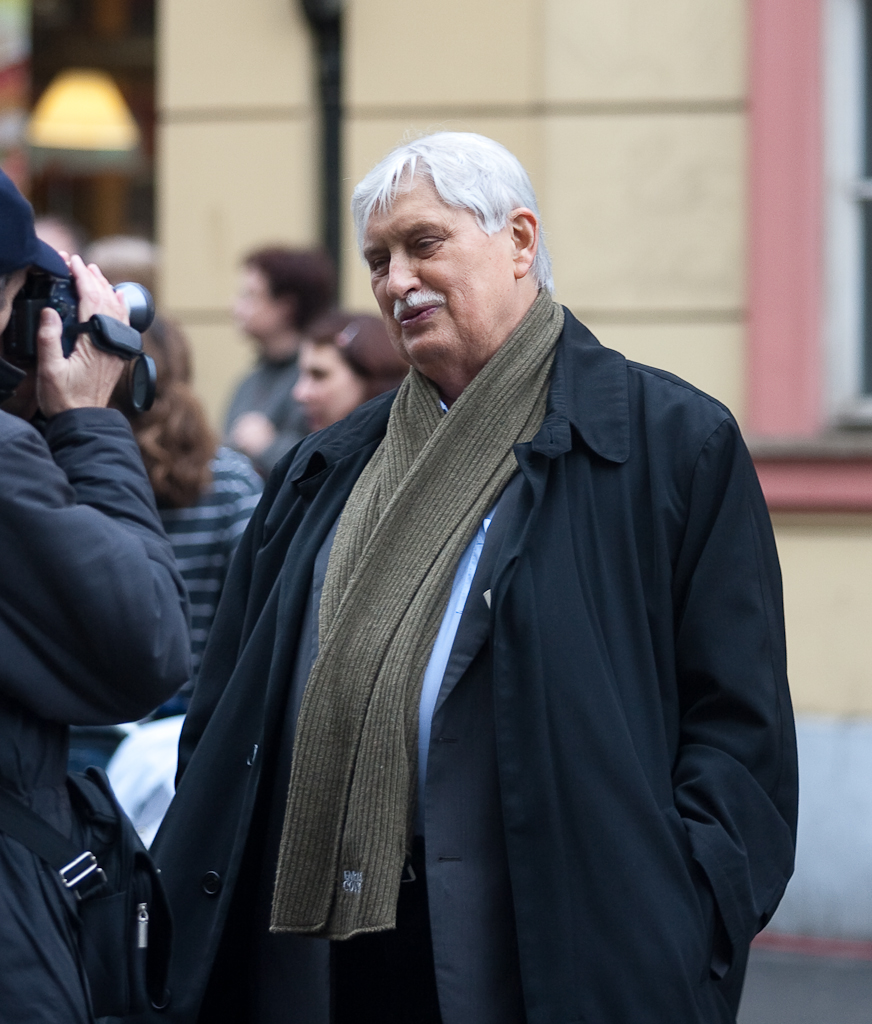
8. Januar: Jiří Dienstbier (2009)
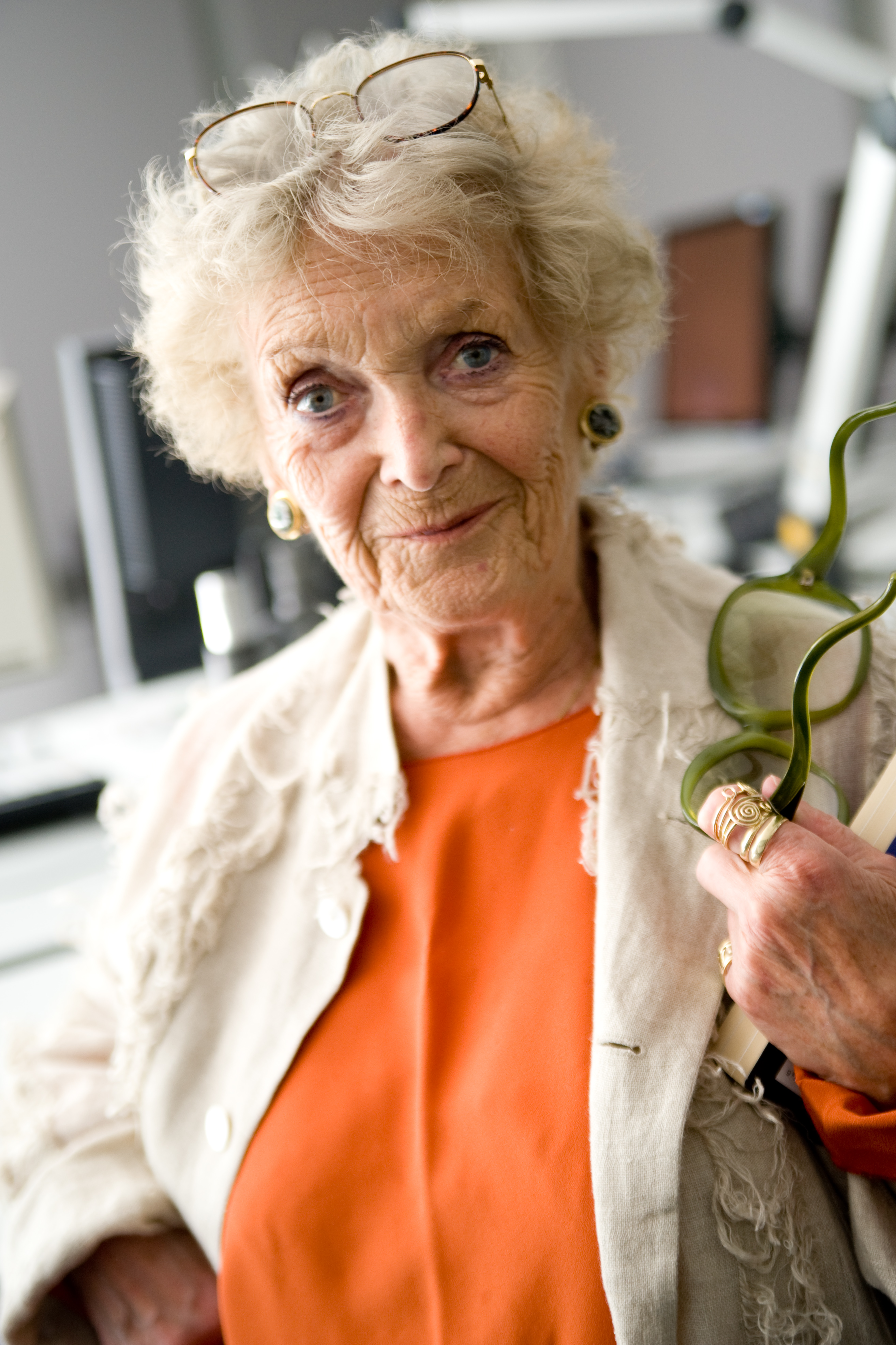
14. Januar: Stephanie Glaser (2009)
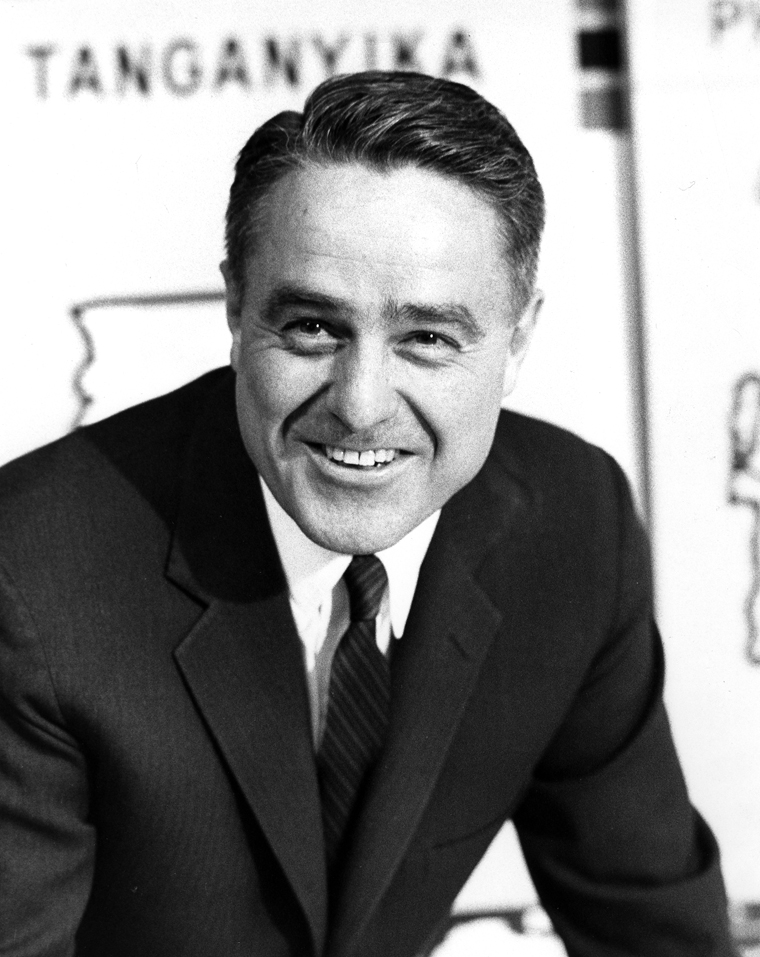
18. Januar: Sargent Shriver (1961)
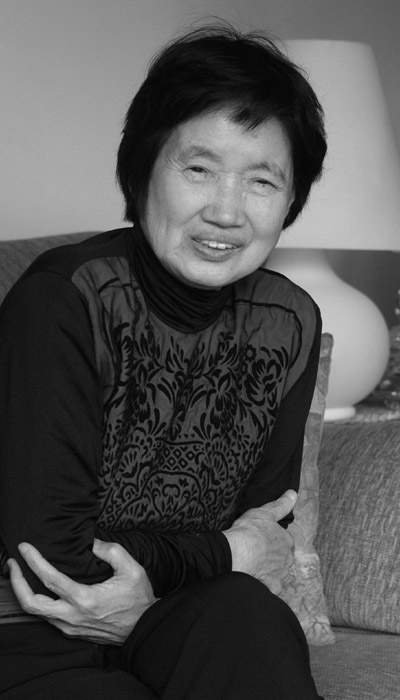
22. Januar: Pak Wanso (2004)
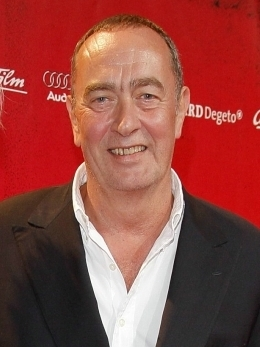
24. Januar: Bernd Eichinger (2008)
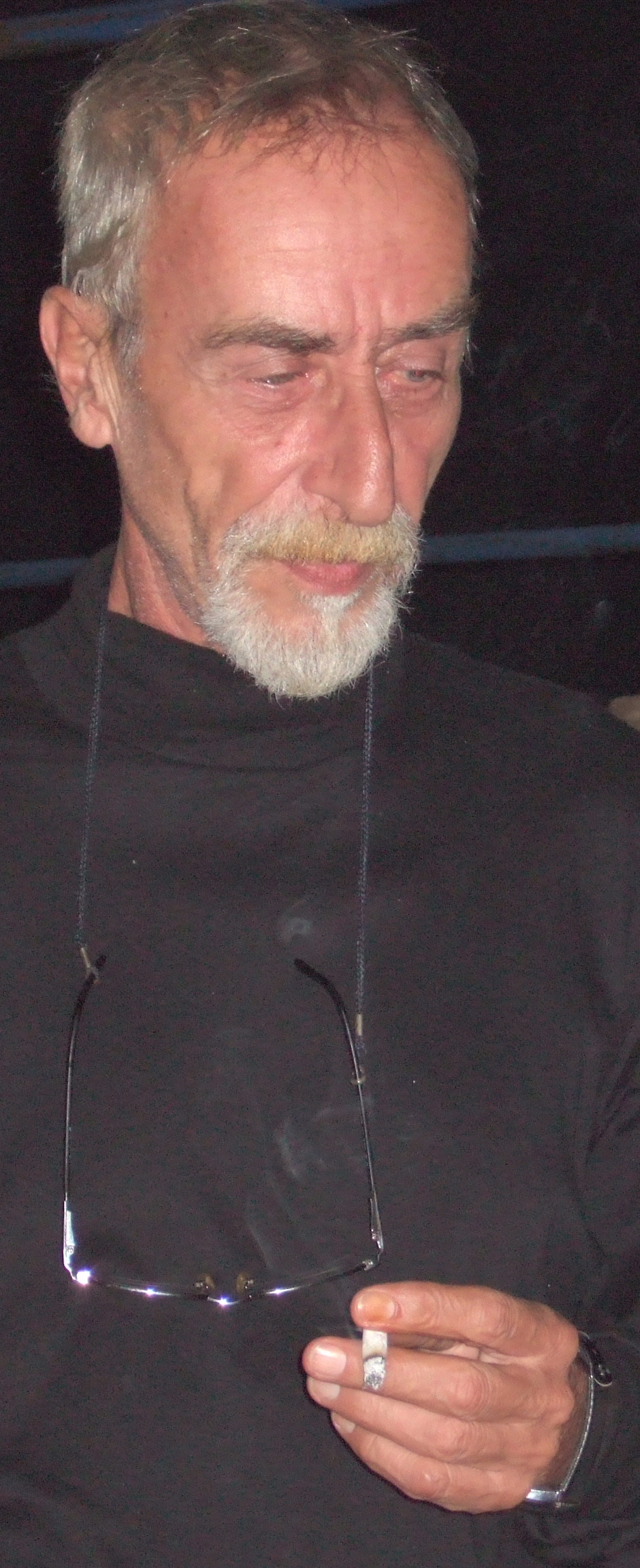
24. Januar: Peter-Paul Zahl (2006)
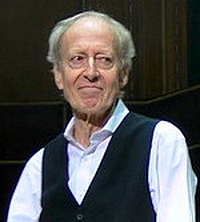
30. Januar: John Barry (2006)
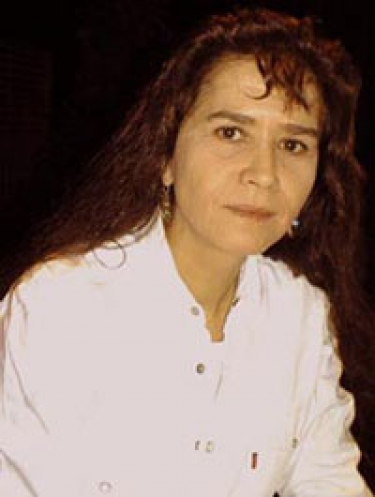
3. Februar: Maria Schneider (2001)
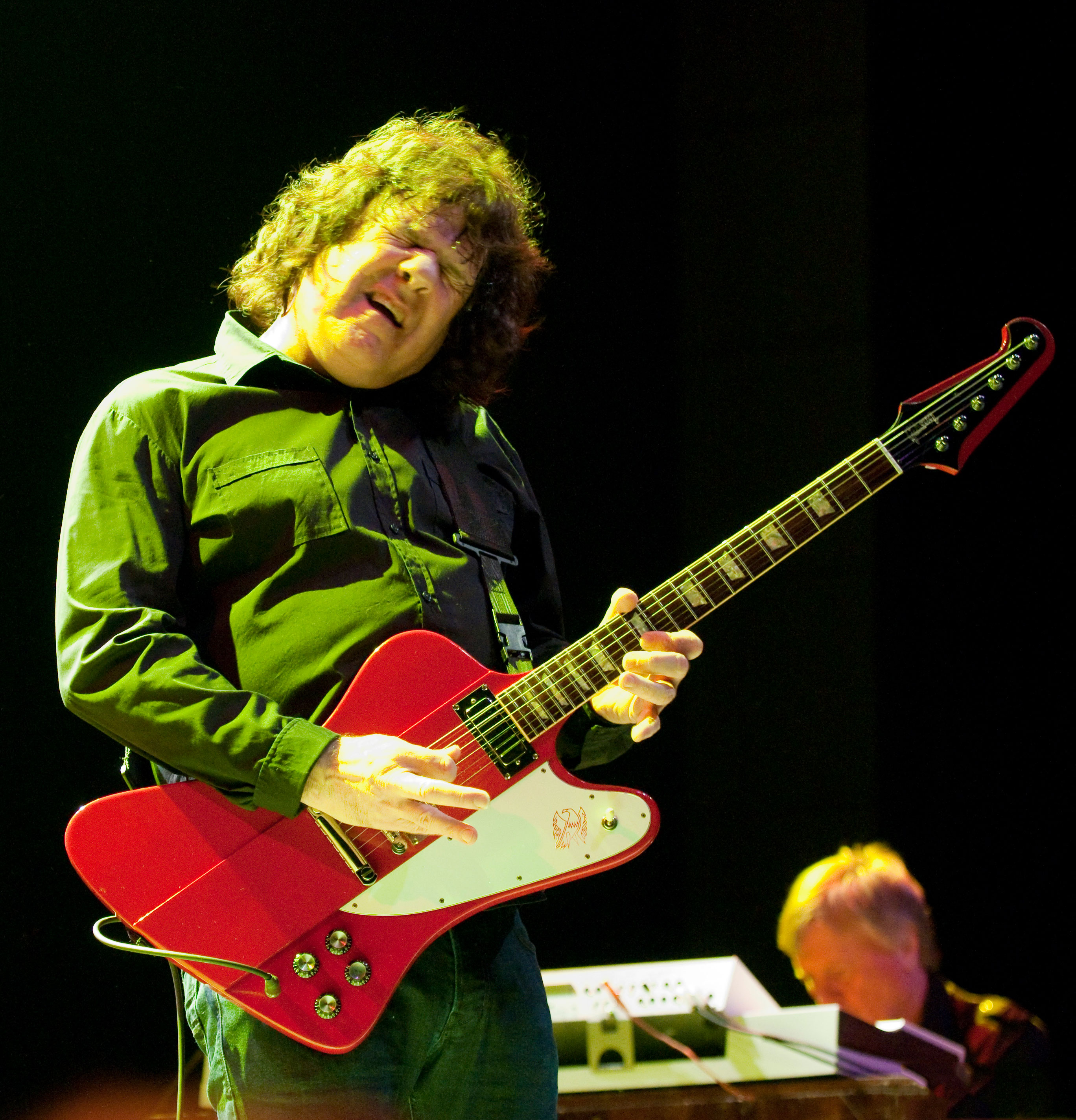
6. Februar: Gary Moore (2005)
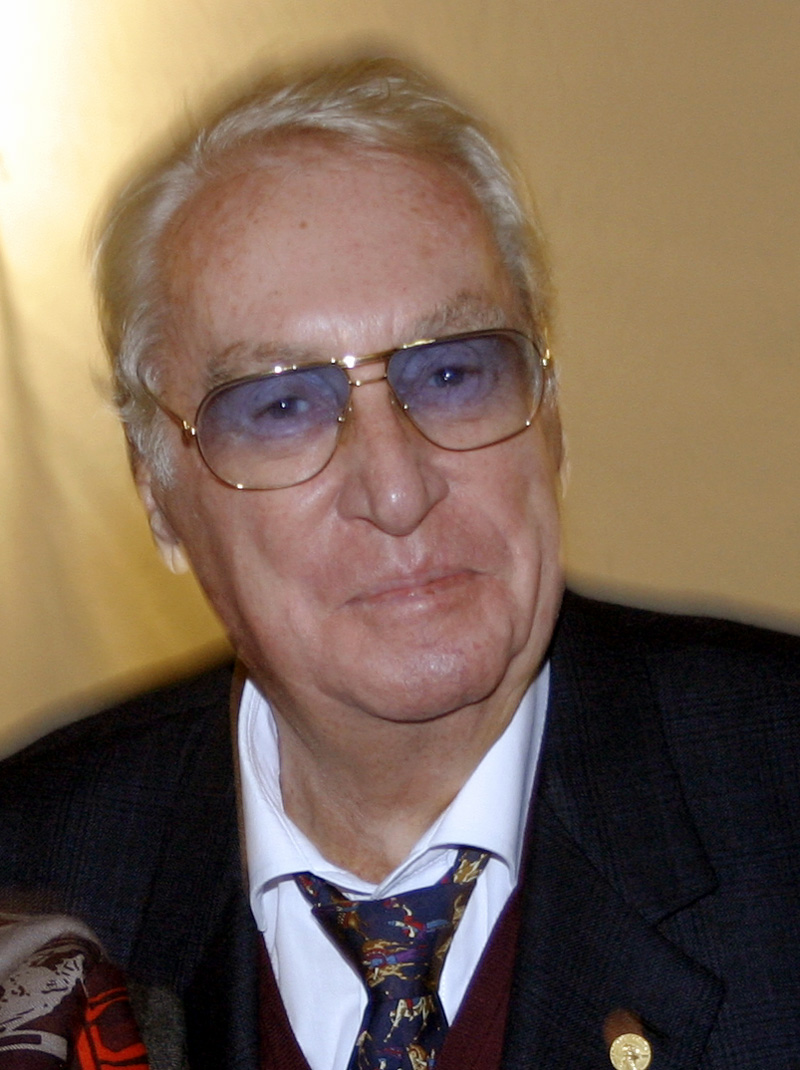
20. Februar: Helmut Ringelmann (2007)
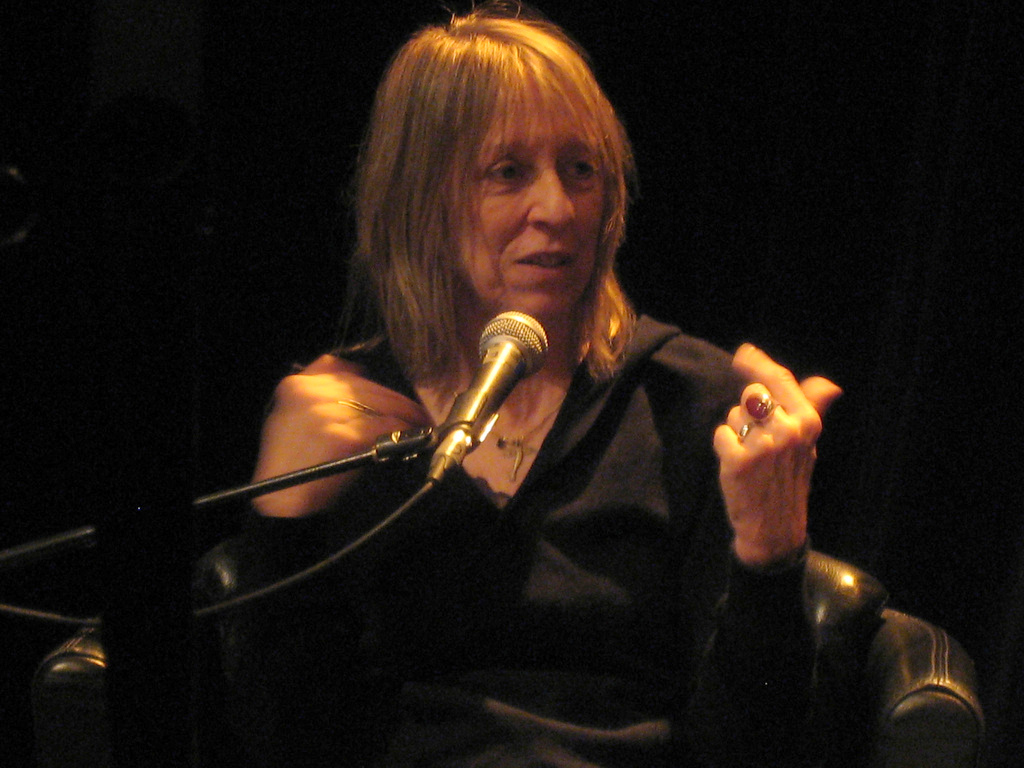
25. Februar: Suze Rotolo (2009)
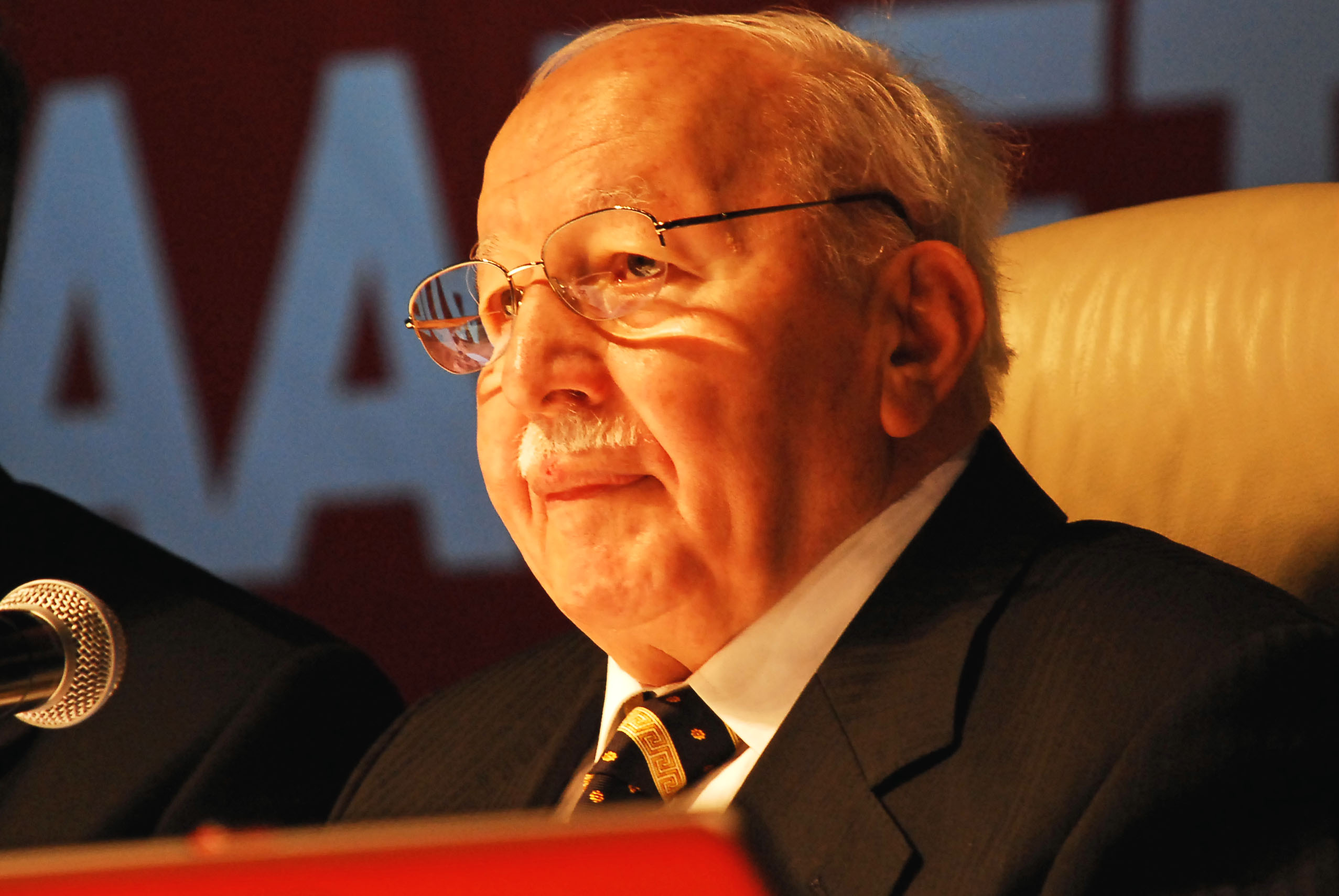
27. Februar: Necmettin Erbakan (2006)
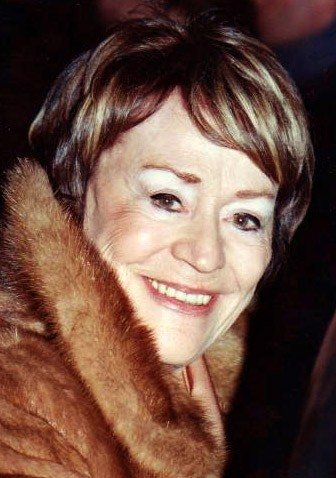
28. Februar: Annie Girardot (2005)
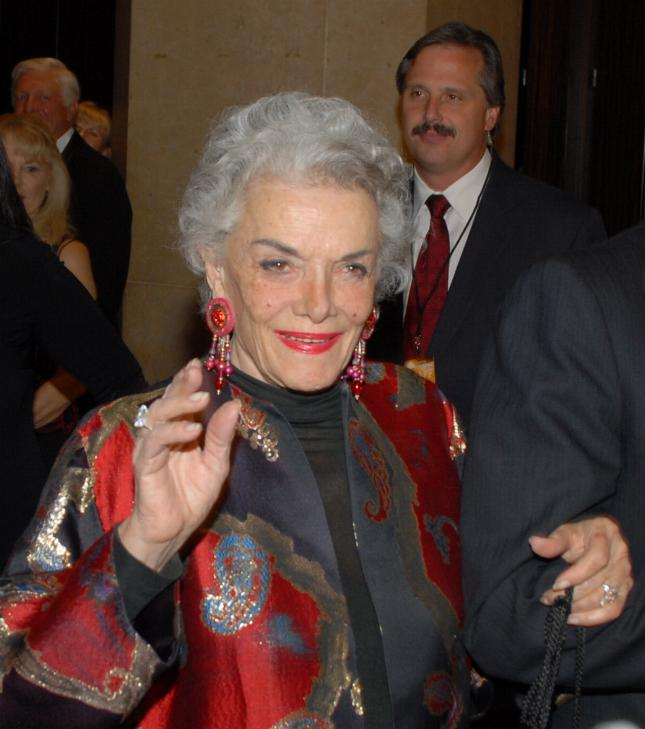
28. Februar: Jane Russell (2008)
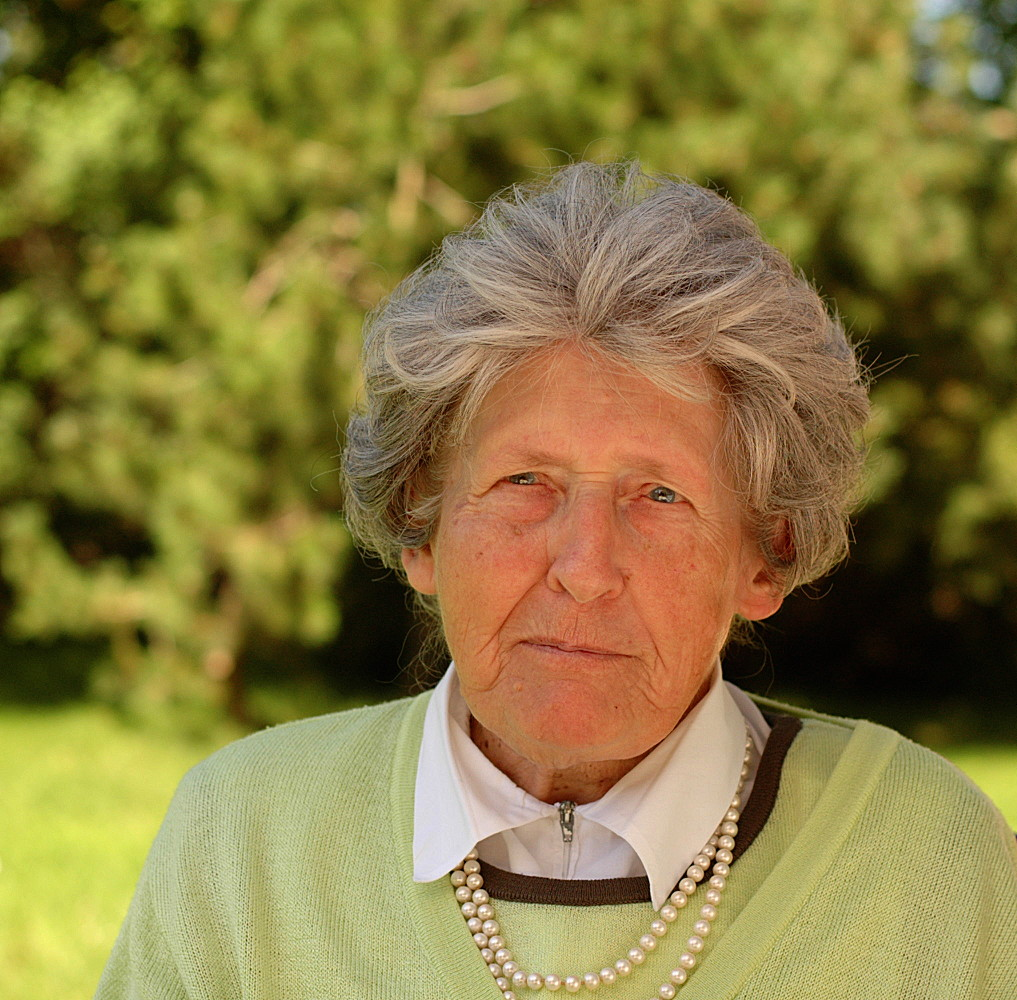
6. März: Agnes-Marie Grisebach (2005)
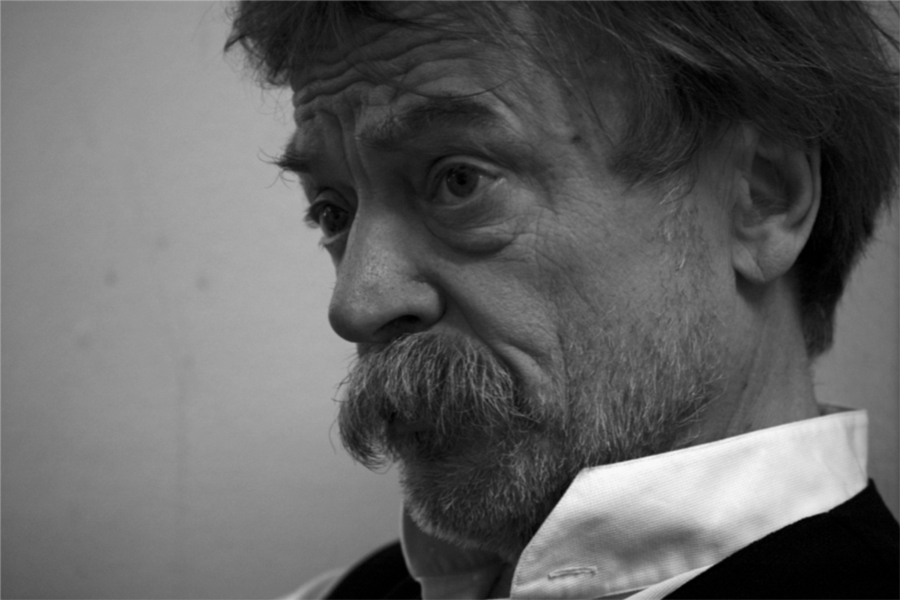
12. März: Dietmar Mues (2007)
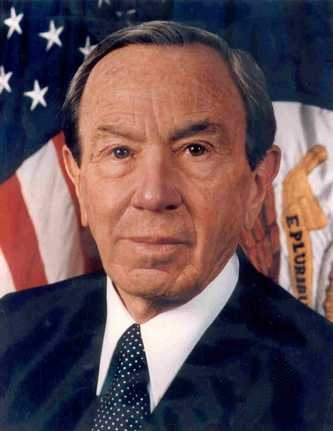
18. März: Warren Christopher (?)
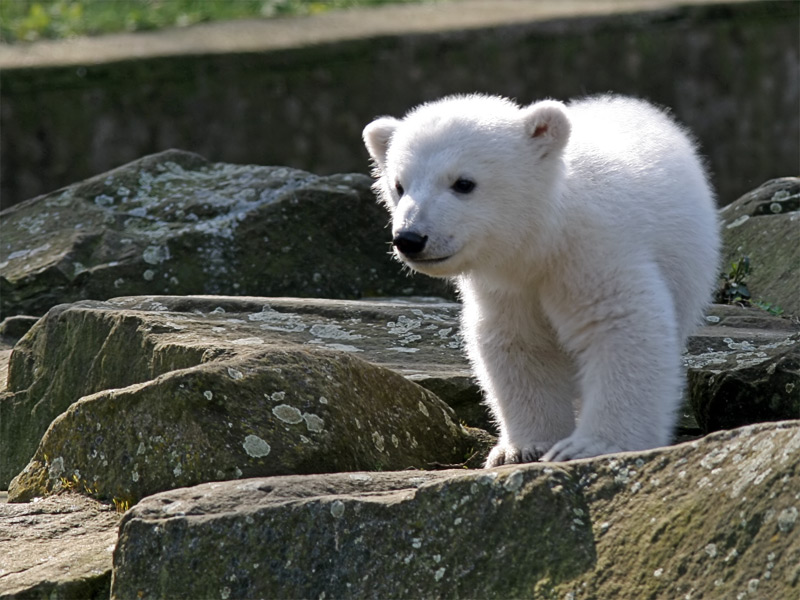
19. März: Knut (2007)
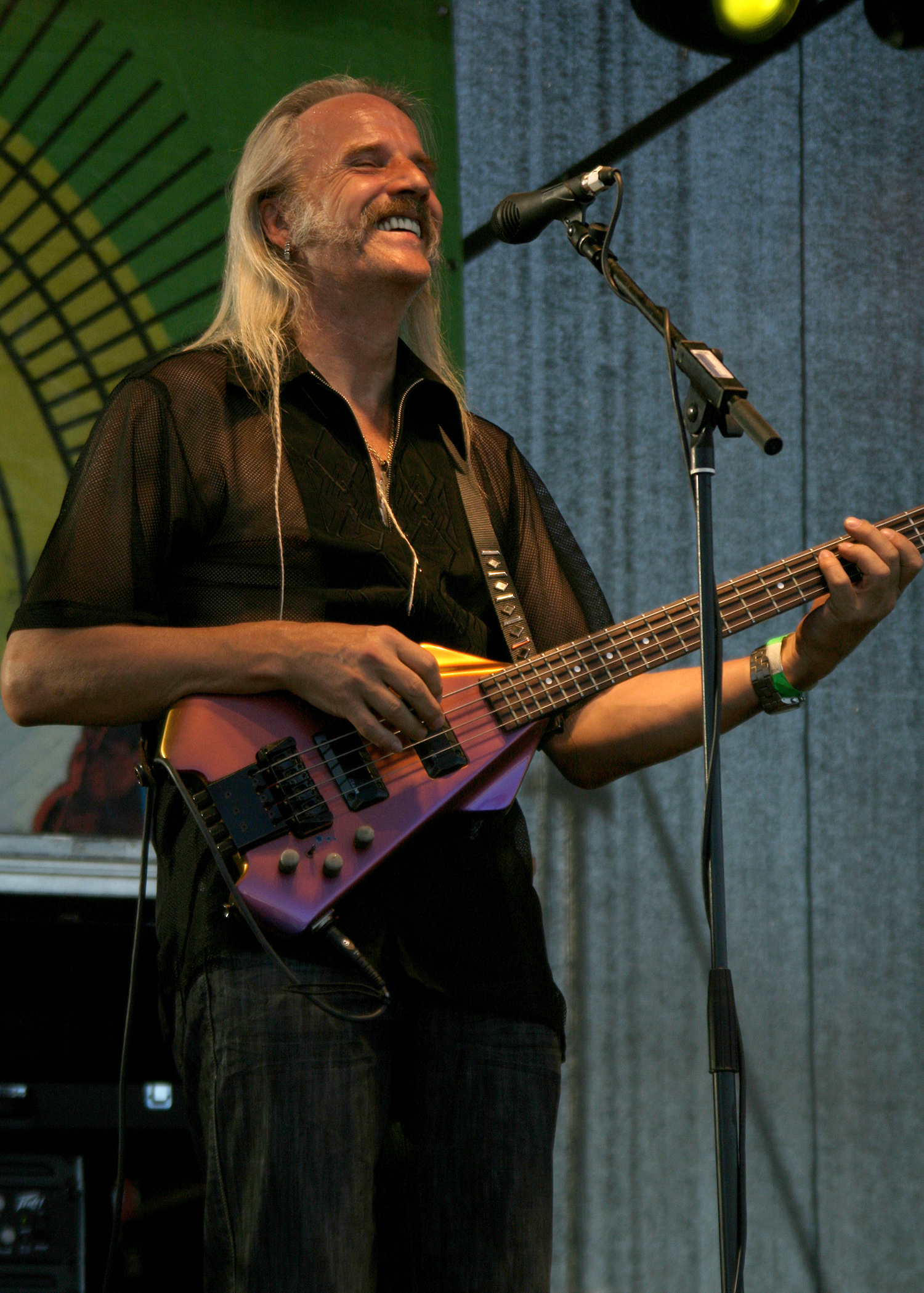
21. März: Kurt „Supermax“ Hauenstein (2008)
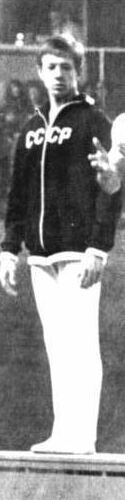
21. März: Nikolai Jefimowitsch Andrianow (1971)
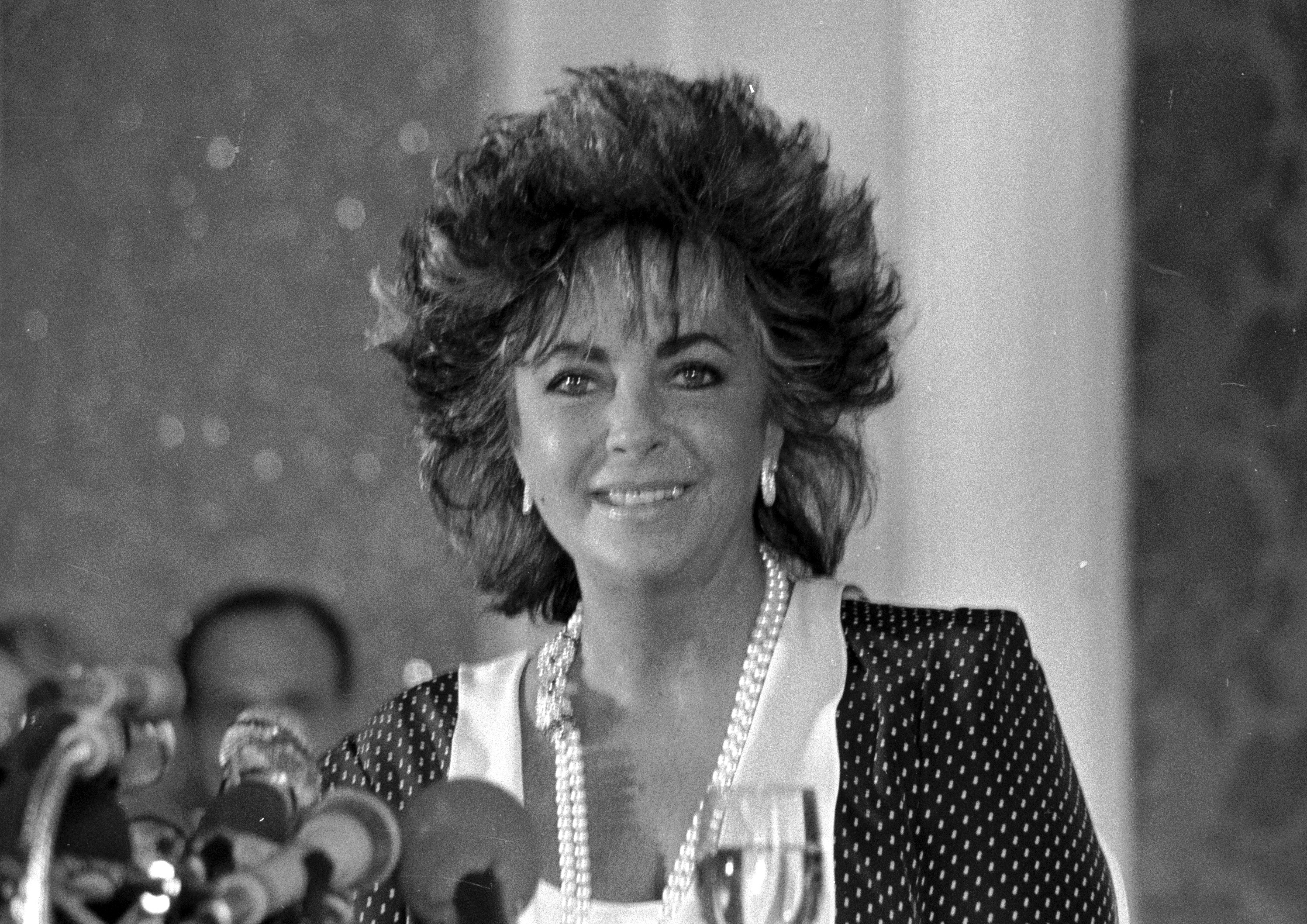
23. März: Elizabeth Taylor (1985)
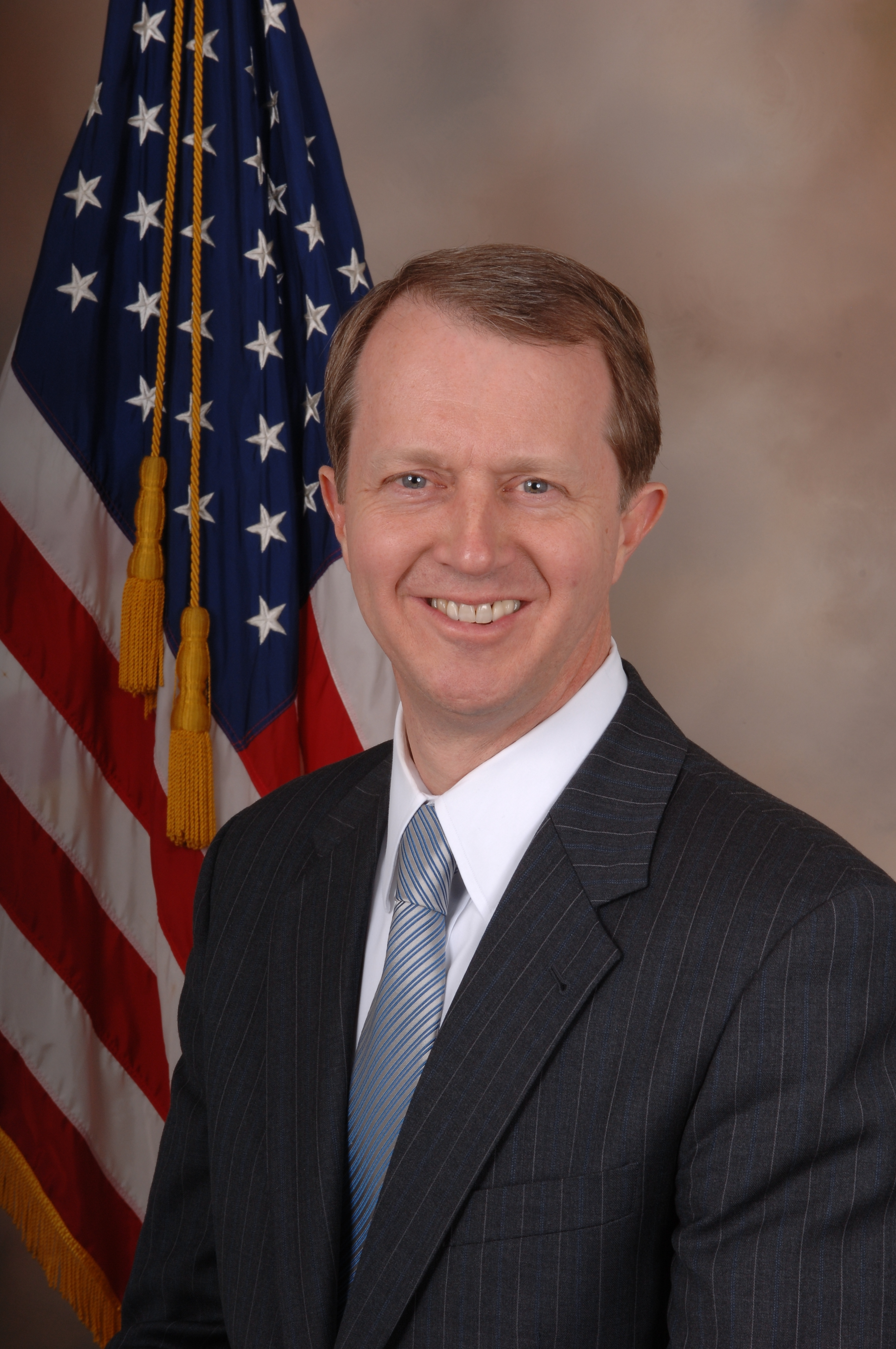
4. April: John Adler (?)
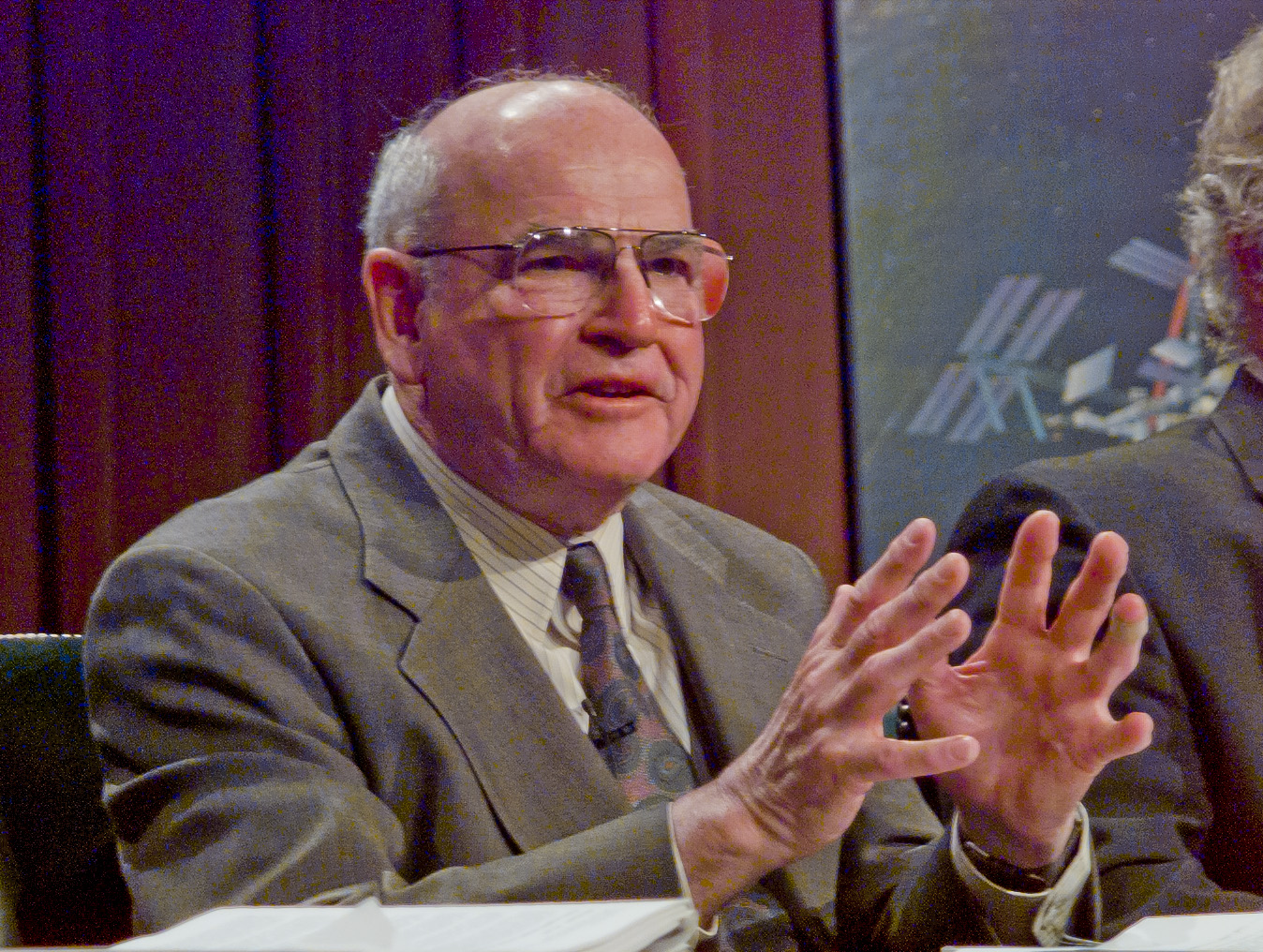
5. April: Baruch Samuel Blumberg (1999)
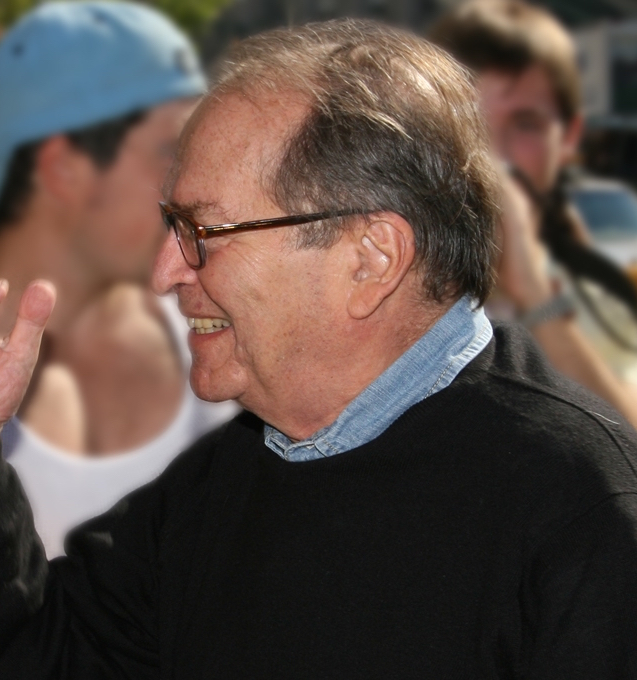
9. April: Sidney Lumet (2007)
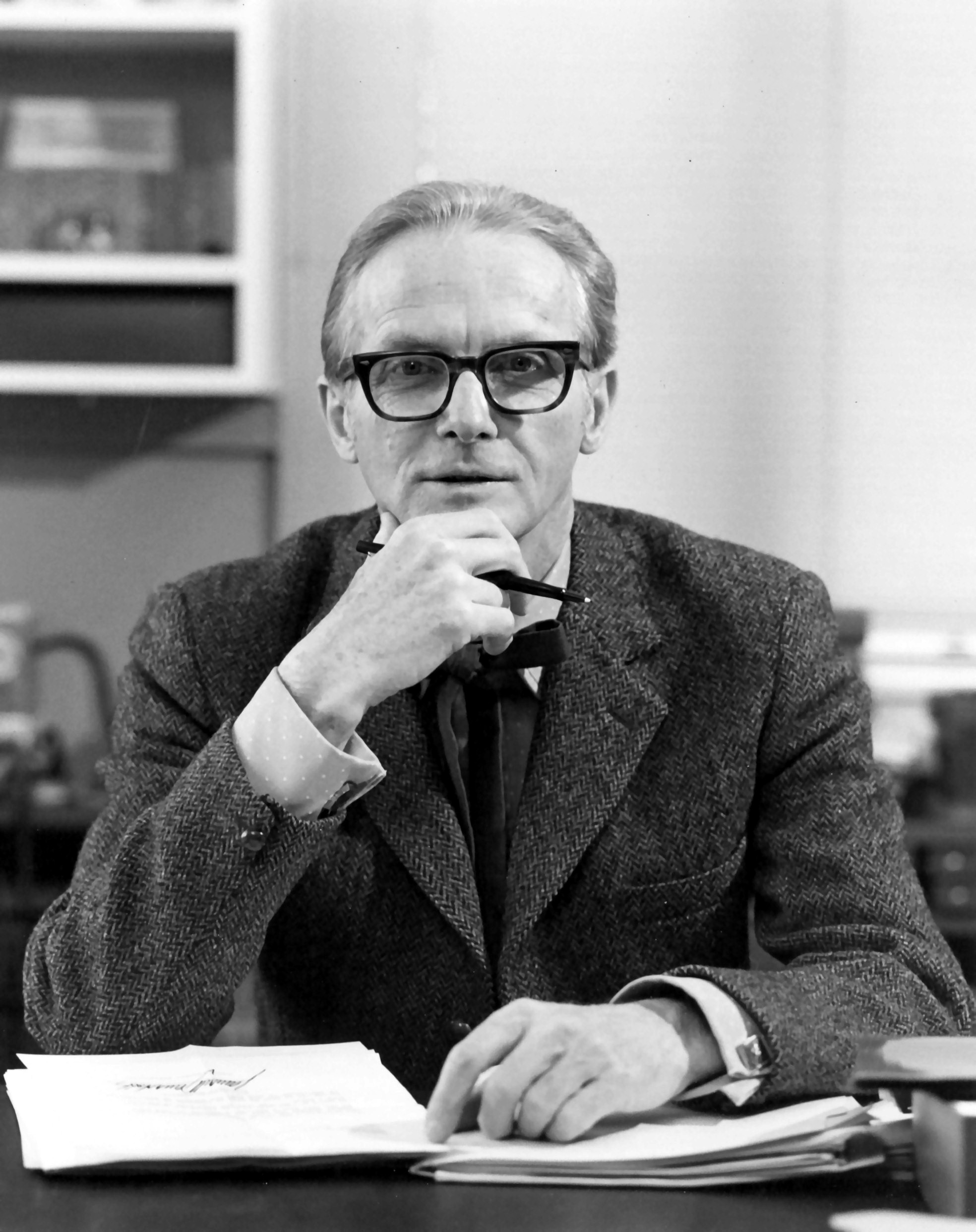
14. April: William Lipscomb (etwa 1980)
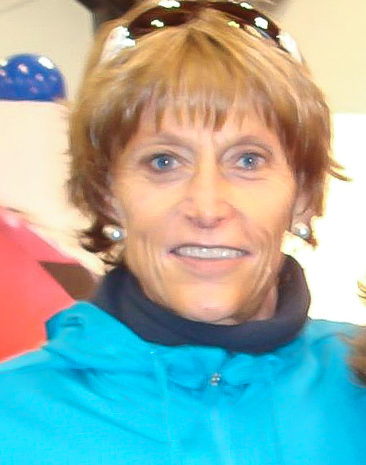
19. April: Grete Waitz (2010)
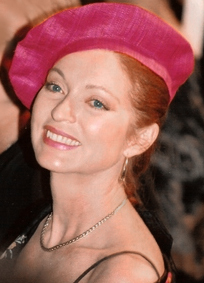
24. April: Marie-France Pisier (1992)
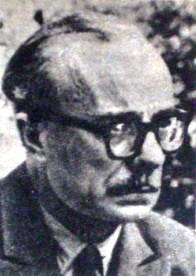
30. April: Ernesto Sabato (1970)
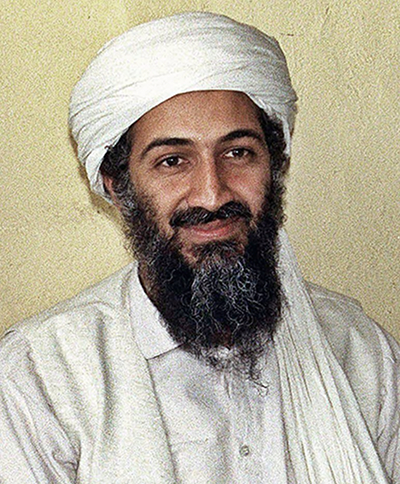
2. Mai: Osama bin Laden (1997)
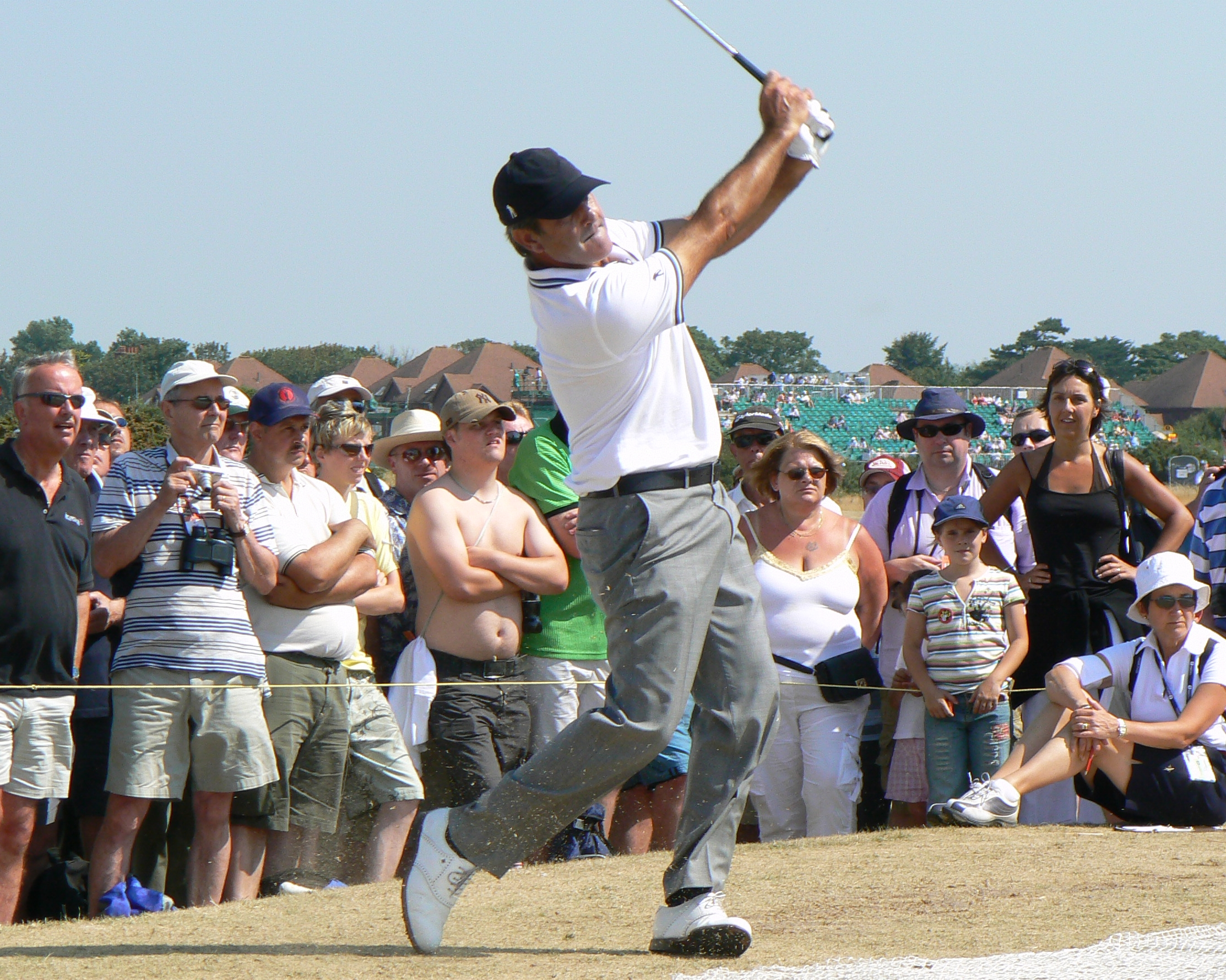
7. Mai: Severiano Ballesteros (2006)
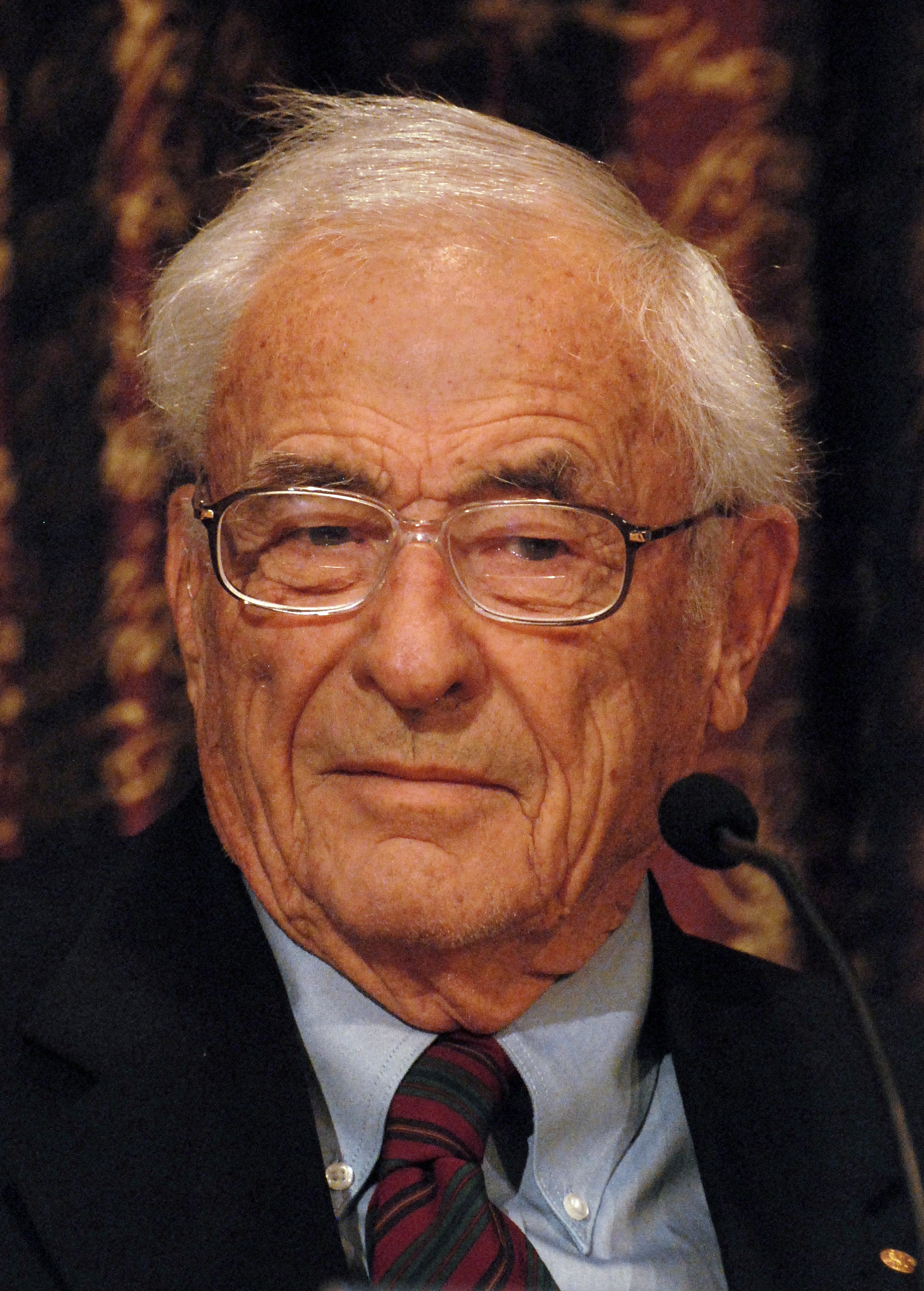
7. Mai: Willard Boyle (2009)
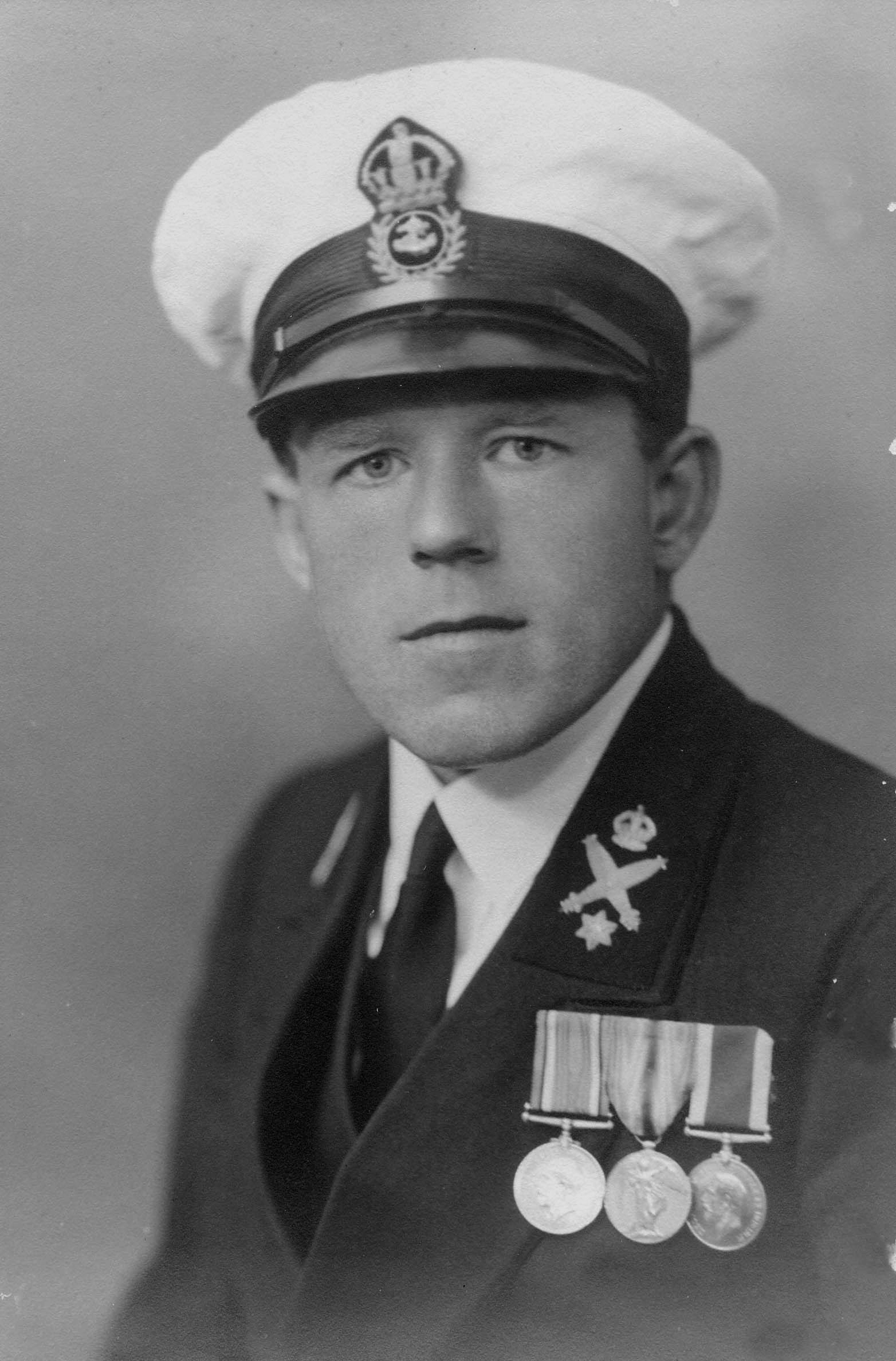
11. Mai: Claude Choules (1936)
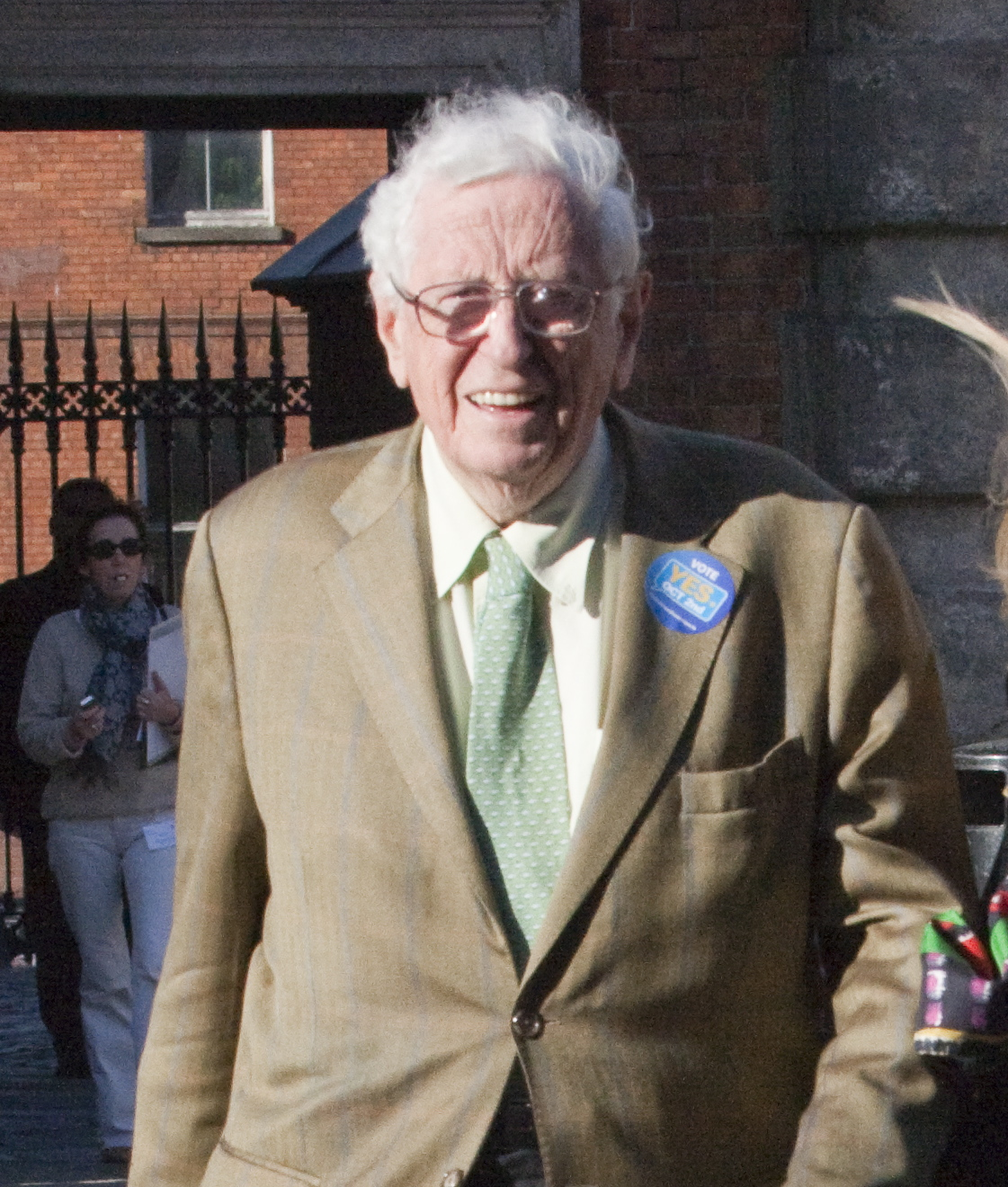
19. Mai: Garret FitzGerald (2009)
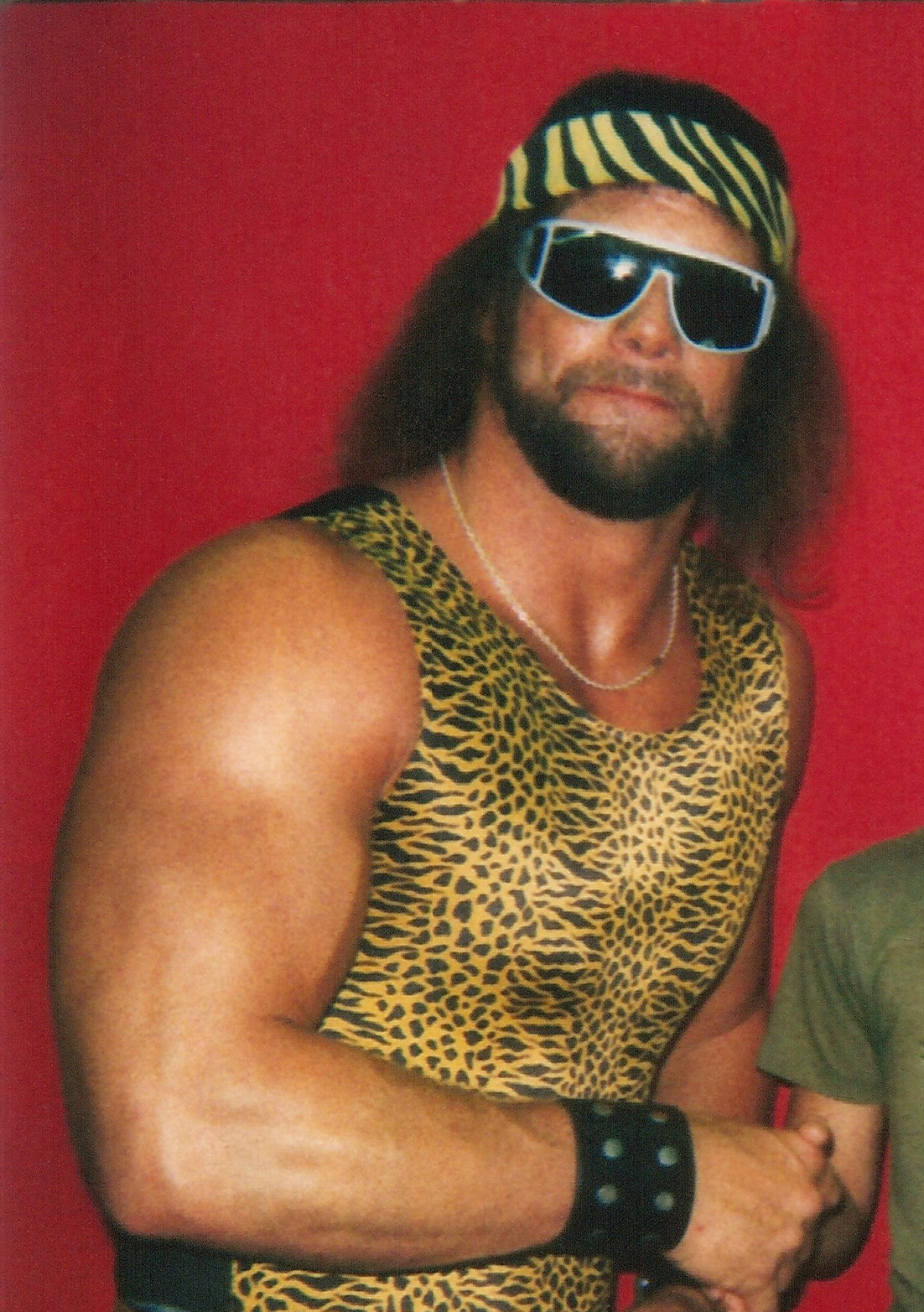
20. Mai: „Macho Man“ Randy Savage (1986)
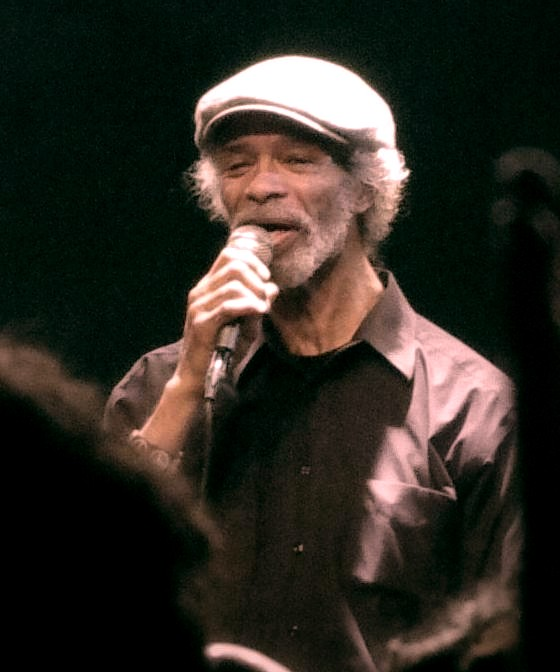
27. Mai: Gil Scott-Heron (2010)
30. Mai: Biagio Agnes (2008)
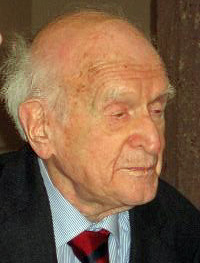
31. Mai: Hans Keilson (2007)
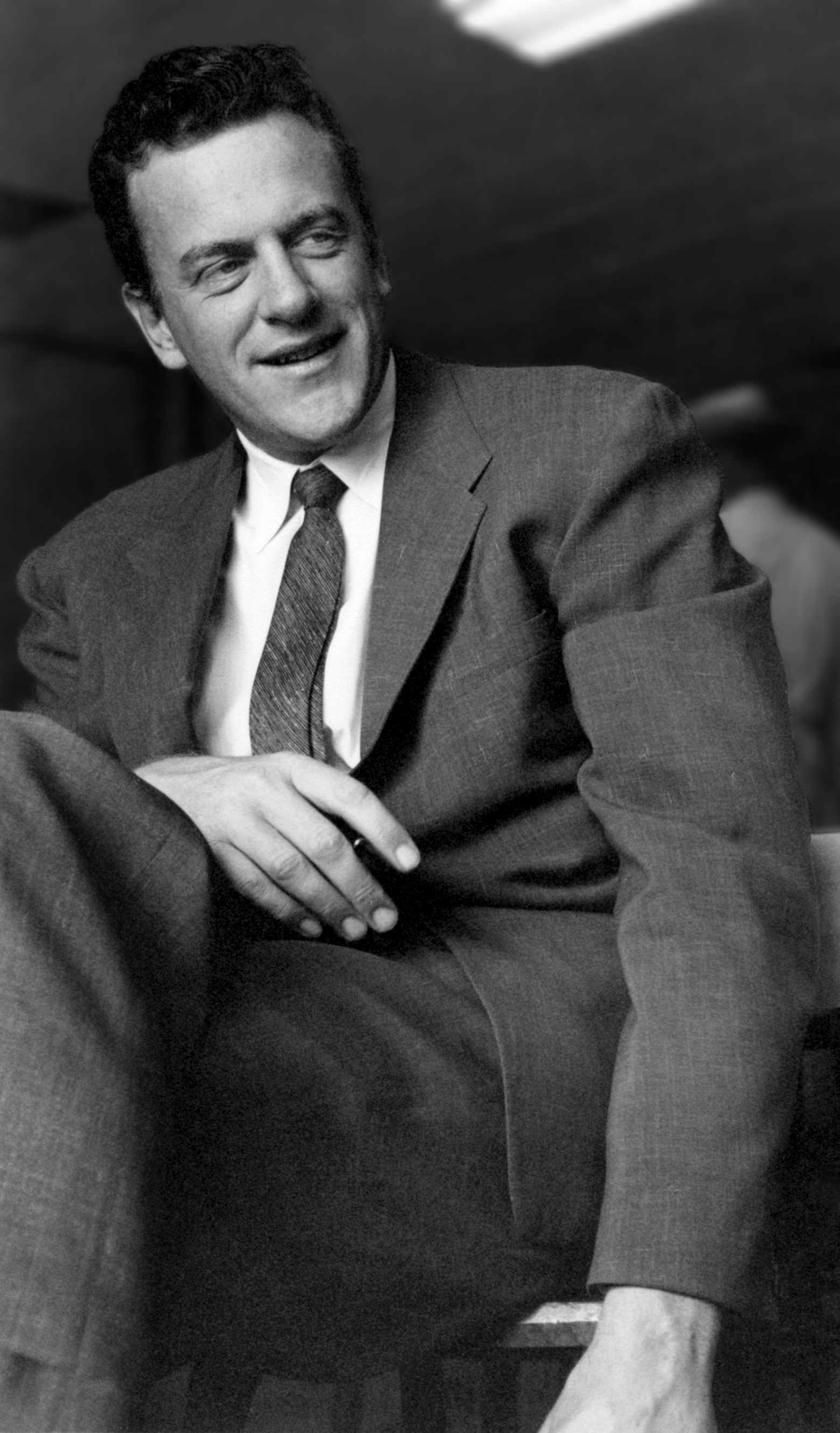
3. Juni: James Arness (?)
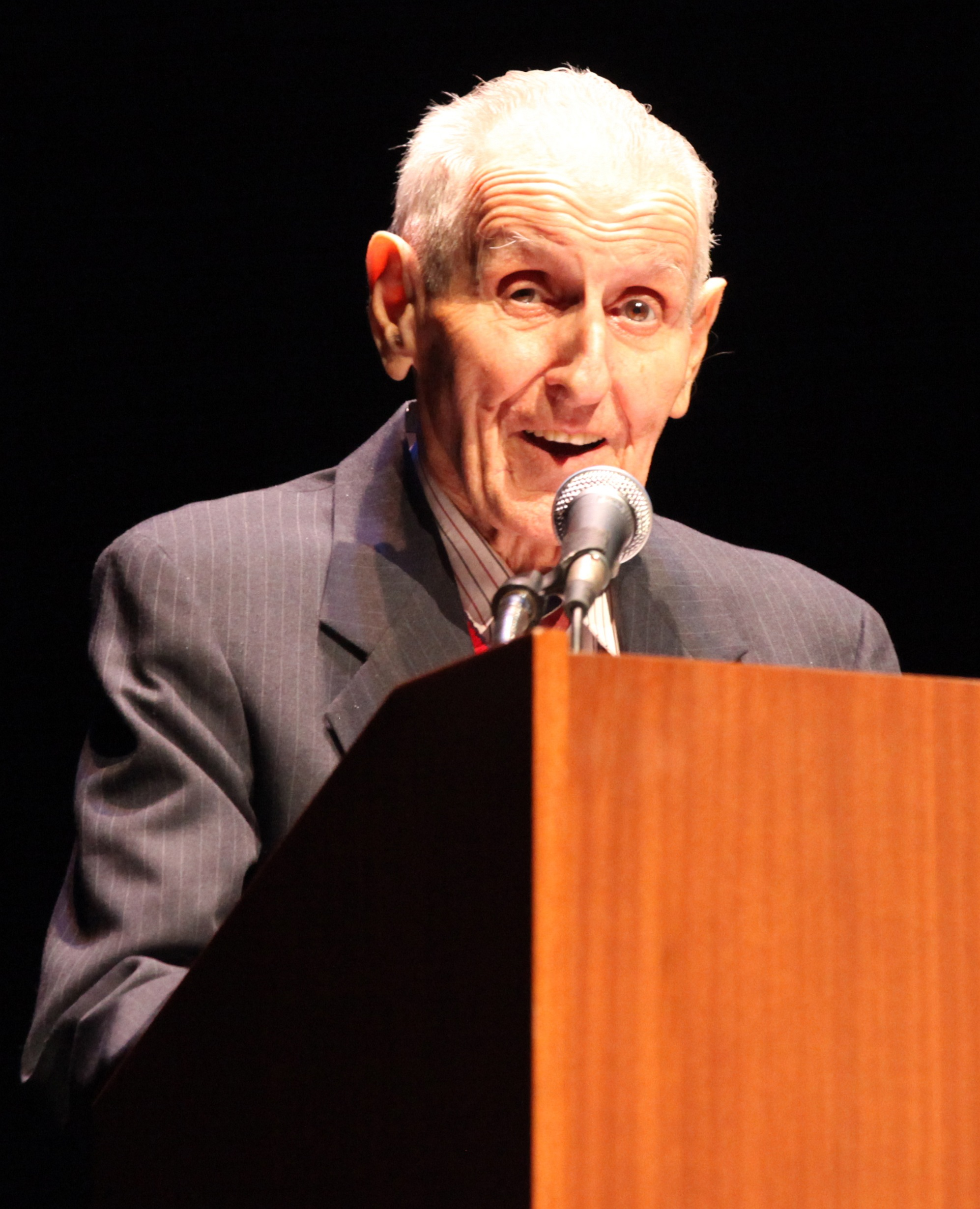
3. Juni: Jack Kevorkian (2011)
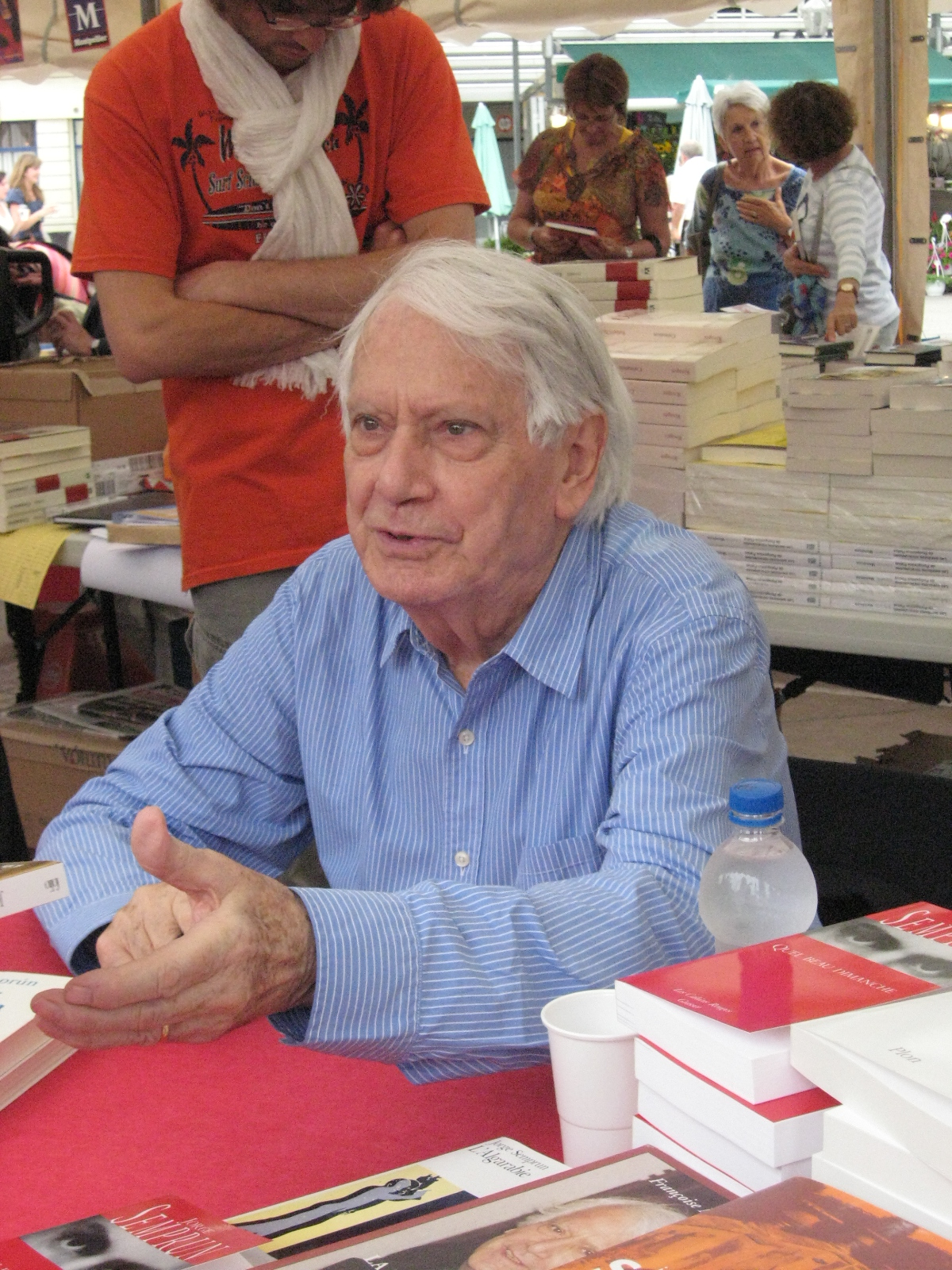
7. Juni: Jorge Semprún (2009)
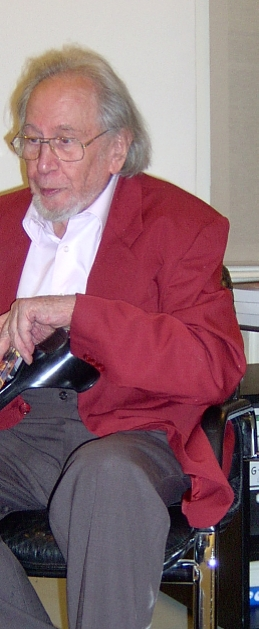
10. Juni: Bernhard Heisig (2008)
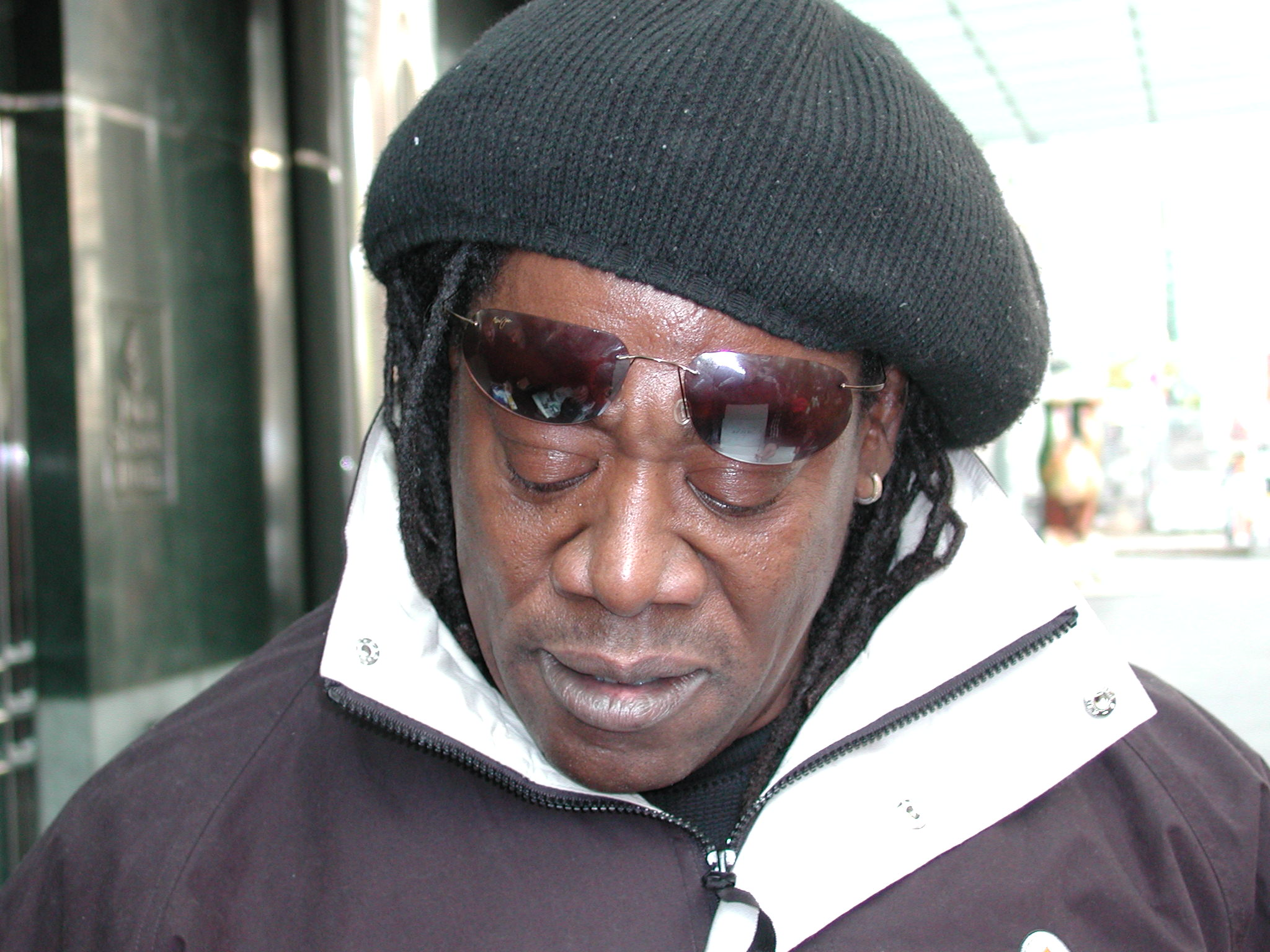
18. Juni: Clarence Clemons (2002)
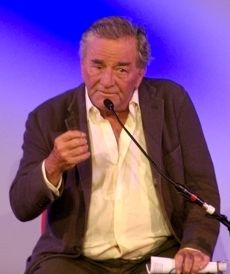
23. Juni: Peter Falk (2007)
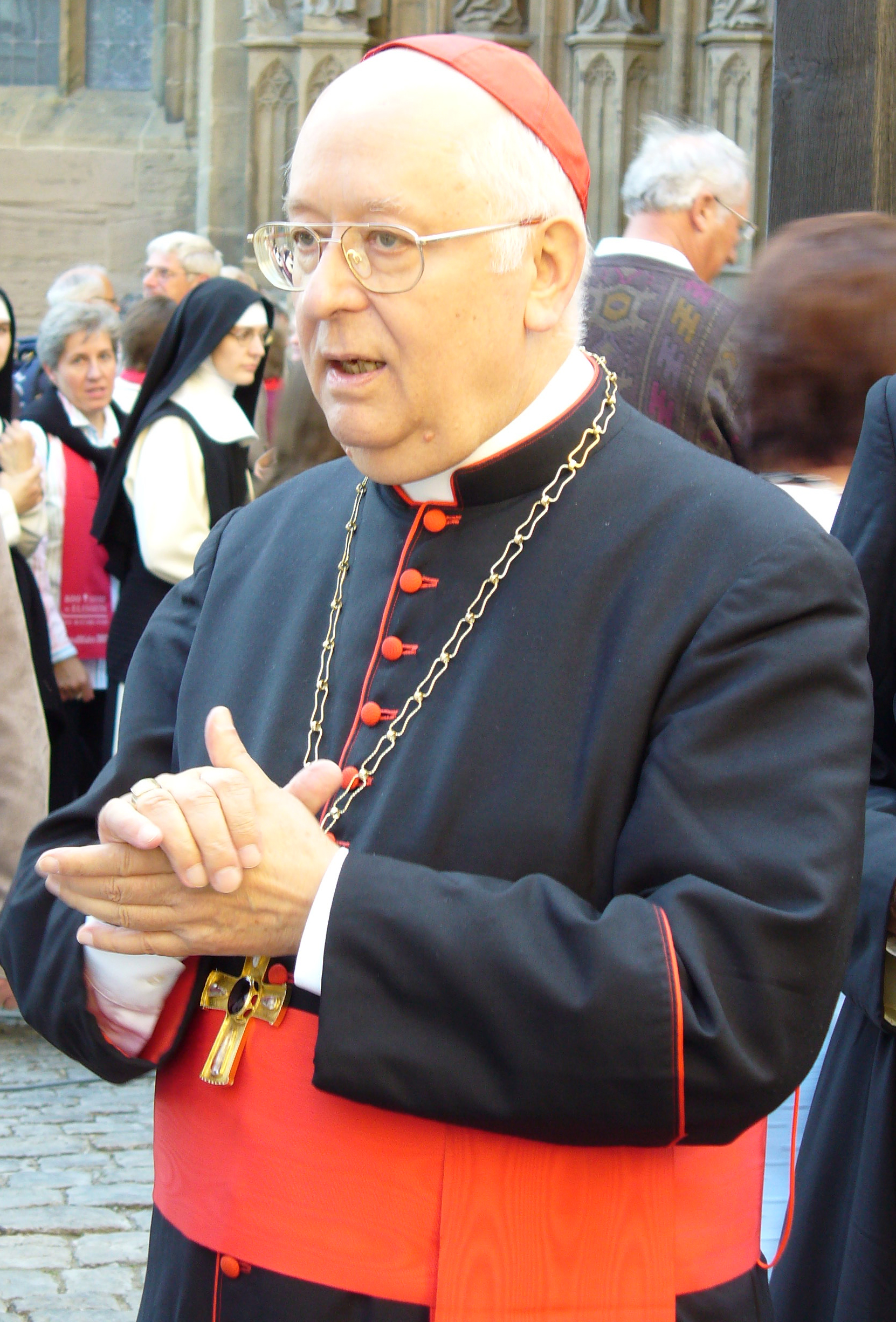
30. Juni: Georg Sterzinsky (2007)
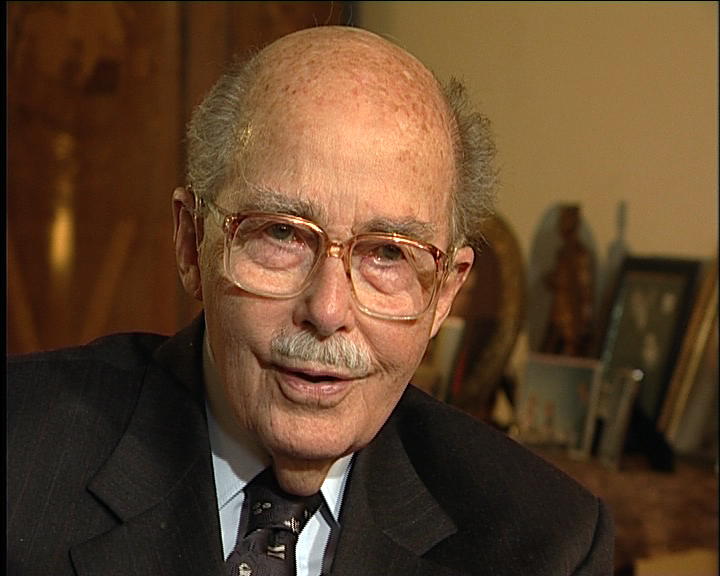
4. Juli: Otto von Habsburg (2004)
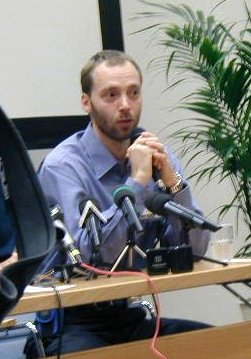
5. Juli: Mika Myllylä (2001)
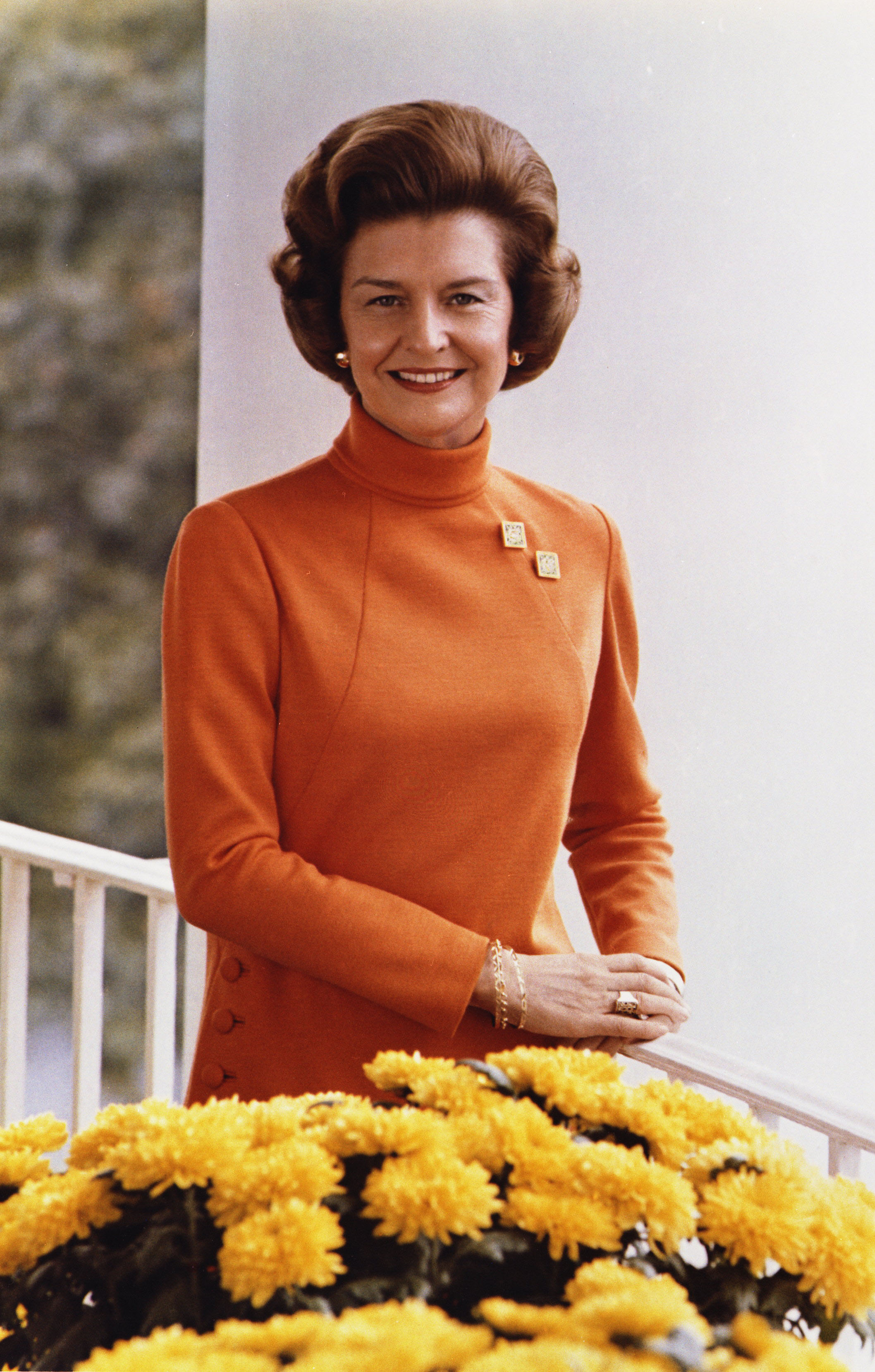
8. Juli: Betty Ford (1974)
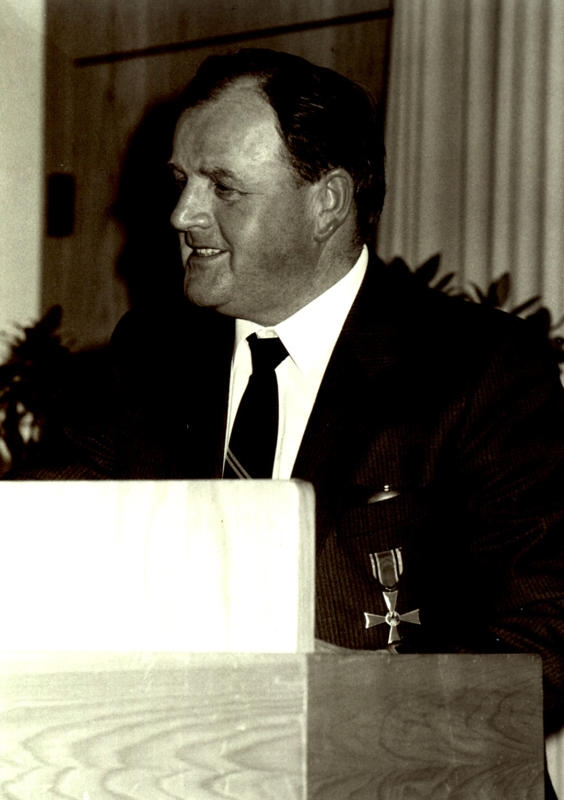
15. Juli: Friedrich Wilhelm Schnitzler (1984)
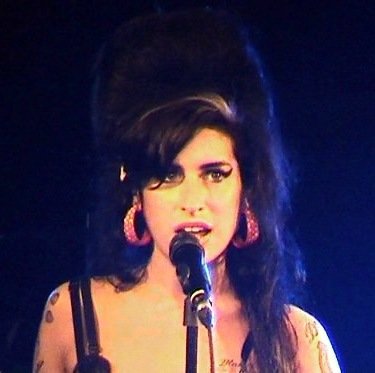
23. Juli: Amy Winehouse (2007)
29. Juli: Nella Martinetti (2010)
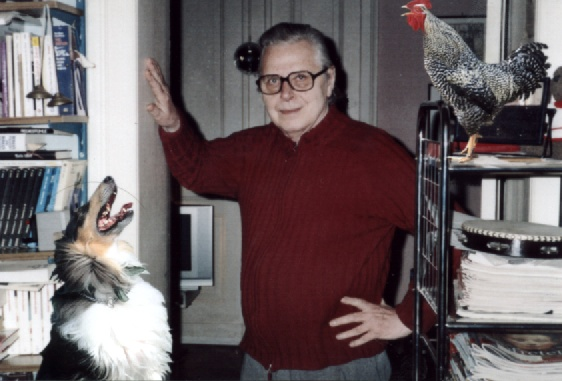
9. August: Werner W. Wallroth (etwa 1985)
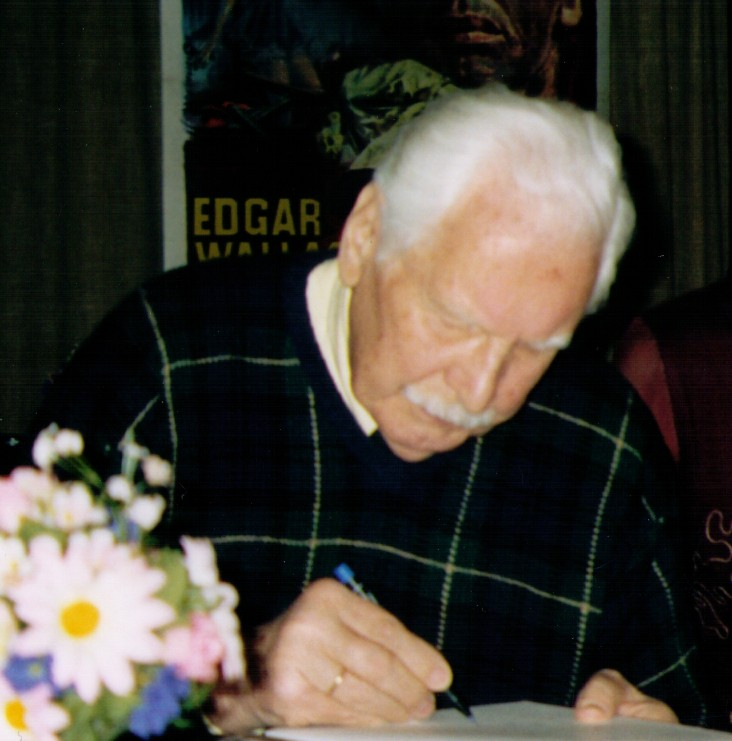
14. August: Friedrich Schoenfelder (?)
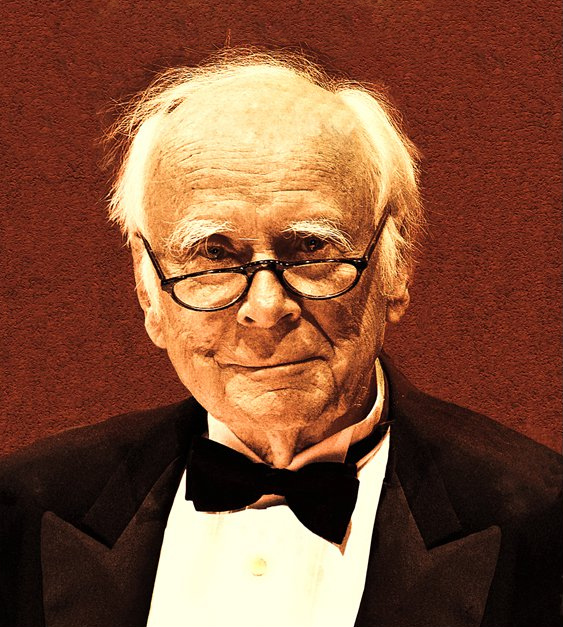
22. August: Loriot (2011)
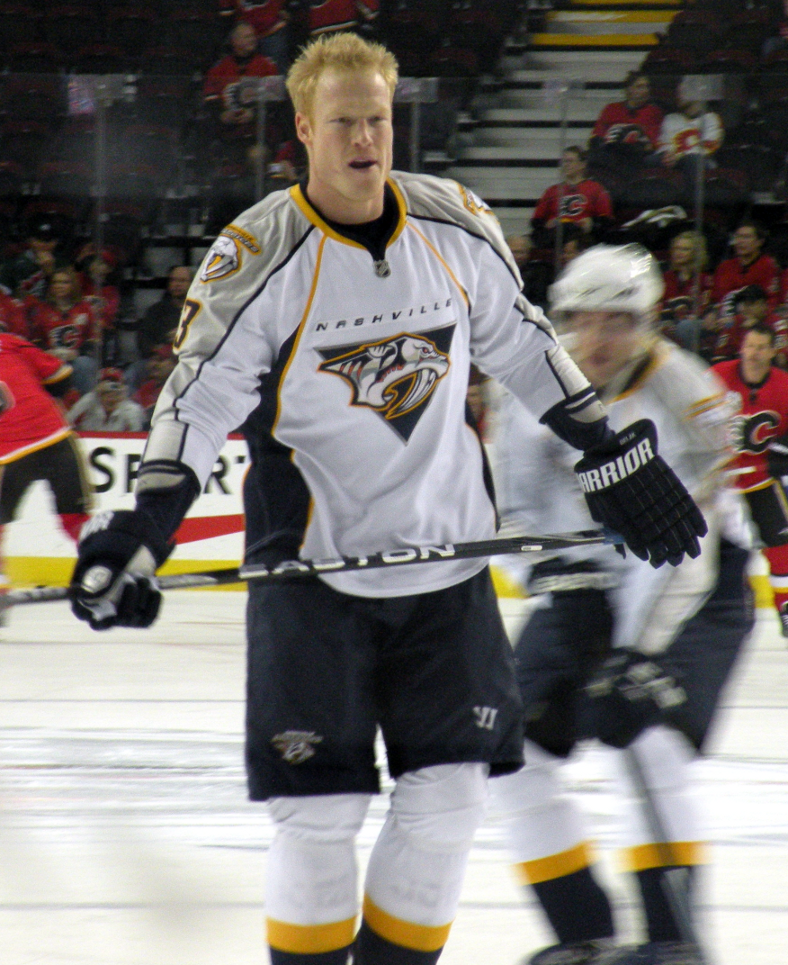
31. August: Wade Belak (2009)
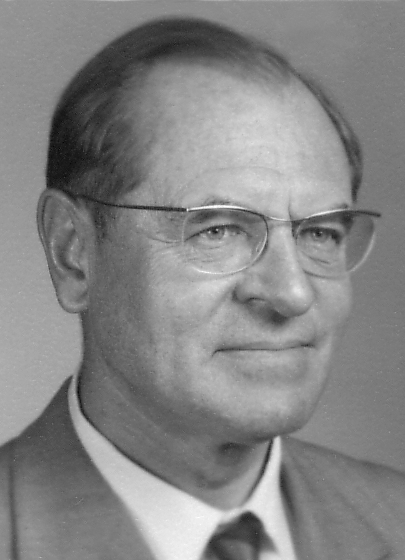
2. September: Herbert Mataré (1950)
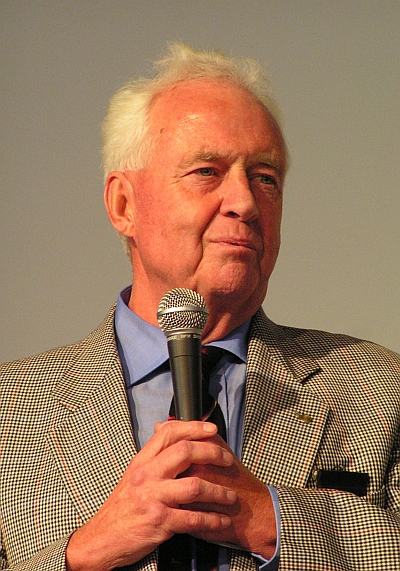
6. September: Hans Apel (2005)
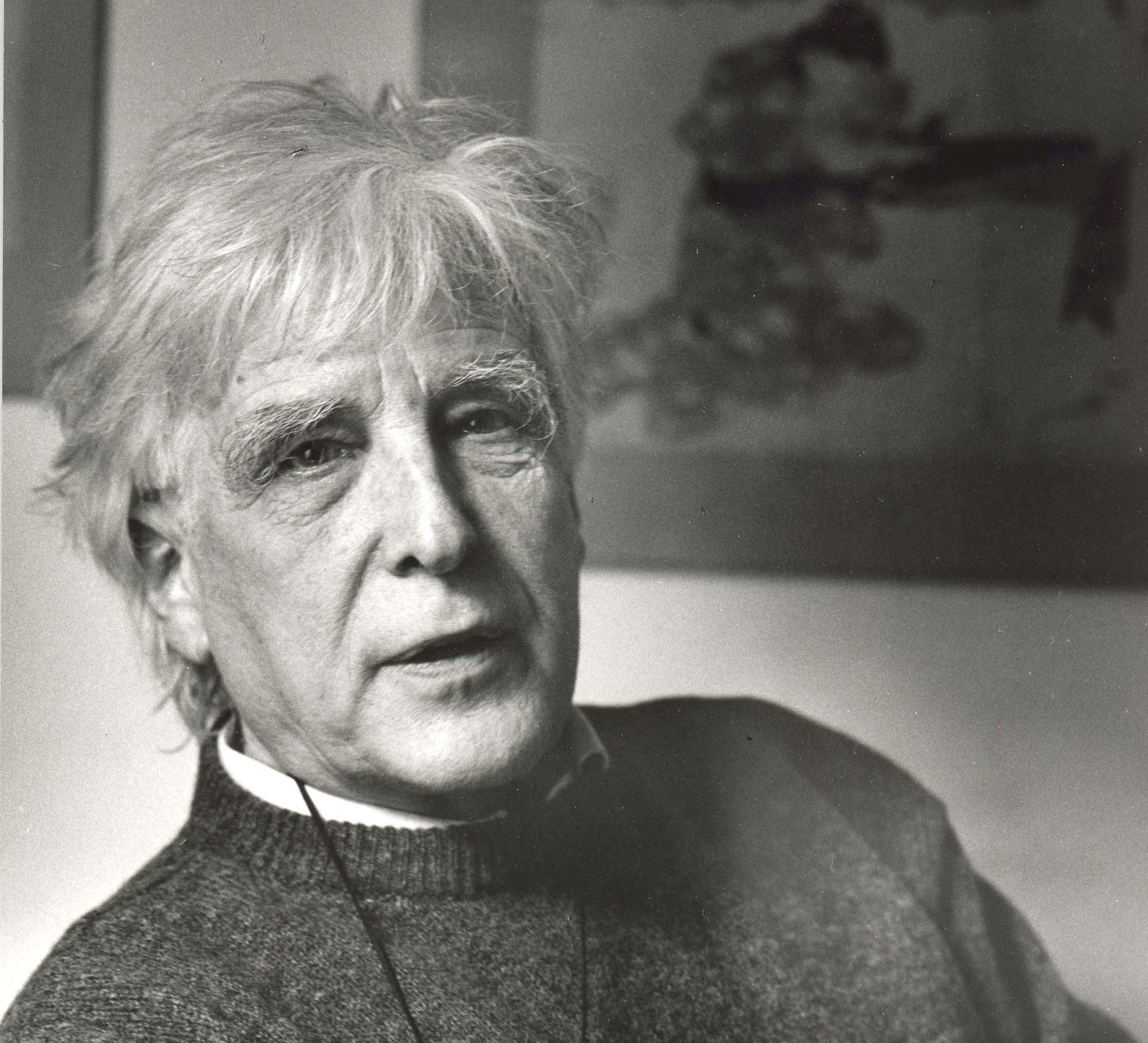
9. September: Valentin Braitenberg (?)
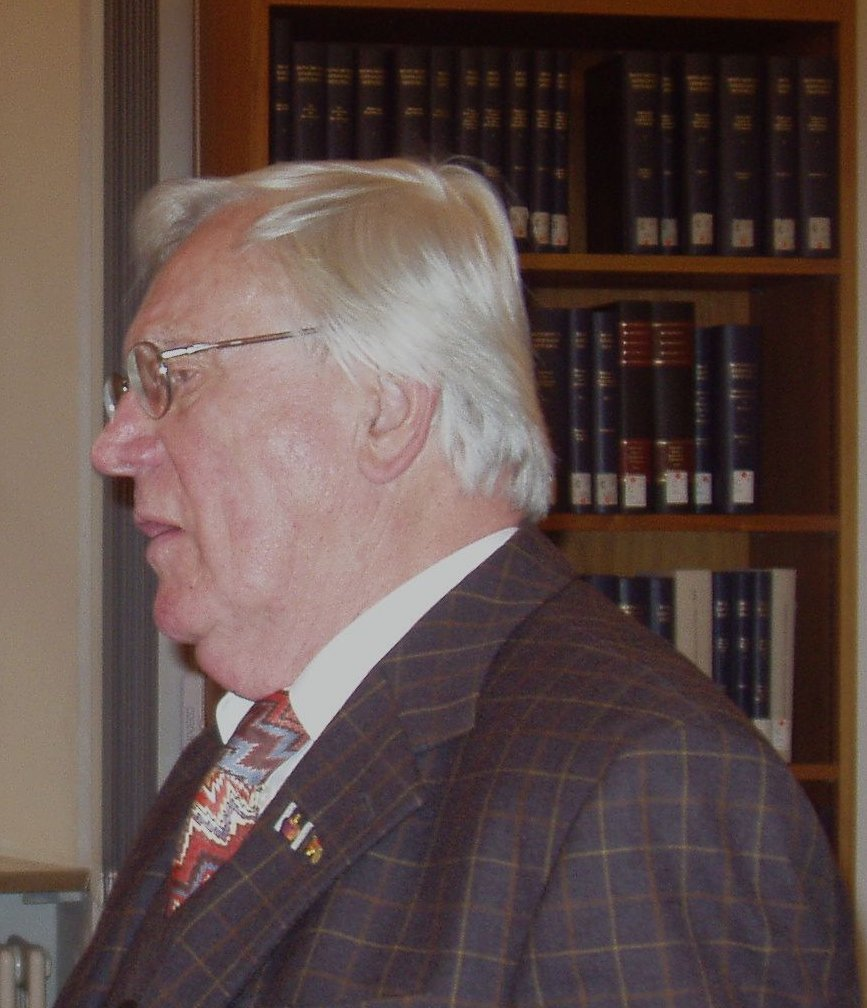
9. September: Horst Fuhrmann (?)
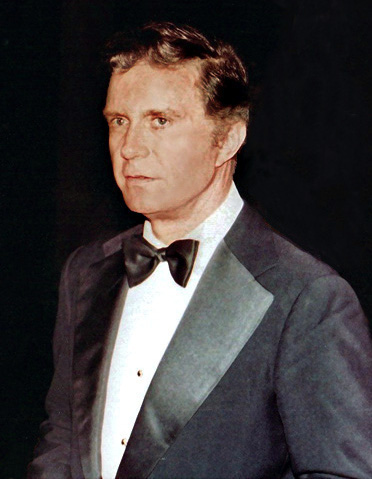
10. September: Cliff Robertson (1981)
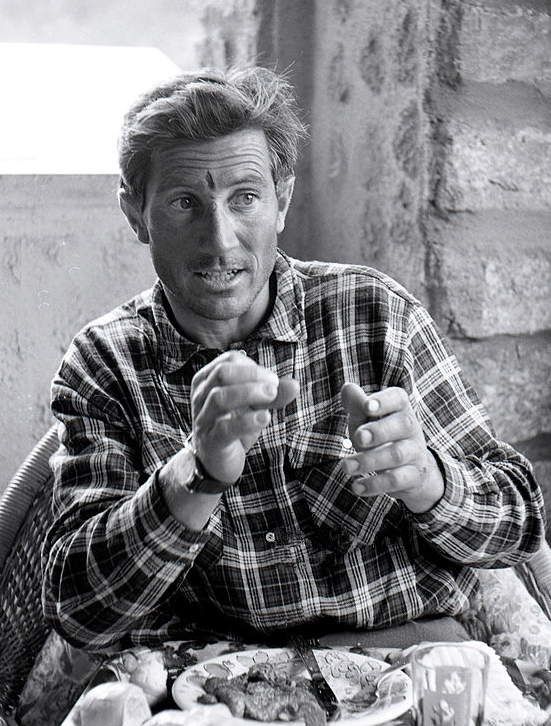
13. September: Walter Bonatti (1964)
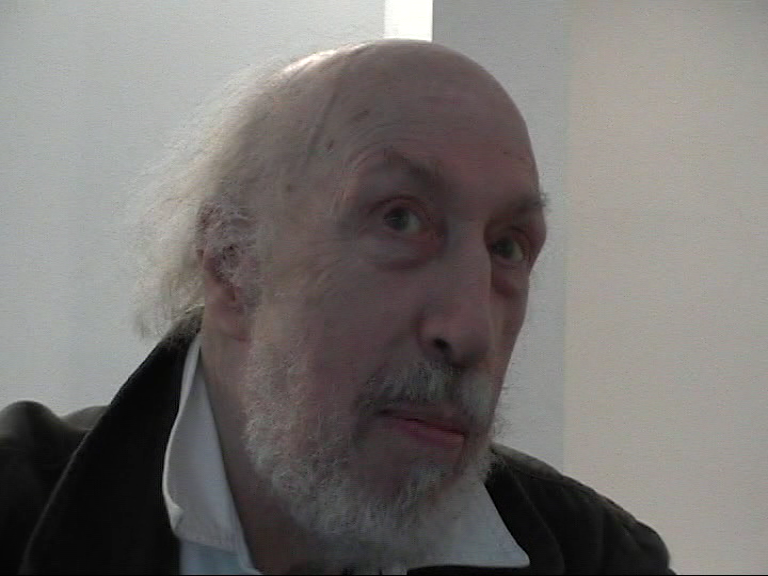
13. September: Richard Hamilton (?)
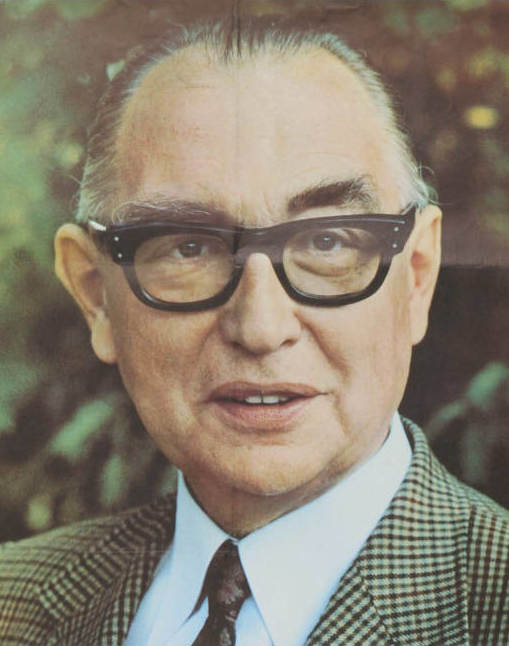
24. September: Paul Mikat (1983)
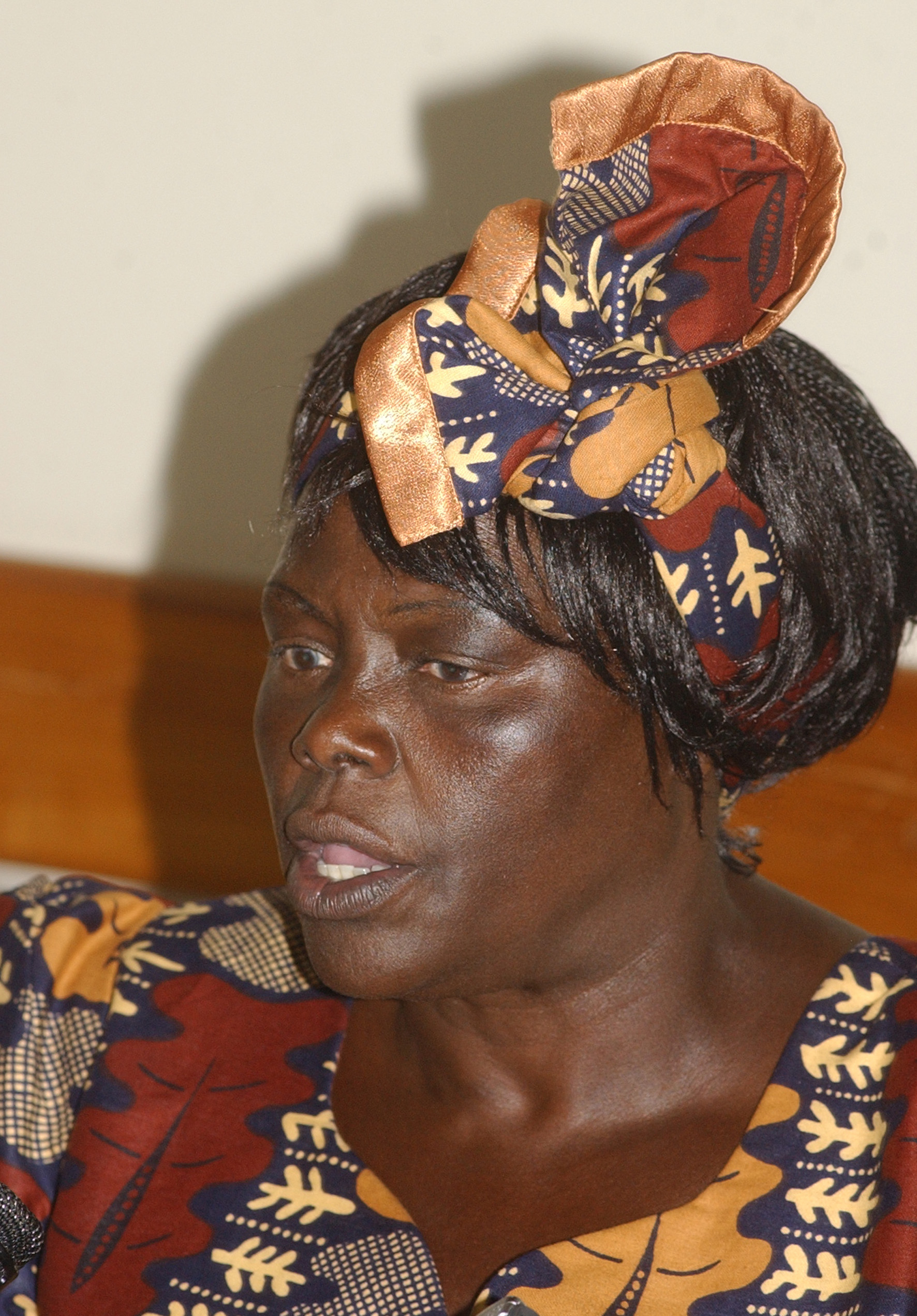
25. September: Wangari Maathai (2006)
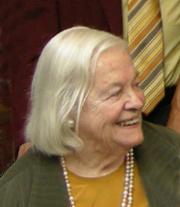
29. September: Hella Haasse (2007)
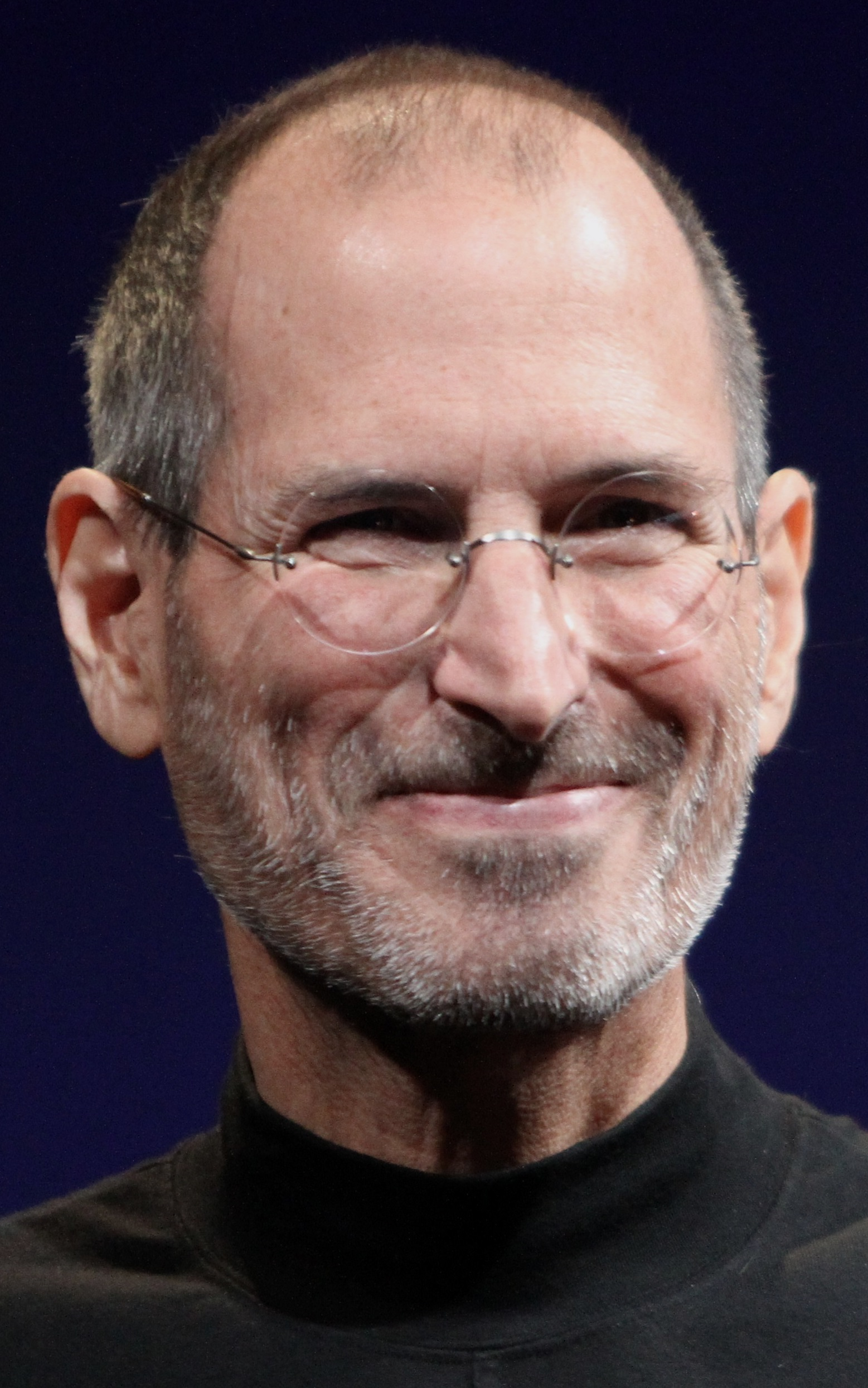
5. Oktober: Steve Jobs (2010)
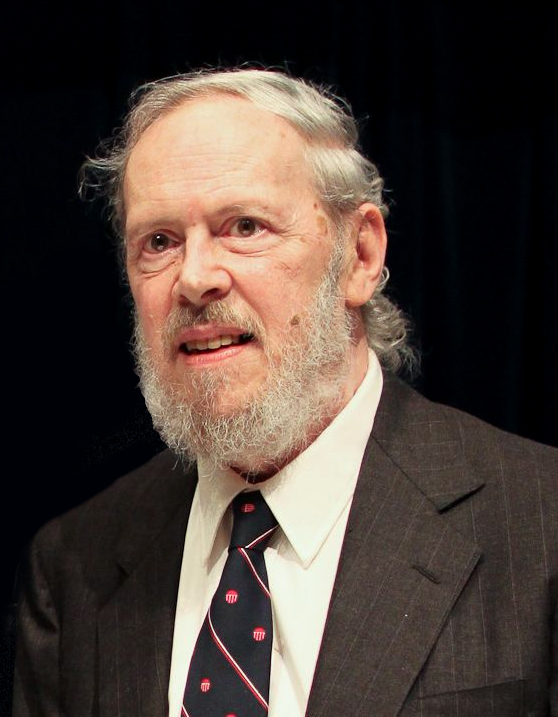
12. Oktober: Dennis Ritchie (2011)
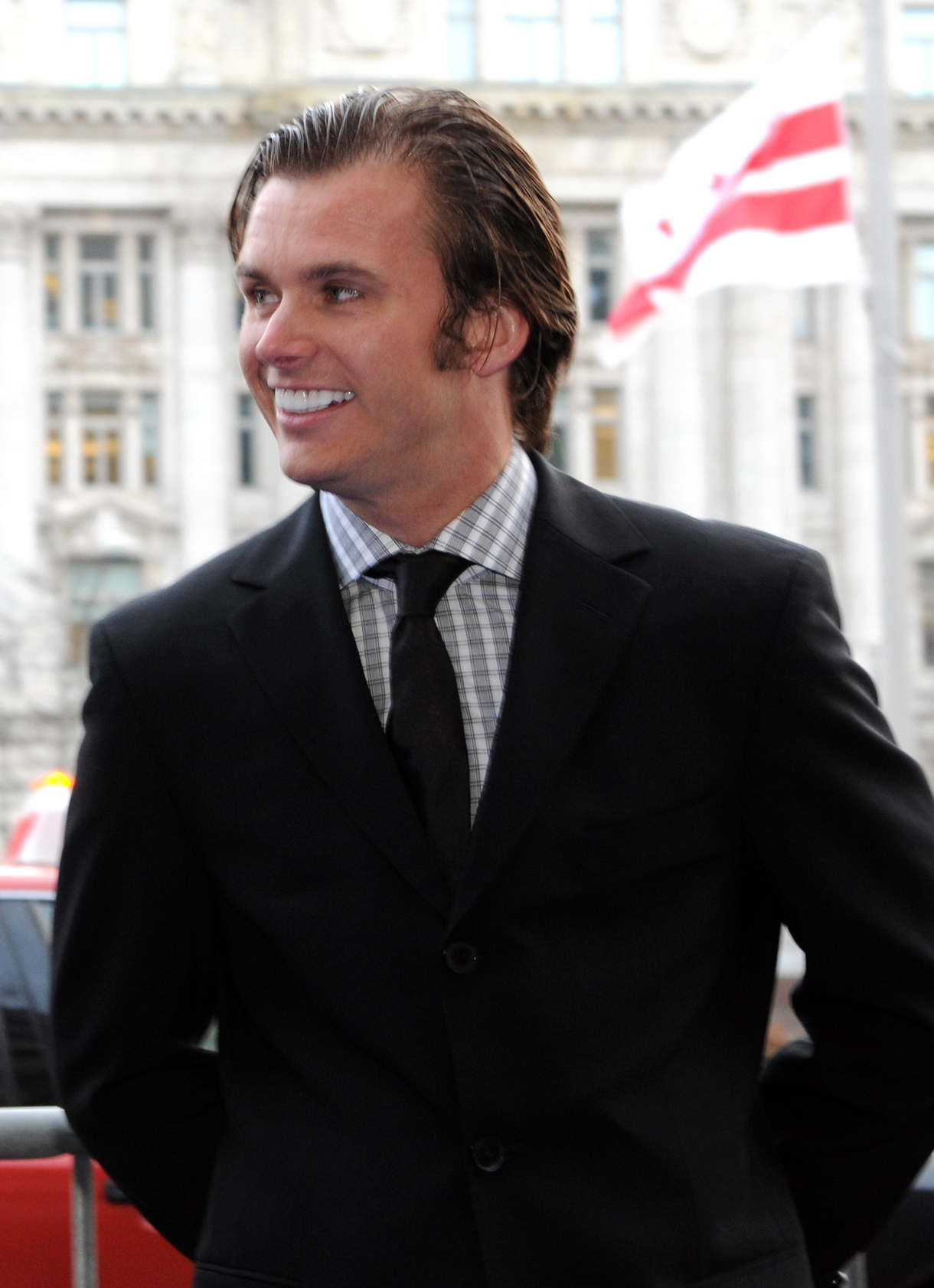
16. Oktober: Dan Wheldon (2010)
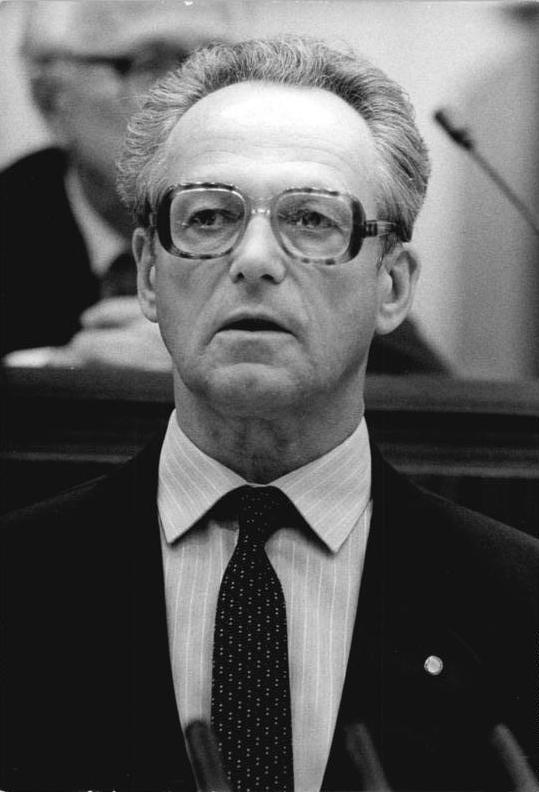
17. Oktober: Manfred Gerlach (1986)
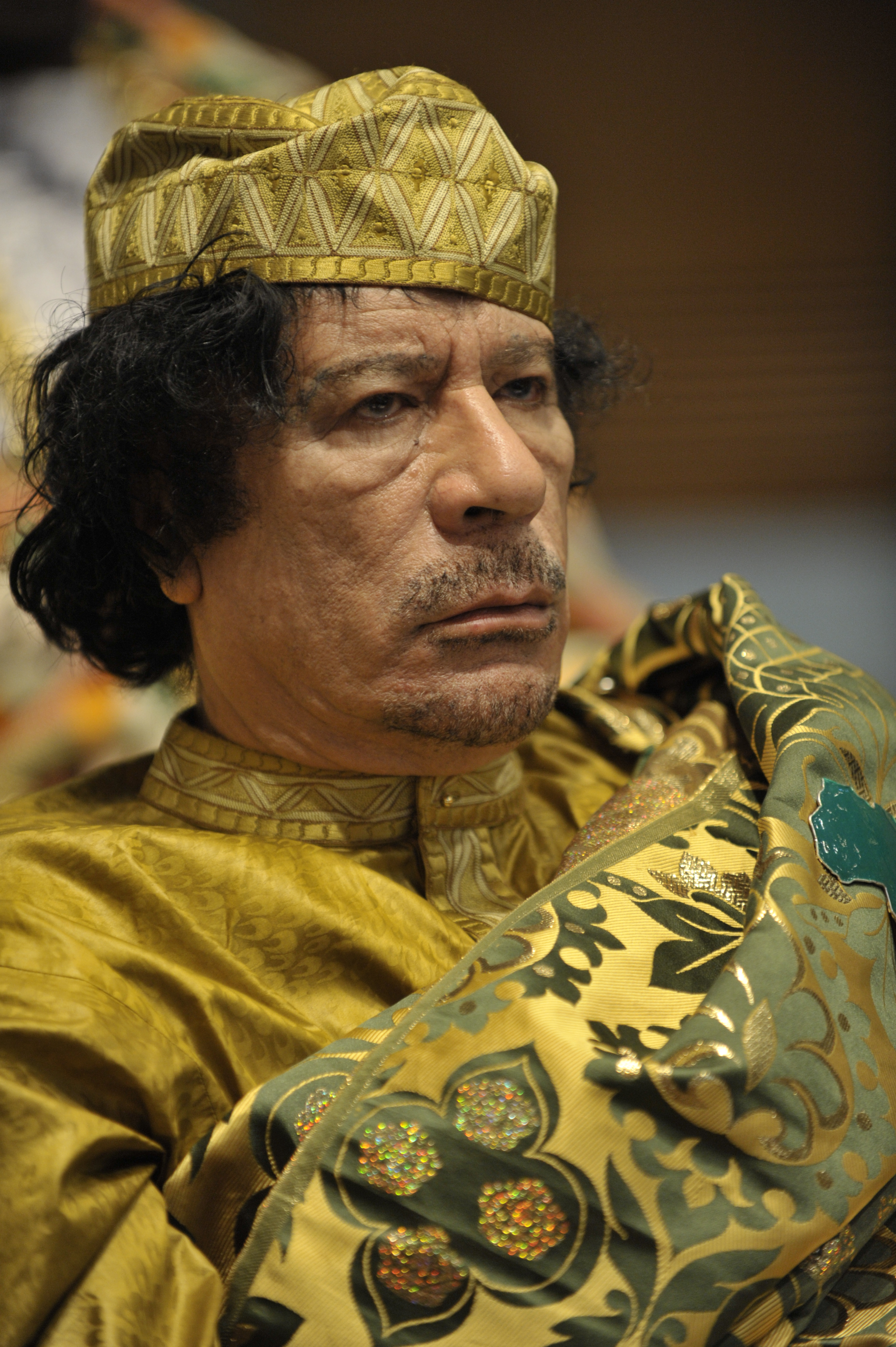
20. Oktober: Muammar al-Gaddafi (2009)
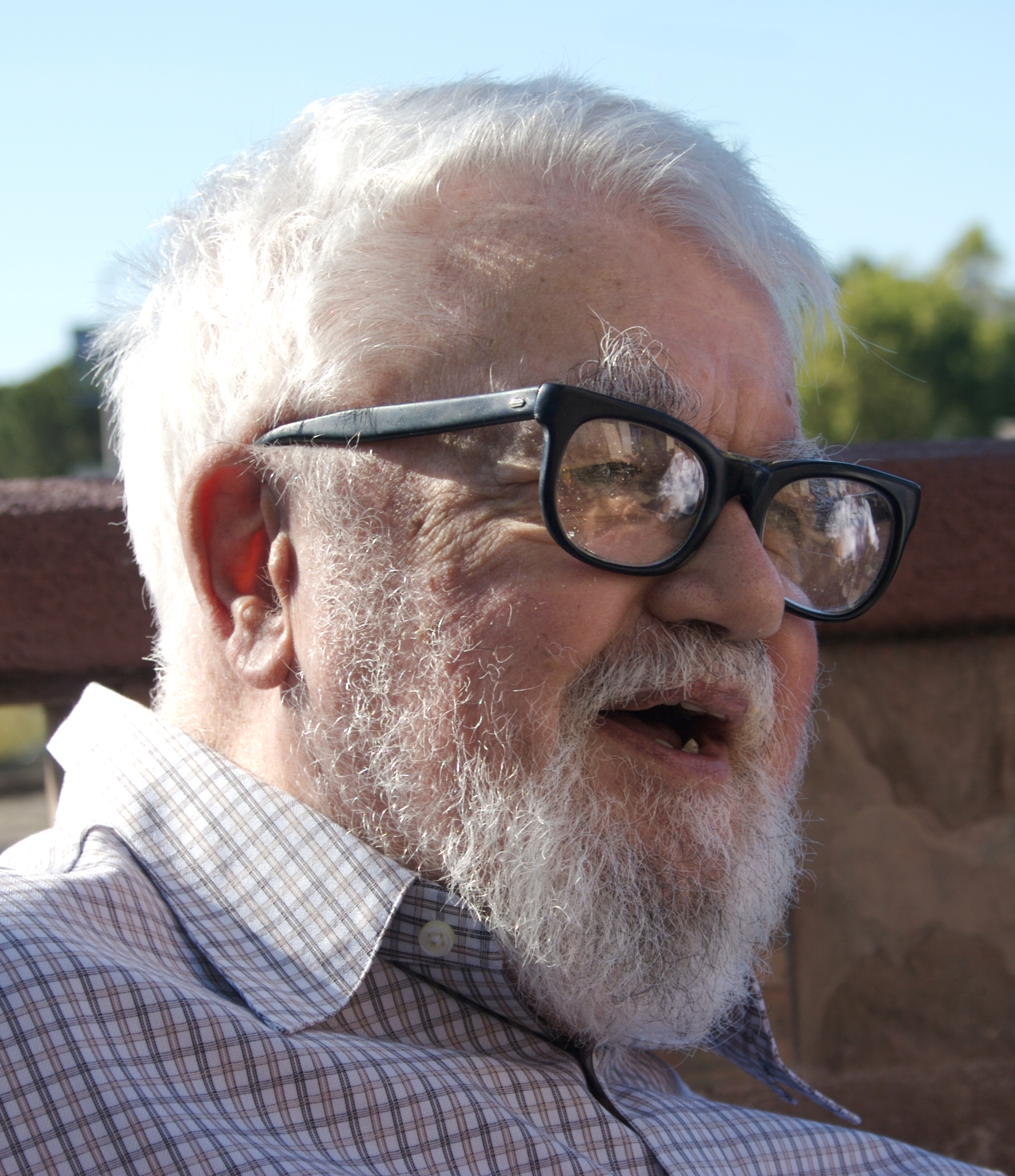
23. Oktober: John McCarthy (2006)
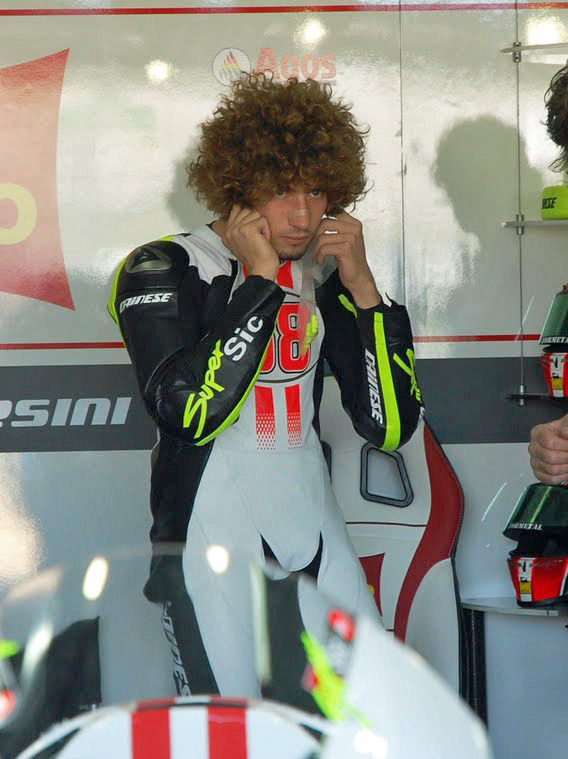
23. Oktober: Marco Simoncelli (2009)
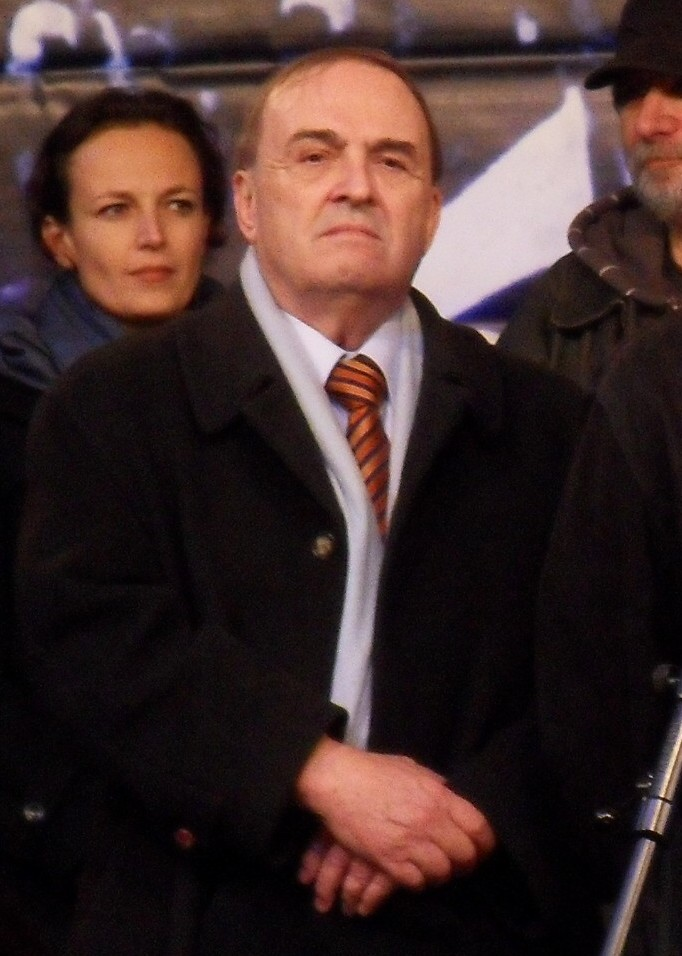
28. Oktober: Jiří Gruša (2009)
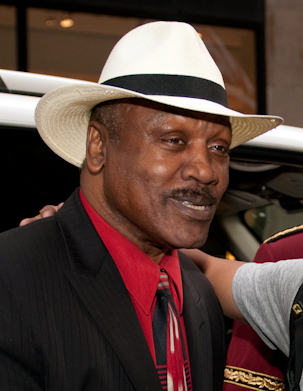
7. November: Joe Frazier (2010)
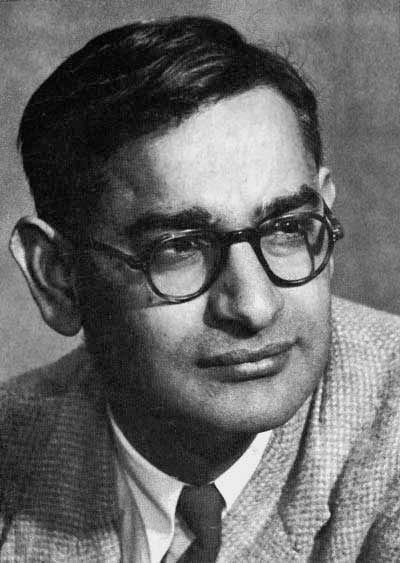
9. November: Har Gobind Khorana (etwa 1950er)
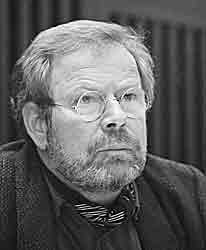
14. November: Franz Josef Degenhardt (1987)
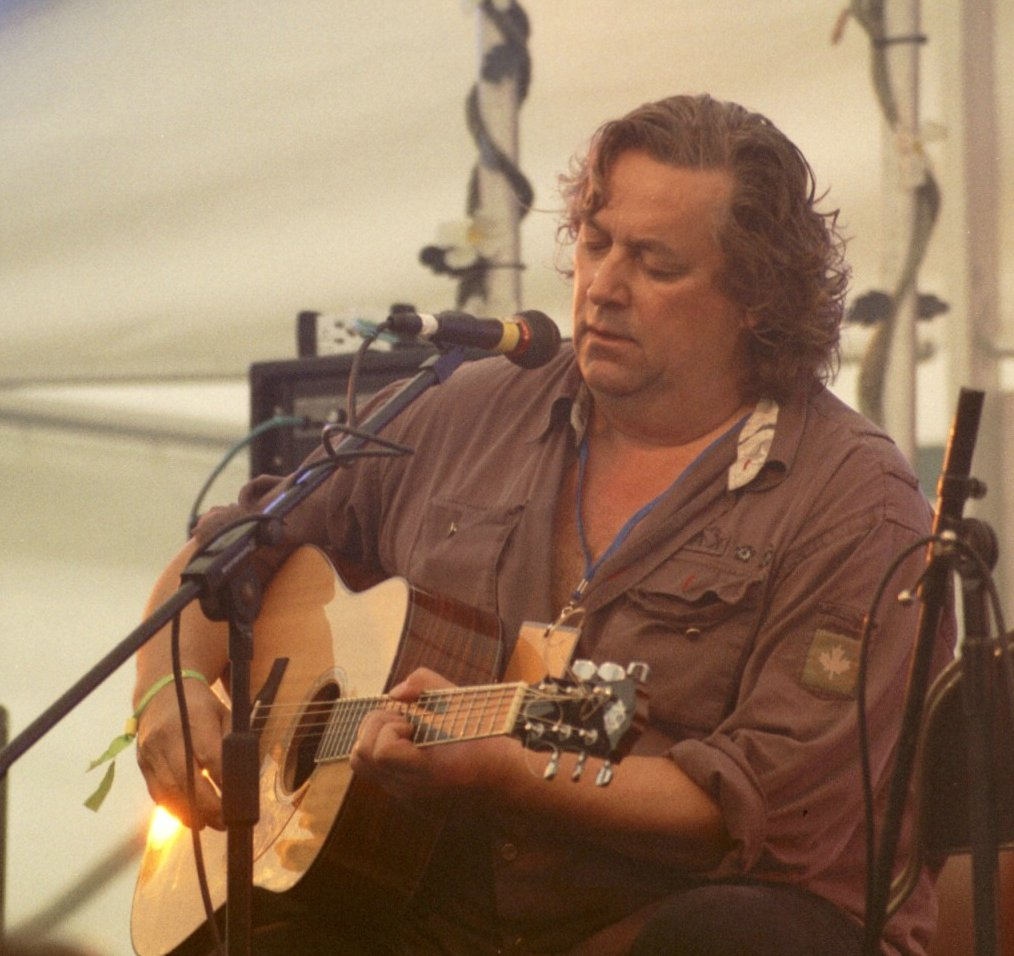
14. November: Jackie Leven (2005)
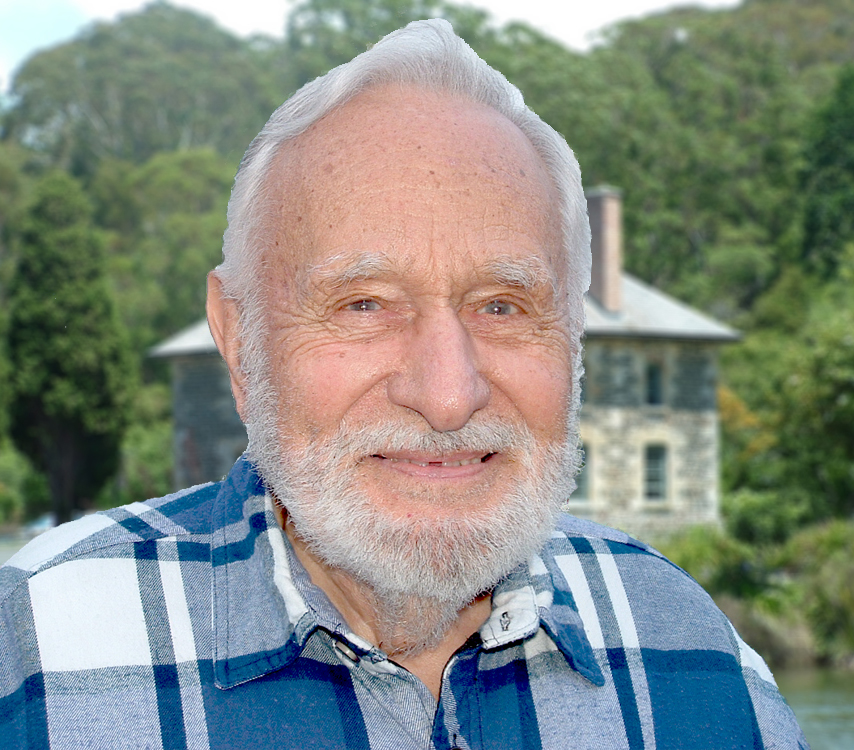
20. November: Russell Garcia (2009)
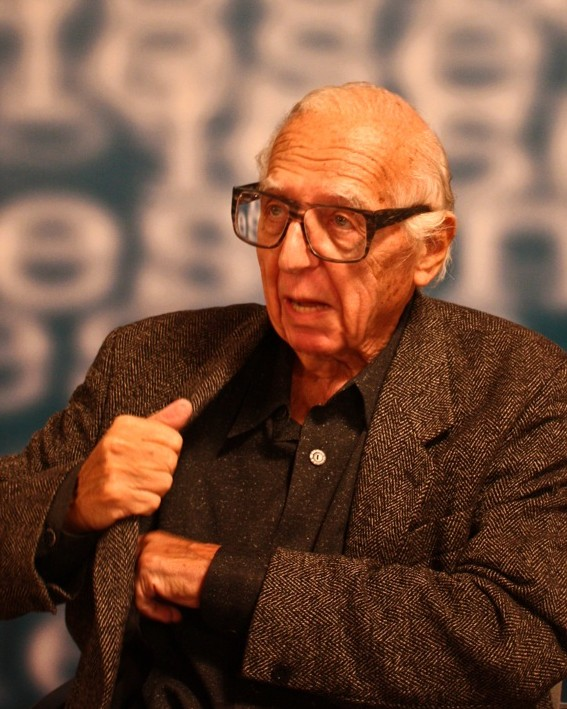
22. November: Georg Kreisler (2009)
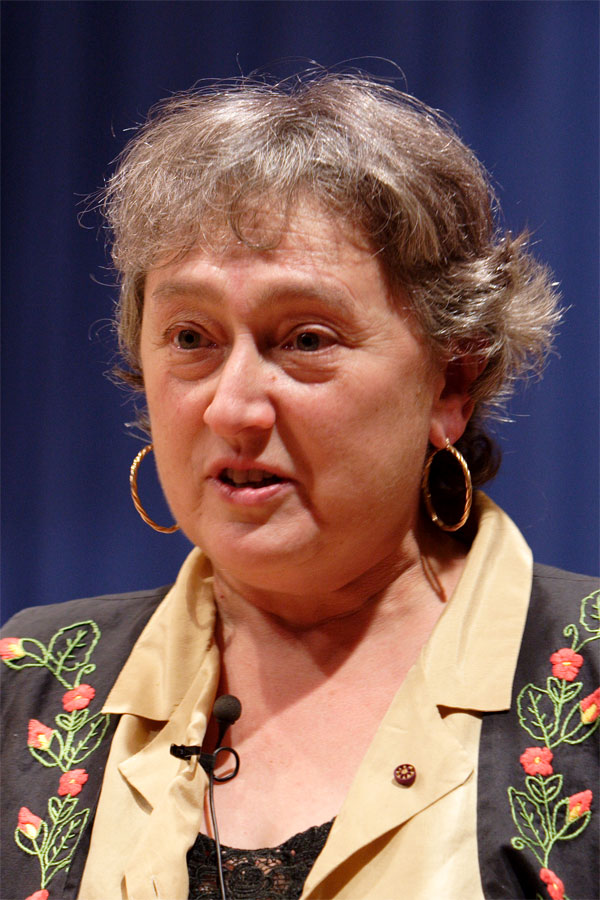
22. November: Lynn Margulis (2005)
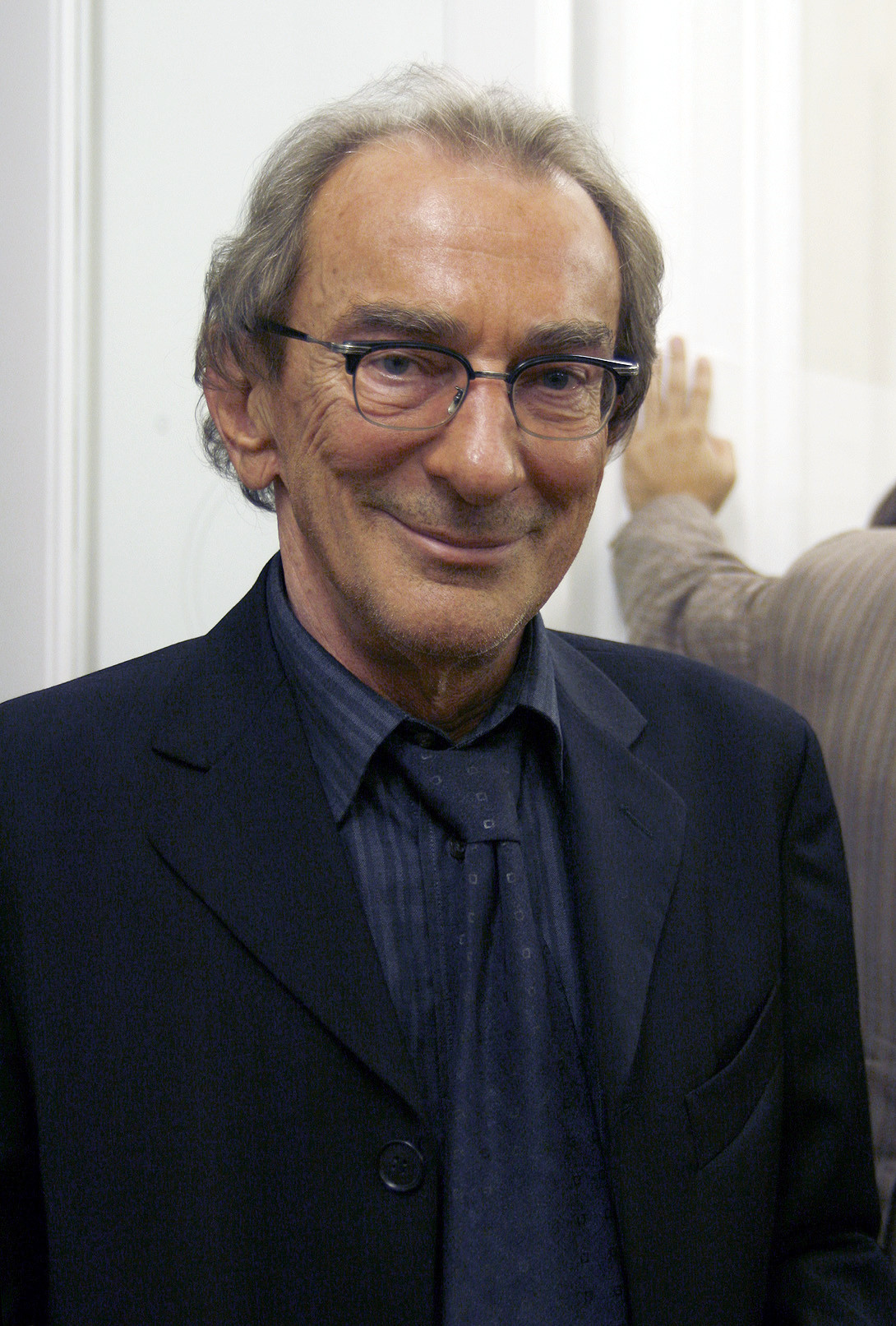
24. November: Ludwig Hirsch (2008)
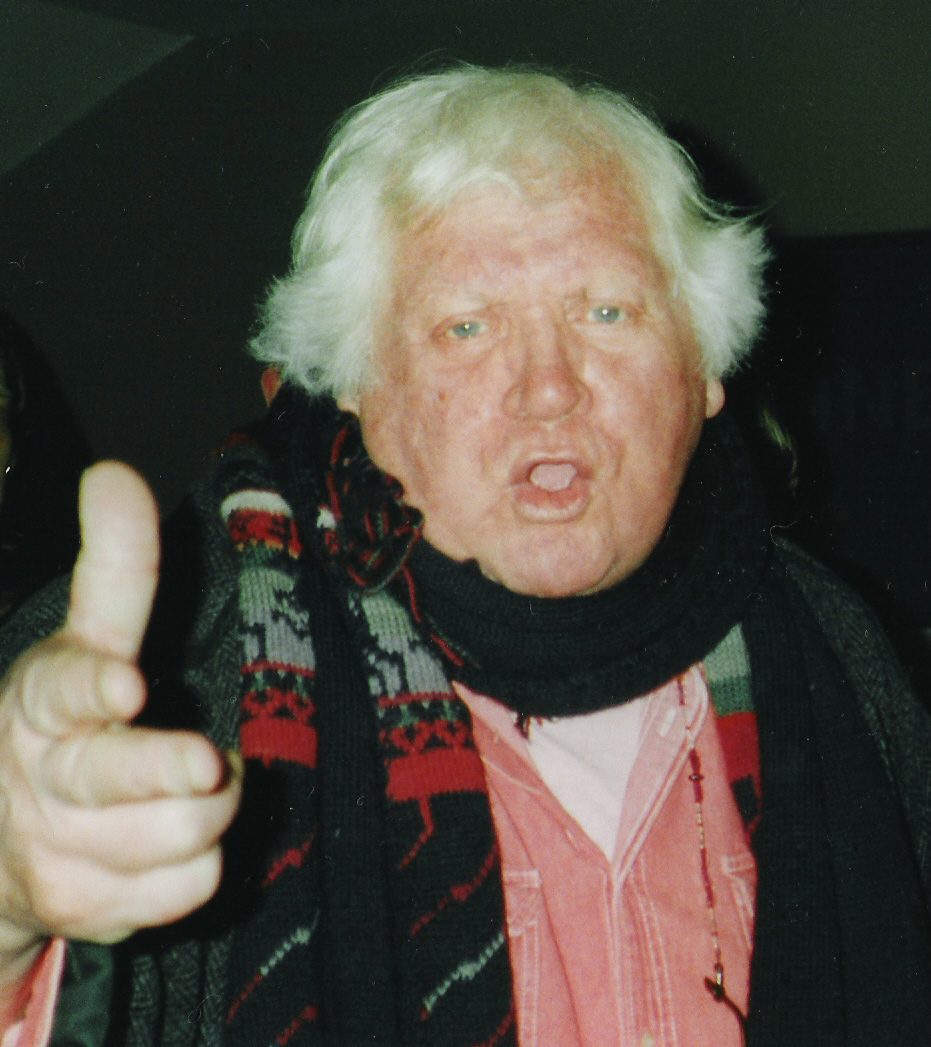
27. November: Ken Russell (2008)
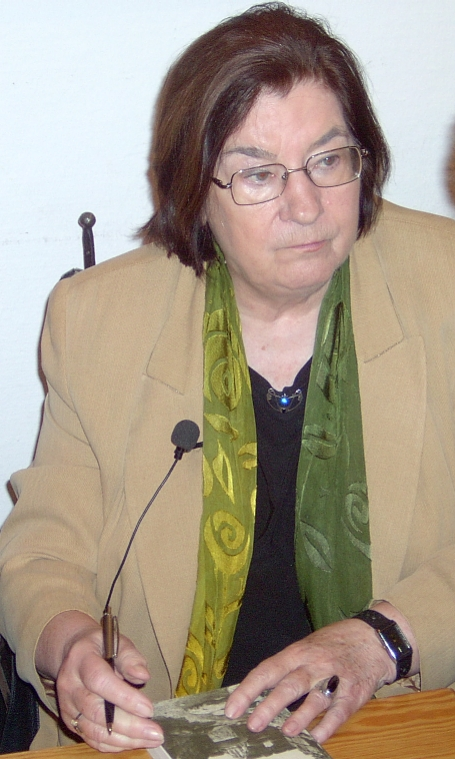
1. Dezember: Christa Wolf (2007)
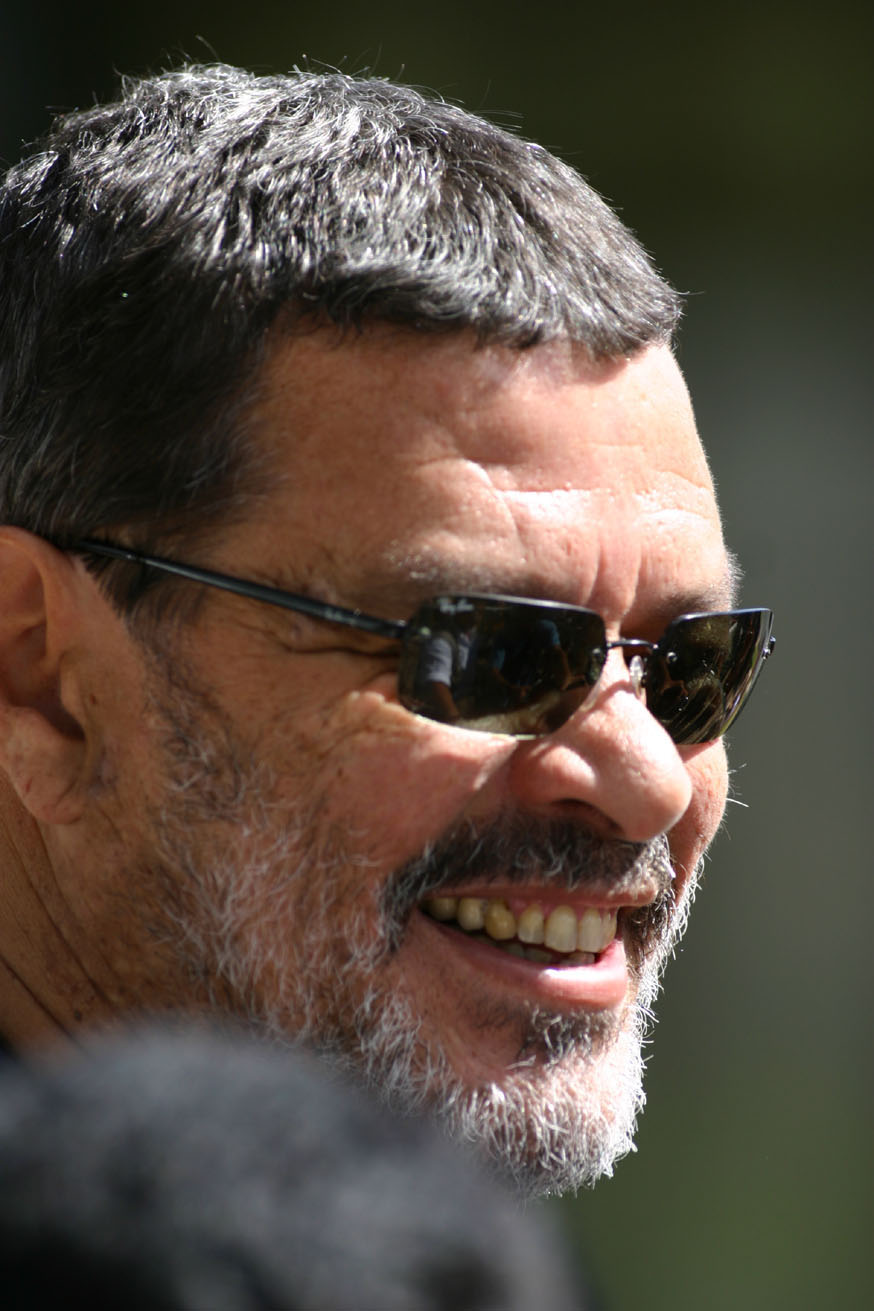
4. Dezember: Sócrates (2005)
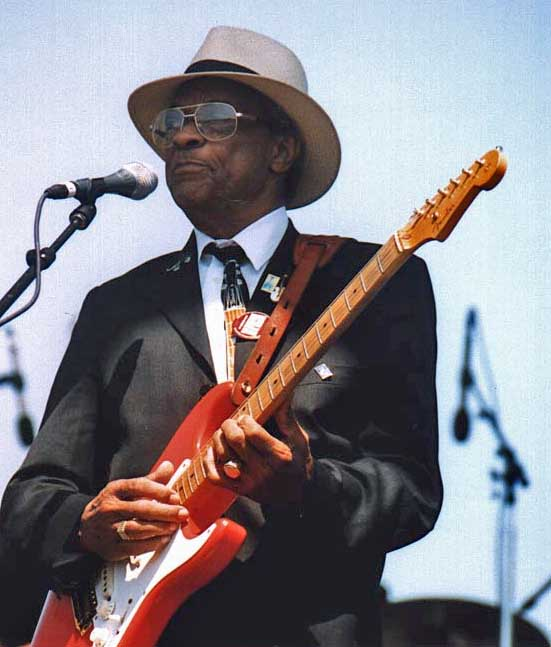
4. Dezember: Hubert Sumlin (2003)
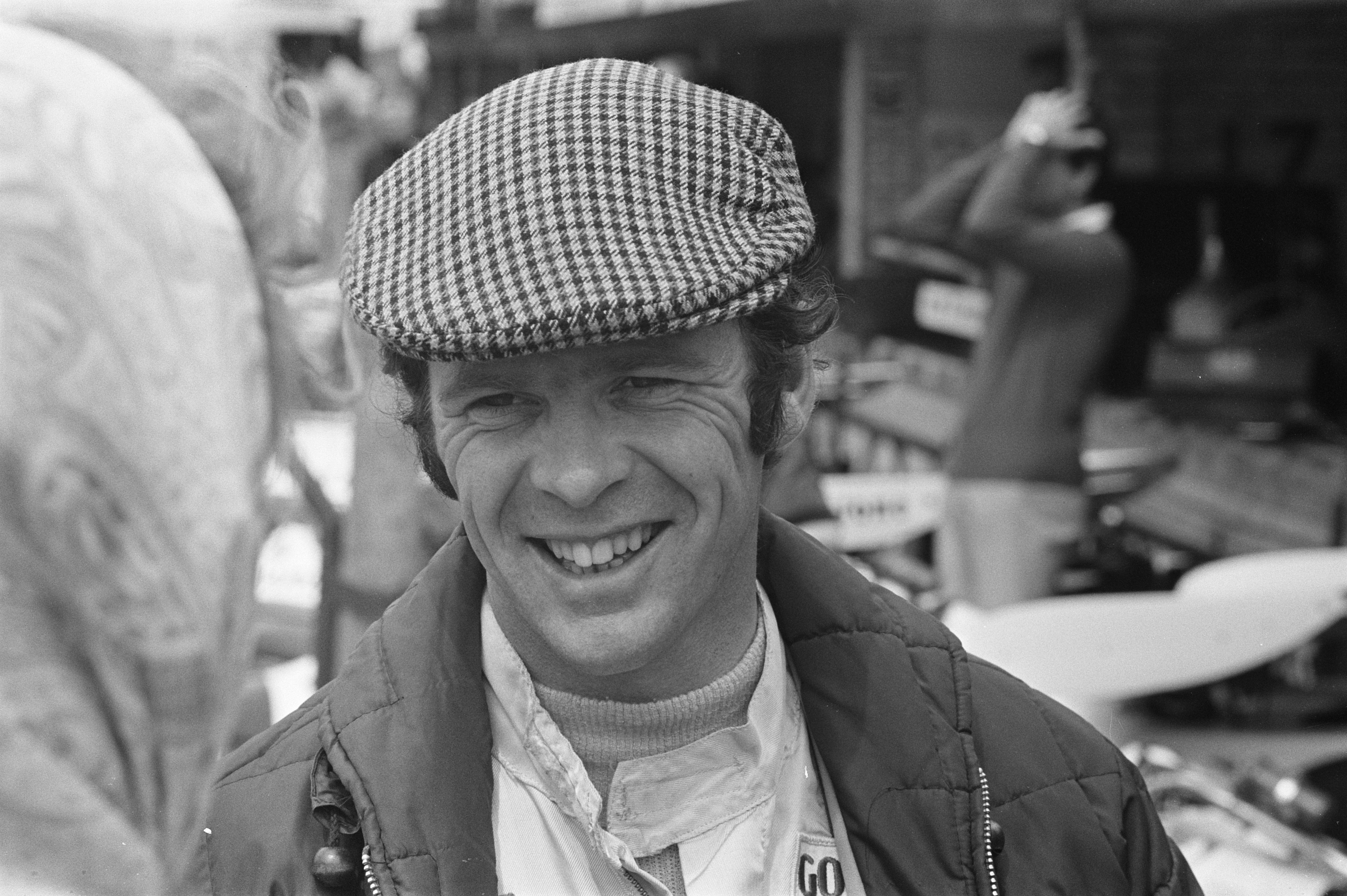
5. Dezember: Peter Gethin (1971)
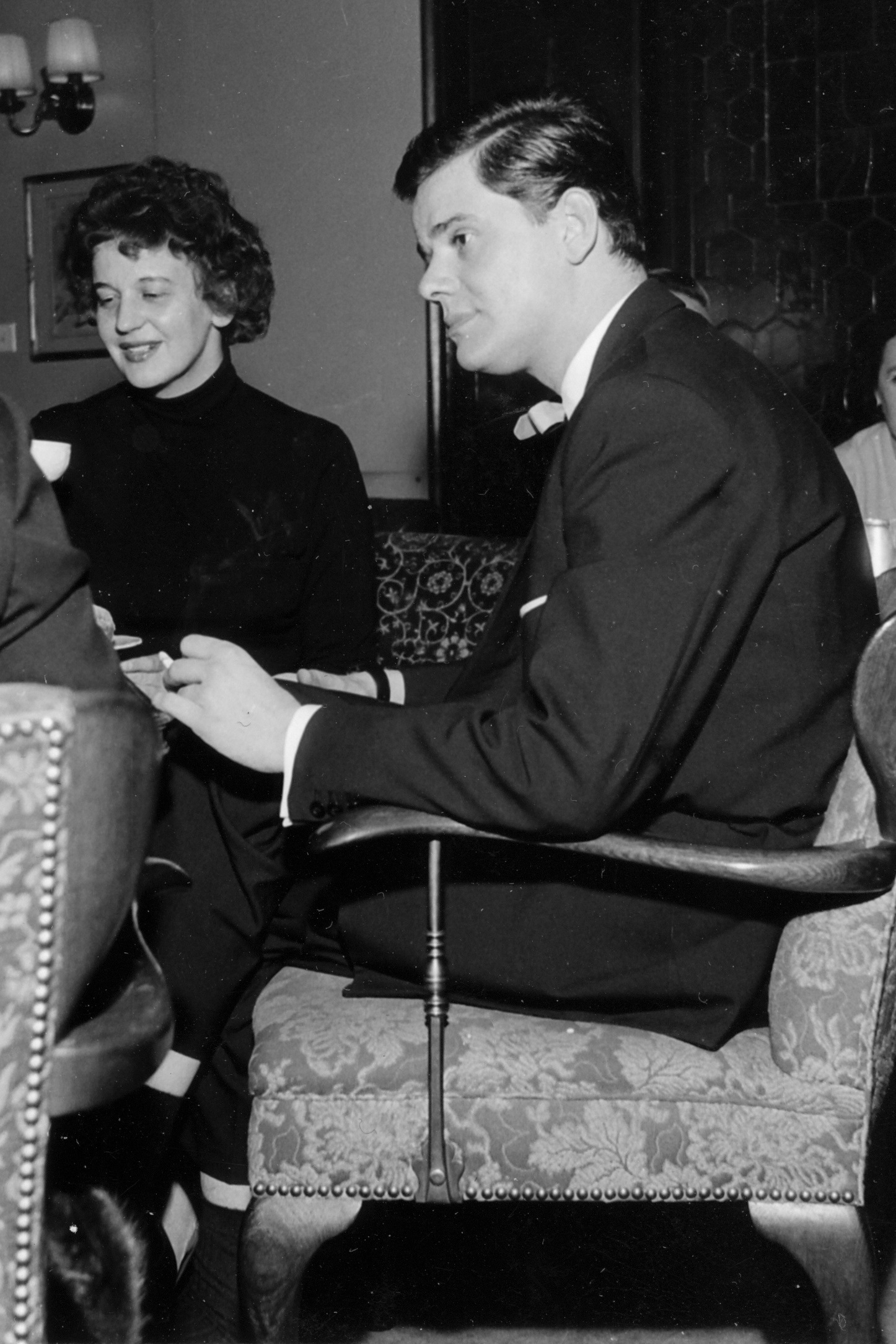
15. Dezember: Walter Giller (1955)
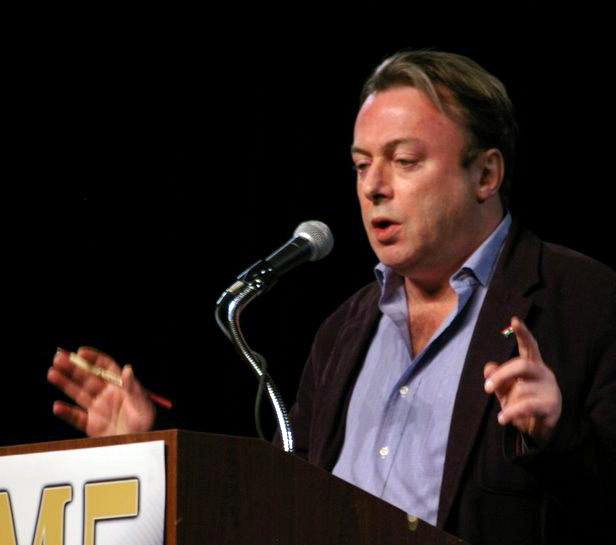
15. Dezember: Christopher Hitchens (2007)
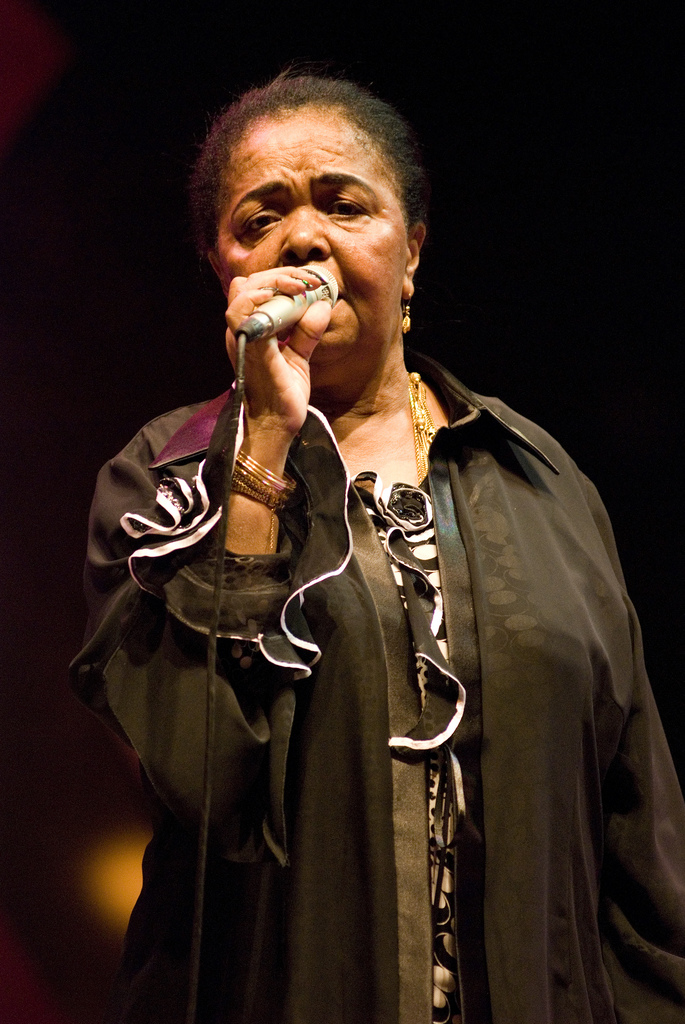
17. Dezember: Cesária Évora (2008)
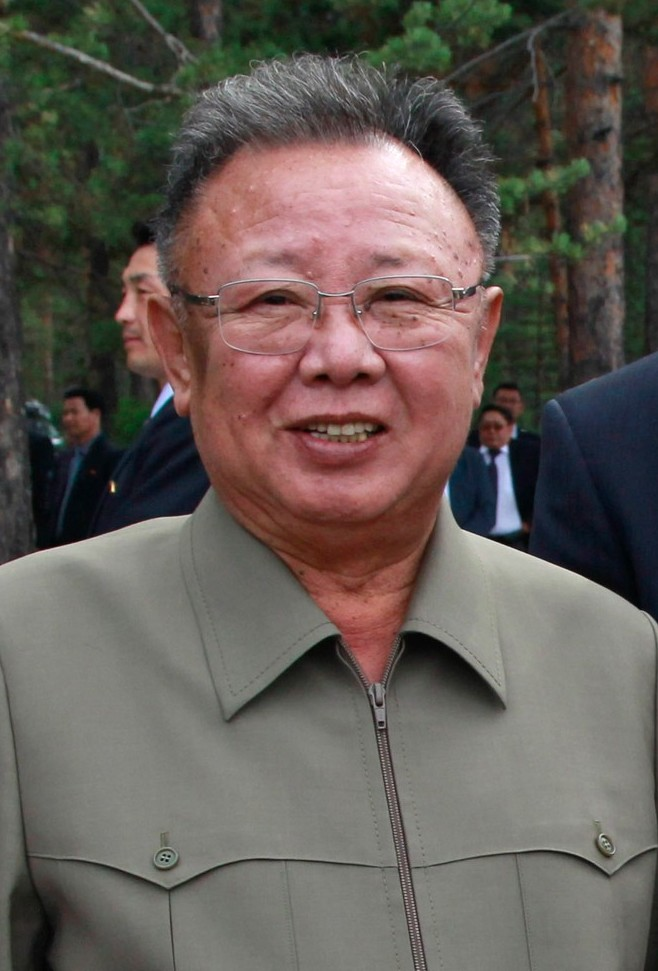
17. Dezember: Kim Jong-il (2011)
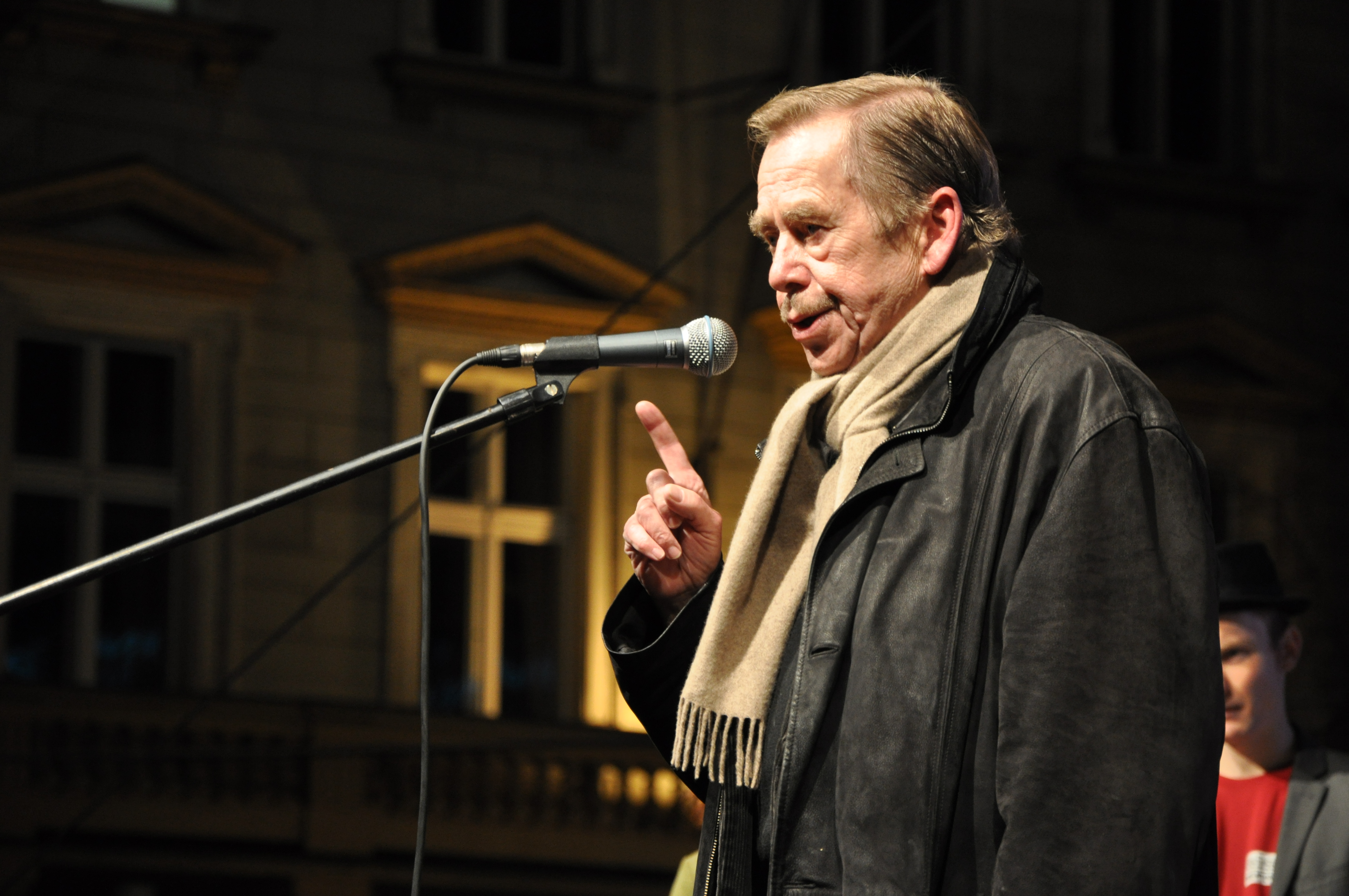
18. Dezember: Václav Havel (2009)
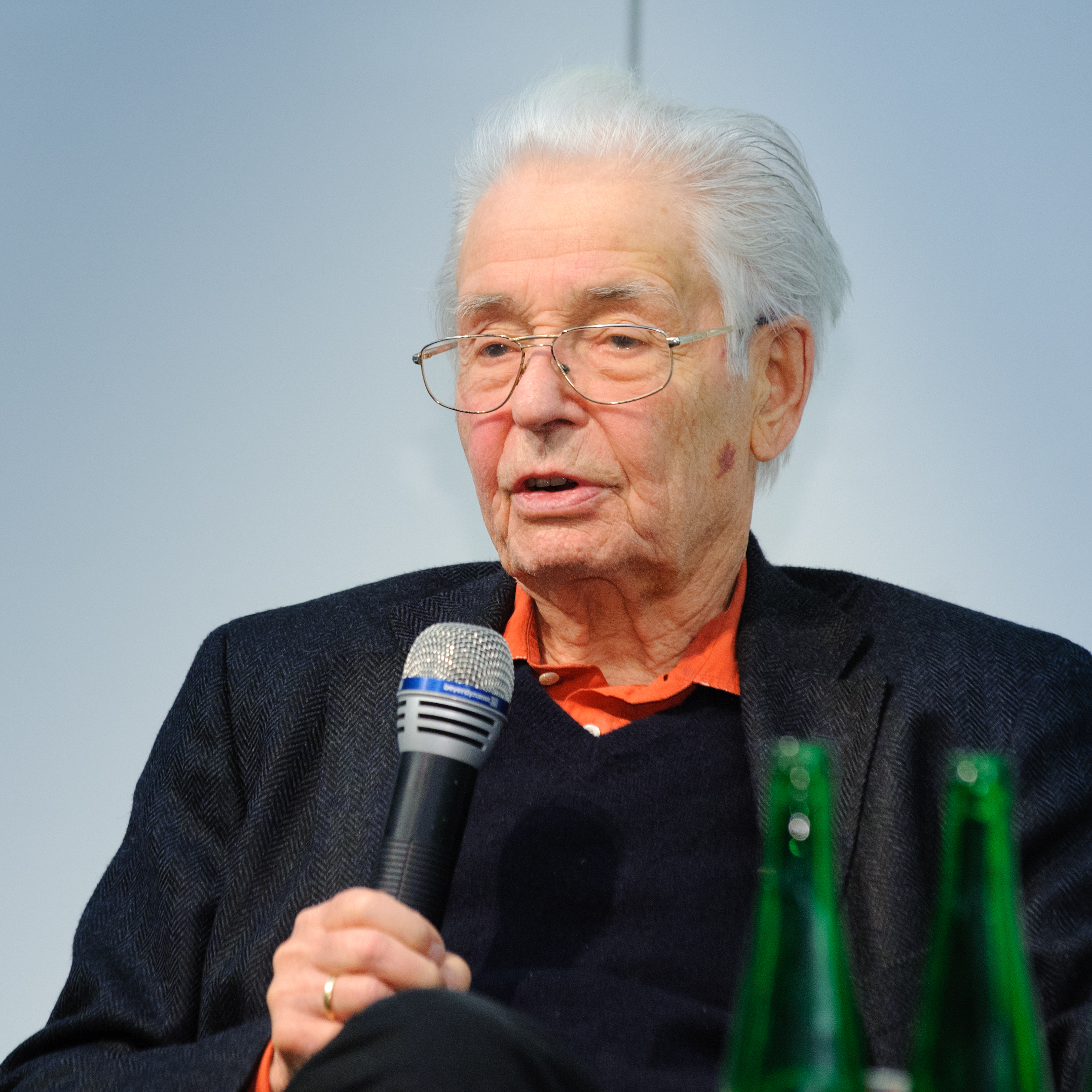
19. Dezember: Horst-Eberhard Richter (2010)
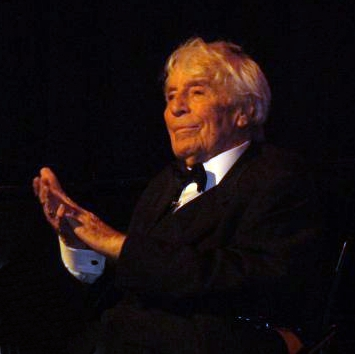
24. Dezember: Johannes Heesters (2006)
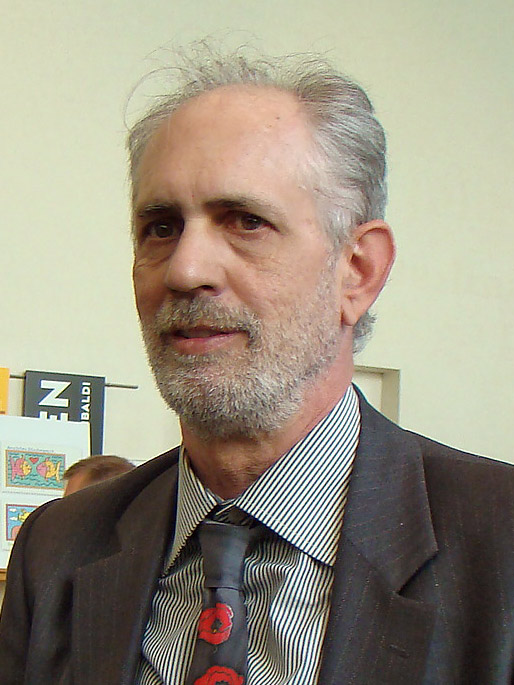
26. Dezember: James Rizzi (2008)
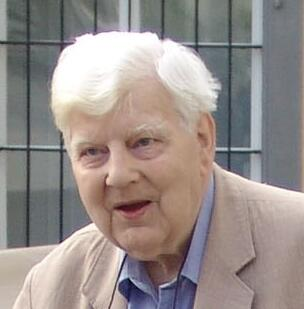
27. Dezember: Michael Dummett (2004)
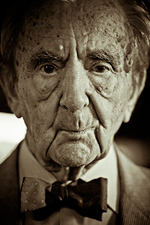
29. Dezember: Leopold Hawelka (2008)